# Star Trek Online
Star Trek Online（スタートレック・オンライン）は、SFドラマ『スタートレック』を原作とするWindows・MacintoshおよびXbox One・PlayStation 4用MMORPG。開発・運営はアメリカのCryptic Studios販売はATARI。なお2011年5月にATARIがCryptic Studiosを売却した事により、2012年1月からはこれを買い取ったPerfect World Entertainmentenが運営している。エンターテインメントソフトウェアレイティング委員会でのレイティングは「T」（13歳以上対象）。なお特に注記の無い限り、年月日の記述はPSTを基準とする。

## 概要
2004年9月に制作発表が行われ、当初はPerpetual Entertainmentが開発を担当、マイケル・オクダやジョン・イーブスなども参加して2009年初頭にサービスを開始する予定であったが、契約上のトラブルからPerpetual Entertainmentはプロジェクトを脱退し、その後2008年にCryptic StudiosがPerpetual Entertainmentで開発中だったデータの一部を譲渡され開発を引き継いだ。制作発表から5年半を経た2010年2月1日にようやく正式サービスが開始された。2017年3月現在のサービス地域は、北米・カナダ・フランス・ドイツ・トルコ・ポーランドだが、日本などその他の地域からもゲームに参加することは可能。
U.S.S.カークやU.S.S.マッコイなど原作シリーズの代表的な登場人物の名を冠した船が登場する。またマイルズ・オブライエンの息子キラヨシ・オブライエン、トム・パリスとベラナ・トレスの娘ミラル・パリス、サマンサ・ワイルドマンの娘ナオミ・ワイルドマンなど原作シリーズの若い世代の人物も登場する。
スポックが「ケルヴィン・タイムライン（『スター・トレック (2009年の映画)』の世界）」へ去った後の元の時空（『宇宙大作戦』から続く従来シリーズの世界）はどうなったのかを描くというコンセプトに基づき、メインシナリオは『ネメシス/S.T.X』や『Star Trek:Countdown』の直接の続編として作られており、ストーリーミッションは原作シリーズのエピソードと関連したものが多く、ドラマや映画で放置されていた伏線の回収も試みられている。映像作品のみならず、小説などのシリーズ作品の内容も包括している。また『スター・トレック』に始まる一連のリブート映画「ケルヴィン・タイムライン」シリーズ（前日談である『Star Trek:Countdown』を含む）とは制作会社同士が協力した姉妹作品的な関係にあり、本作のオープニングムービーの冒頭が『Star Trek:Countdown』のダイジェストであったり、『Star Trek:Countdown』でデータ大佐がU.S.S.エンタープライズE艦長時代に着ていた制服のデザインが本作の基本制服として採用されていたりと、関連性を持たせる仕掛けが随所に見られ、2016年7月6日実装の大規模拡張第三弾「Agents of Yesterday」からは本格的なクロスオーバーが展開し、一部の登場人物（0718大尉）や宇宙船（コンスティテューション級・ヴェンジェンス級（旧称ドレッドノート級）など）が本作に登場している。なお本作におけるオリジナル要素はCBSの許諾・監修を受けた上で実装されており、例えばU.S.S.エンタープライズFのクルー構成はCBSの意向が反映されている。
ゲーム情報サイト「Massively」の企画にて47.6%という得票率で2位以下に大差をつけ「Best Launch of 2010」を受賞したのを初め10部門中5冠を達成、2010年にアメリカでサービスが開始されたMMOの中で最も高い評価を得た。また映画・ドラマ・ゲームのノベライズやスピンオフノベルのコンテスト「2014 Scribe Awards」（Comic-Con International内のイベント）に、本作のリードシナリオライターであるクリスティン・トンプソンによるU.S.S.エンタープライズFをメインにしたスピンオフショートノベル『Mirror Image（Part1、Part2）』（『Star Trek Magazine』#44と#45に掲載）がノミネートされた。
2013年5月21日、新エキスパンション「Legacy of Romulus」が追加され、ロミュラス人でのプレイが可能となった（詳細は後述）他、多くの要素が追加された。
2014年9月1日、10月実装予定の「Delta Rising」で使用可能となる新規宇宙船8種類と各種新規アイテム類を詰め合わせた有償の追加パック「Delta Rising - Operations Pack」の先行予約販売が開始された（期間限定価格$124.99）。
2015年2月27日に本作に初期から関わり続けてきたレナード・ニモイが死去した事を受け同日中に本作の製作総指揮であるスティーブン・リコッサが公式サイトに追悼コメントを発表、同年3月5日にはゲーム中のバルカン星の地上マップなどにミスター・スポックの記念碑が設置された。
2016年7月6日実装の大規模拡張「Agents of Yesterday」のエピソードで、時間エージェントとなったプレイヤー（23世紀の宇宙艦隊士官）が2270年から2409年までの歴史を31世紀の時間エージェントであるダニエルスから教わるシーンにおいて、これまでのスタートレック・シリーズのTVドラマや映画の様々なシーンを撮影したスチル（『新スタートレック』U.S.S.エンタープライズDがボーグキューブと対峙するシーン、『スタートレック:ディープ・スペース・ナイン』ドミニオン戦争の艦隊シーン、『スタートレック:ヴォイジャー』U.S.SヴォイジャーがDS9に停泊しているシーン、『スタートレック：ファーストコンタクト』フェニックス号が外装をパージしてワープナセルを展開しているシーンなど）が大量に使用された。従来映像作品の内容をCGで再現するのではなく、実際のスチルがゲーム中に登場したのは初めての事である。
2016年9月2日、EUCL3Dとの提携により登場する全宇宙船クラスの模型（ゲーム中のあらゆるカスタマイズを再現可能）のオーダーメイド販売が決定（詳細は後述）。しかしEUCL3Dの事業終了で頓挫。
2016年9月6日より、家庭用ゲーム機（Xbox OneおよびPlayStation 4）移植版のサービスを開始。主にライティングのクオリティなどグラフィック精度がアップした他、ゲームパッドでの操作に対応したユーザーインターフェースの変更などが行われている。なおアップデートパッチ配信過程に大きな差異があるため、PC版と家庭用ゲーム機移植版はサーバーが別個に分けられており、異なるプラットフォームのプレイヤー同士が一緒にプレイする事は出来ない。
2017年3月より、CBSが運営している『スタートレック』シリーズ公式サイト内に本作の特設コーナーが設けられている。
2018年2月20日、Mixed Dimensionsとの提携により本作に登場する500種類以上の宇宙船クラスの模型（ゲーム中のあらゆるカスタマイズを再現可能）のオーダーメイド販売が決定（詳細は後述）。同年3月15日より販売を開始。
2018年10月9日、シーズン15「Age of Discovery」より、TVドラマのスタッフとの共同製作による『スタートレック:ディスカバリー』シーズン1のサイドストーリーを配信開始。
2019年8月4日、イーグルモス社より本作に登場するオリジナルデザイン宇宙船の塗装済み完成品模型+設定マガジン『スタートレックオンライン・オフィシャル・スターシップ・コレクション』の創刊が発表された（詳細は後述）。
2019年11月27日、オデッセイ級（U.S.S.エンタープライズFのクラス）が『スタートレック:ピカード』の前日談コミック『StarTrek: Picard Countdown』に登場。本作オリジナルデザインの宇宙船が「スタートレック」シリーズの他作品に登場したのはこれが初めてである。しかし、『ピカード』で描かれた24世紀末の歴史と本作の歴史はリンクしていない。
2022年3日4日、『スタートレック:ピカード』シーズン2エピソード1「スターゲイザー（The Star Gazer）」にサザーランド級・リライアント級・ガガーリン級・ロス級が登場
。本作オリジナルデザインの宇宙船が「スタートレック」シリーズの映像作品に登場したのはこれが初めてである。

### システム
プレイヤーは惑星連邦宇宙艦隊（25世紀もしくは23世紀）、クリンゴン帝国防衛軍、ロミュラン共和国軍のいずれかの勢力（詳細は後述）を選び、キャラクターを作成する。なお、キャラクタークラスとしてTactical（戦術士官）・Engineering（技術士官）・Science（科学士官）を選択でき、これにより各種スキルだけでなくシナリオ選択肢にも幅が生じる。
プレイヤーの階級が上がるごと（2018年6月時点の最高レベルは65で最高階級は元帥）に搭乗可能な宇宙船の種類が増えていき（2018年6月時点ではレベル50から最高ランクであるTier6の船に乗れるようになる）、これらの宇宙船には自由に船名と登録番号を設定出来、外観・装備などのカスタマイズも可能。またプレイヤーキャラクターの外見（制服や階級章など）や個人装備などもカスタマイズ可能である。様々なスキルを持ったブリッジ士官（NPC）を、艦種毎に定められた人数だけ配置する事が出来る。
プレイヤーが移動可能な艦内施設はブリッジのみだったが、2010年7月27日のシーズン2アップデートより、作戦室・居住区（艦長私室・医療室・ラウンジバー）・機関部（機関室・科学ラボ・転送室）が追加された。
ゲームのメインとなる戦闘は宇宙戦と地上戦があり、地上戦はTPS、宇宙戦はフライトシミュレーションに近い。なおプレイヤーに課されるミッション（クエスト）の中には、戦闘を伴わないものもある。
プレイヤーはレベル60（元帥）になると艦隊司令官に任ぜられ、現在操作している以外の所有宇宙船を任務（クエスト）に派遣して報酬を得られるようになる。

### 沿革[50]
PC版を基準に記述する。
2009年10月22日　クローズドベータテスト開始
2010年1月12日　オープンベータテスト開始
2010年2月2日　正式サービス開始（北米）

#### アイコニア戦争編
2010年3月24日　シーズン1　Common Ground　ゲーム開始時点での時勢は2409年1月。
2010年7月27日　シーズン2　Ancient Enemies
2010年12月9日　シーズン3　Genesis
2011年7月7日　シーズン4　Crossfire
2011年12月1日　シーズン5　Call to Arms
2012年7月12日　シーズン6　Under Siege
2012年11月13日　シーズン7　New Romulus
2013年5月21日　大規模拡張　Legacy of Romulus　新たにロミュラン人（所属はロミュラン共和国）でのプレイが可能に。
2013年11月12日　シーズン8　The Sphere　このシーズンの最終エピソードからゲーム中の時勢が2410年に移行。
2014年1月30日　シーズン8.5
2014年4月22日　シーズン9　A New Accord
2014年7月21日　シーズン9.5
2014年10月14日　大規模拡張　Delta Rising　U.S.S.ヴォイジャーと共にデルタ宇宙域を再探検するエピソード。『スタートレック:ヴォイジャー』のメインキャストが多数出演。
2015年4月21日　シーズン10　The Iconian War　このシーズン開始時点まででゲーム中の時間はシーズン1から約一年半が経過。
2015年7月16日　シーズン10.5　サービス開始時から続いていたアイコニアを巡るストーリーが終結。

#### 時間冷戦編
2015年10月27日　シーズン11　New Dawn　時間冷戦（タイムトラベル）をテーマにした新ストーリーが開始。
2016年4月12日　シーズン11.5　Temporal Front
2016年7月6日　大規模拡張　Agents of Yesterday　『宇宙大作戦』放送開始50周年記念企画。惑星連邦の時間エージェントとなって『宇宙大作戦』の時代を冒険するエピソード（新規作成した専用キャラでのみプレイ可能）。『宇宙大作戦』のメインキャラ（一部はオリジナルキャストではない）や23世紀・26世紀・31世紀のオリジナルデザイン宇宙船が登場。「ケルヴィン・タイムライン」シリーズとのクロスオーバーも展開。
2016年10月25日　Agents of Yesterday: Artifacts　大規模なシステムアップデートを実施し、グラフィックをXbox One・PlayStation 4に準拠した高精度のものにアップグレード。

#### ニューフロンティア編
2017年1月26日　シーズン12　Reckoning　　未探査宙域とプロトマター（原物質）を巡る新ストーリーが開始。
2017年4月25日　シーズン13　Escalation　新ストーリーの追加と共に、ゲームシステム（主に戦闘関連）の大規模なアップデートを実施。
2017年7月18日　シーズン13.5
2017年10月3日　シーズン14　Emergence　ジョーディ・ラフォージ大佐とコロニー開発を進めるイベントの他、ニューフロンティア編の主敵となるハークの登場など。2018年1月からは『スタートレック:ディスカバリー』とのコラボレーションで、クロスフィールド級・ウォーカー級・サルコファガス級などの宇宙船や、衣装・携行武器などを実装。
2018年4月3日　シーズン14.5　スキルの追加の他、NPCを操作しその過去を追体験するという新しい試みを導入したエピソードが配信された。
2018年6月5日　大規模拡張　Victory is Life　『スタートレック:ディープ・スペース・ナイン』放映開始25周年記念企画。新たにジェムハダー（所属はドミニオン）・カーデシア人（所属は惑星連邦（25世紀）もしくはクリンゴン帝国）でのプレイが可能に。『スタートレック:ディープ・スペース・ナイン』のメインキャストが多数出演。またディープスペース・ナインの3Dモデルがより原作の設定に近い形状にアップデートされた。この3Dモデルの製作は、『新スタートレック』のデジタルリマスターや『Star Trek: Alien Domain』の製作を担当したトバイアス・リヒターによる。

#### ディスカバリー編
2018年10月9日　シーズン15　Age of Discovery　『スタートレック:ディスカバリー』とのクロスオーバー第一章。シーズン14におけるコラボでは一部の宇宙船や装備品などが登場するだけだったが、本シーズンでは新たに2250年代の宇宙艦隊の船長としてのプレイが可能となり、ストーリーラインはCBSおよび『スタートレック:ディスカバリー』の脚本家達との共同製作となる。またこのストーリーラインでは外伝コミック『Star Trek: Discovery "The Light of Kahless"』の内容も重要な要素として取り入れられている。
2019年1月23日　シーズン16　Mirror of Discovery　『スタートレック:ディスカバリー』とのクロスオーバー第二章。TVドラマでU.S.S.ディスカバリーが鏡像宇宙へ行っていた間、入れ代わりで主要宇宙に来ていたI.S.S.ディスカバリーの詳細を描く。
2019年5月14日　シーズン17　Rise of Discovery　『スタートレック:ディスカバリー』とのクロスオーバー第三章。U.S.S.ブランの最期と、ガブリエル・ロルカとエレン・ランドリーがU.S.S.ディスカバリーのクルーになるまでの詳細を描く。
2019年9月10日　シーズン18　Awakening　舞台を25世紀に戻し、（『スタートレック:ディスカバリー』シーズン1から見た）未来におけるマイセリウム胞子ネットワークを巡る戦いを描く。
2020年1月28日　シーズン19　Legacy サービス開始10周年記念アップデート。『スタートレック:ピカード』とのタイアップも兼ねており、既存のジャン＝リュック・ピカード関連アイテムのセット販売や『ピカード』作中年代の制服の配布が行われ、バーナムと『ピカード』での容姿になったセブン・オブ・ナインが登場するストーリーが配信された。また、10周年記念としてコンスティテューション級やディファイアント級など10種類の艦船が、従来のものとは別物扱いとなる「レジェンダリー」版としてセット販売される。
2020年6月30日　シーズン20　House Divided　クリンゴン帝国をフィーチャーしたシーズン。クリンゴンが主軸となるストーリが配信され、合わせて惑星クロノスやクリンゴン艦、クリンゴン人キャラクターなどのグラフィックが改良された。

## 料金
新運営会社の方針により、2012年1月17日から基本利用無料+アイテム課金モデル（F2P）に移行した。サービス会員には無料のシルバー会員と、従来の月額利用契約に当たるゴールド会員があり、シルバー会員はインベントリ枠やゲーム内通貨の所持上限額などに制約を受ける。引き続きライフタイム会員も募集している。ゴールド会員（月額）・ライフタイム会員共に、金額は後述の旧利用額と同じ。
F2P化以前は有料パッケージ+月額課金制で、パッケージは29.99アメリカドル（ダウンロード版）からで、月極契約の料金は月14.99アメリカドル、サービス終了までの一括契約である「ライフタイム契約」の料金は299.99アメリカドルである。なお、ゲームの序盤をプレイ出来る無料体験版も公開されていた。
なお、課金アイテムは、C-Store内でPerfect World Entertainmentのネットゲーム共通の課金ゲーム内通貨「ZEN」を支払って購入する。ただし、本ゲームでは生産システムの原材料となるダイリチウム結晶（プレイ中に無料入手可能）もまた通貨を兼ねており、ダイリチウム結晶でZENを「購入」して支払うことで、（かなりの時間と手間がかかるが）無料で課金アイテムを購入することも一応は可能である。

## The Foundry
2011年3月30日に実装された、ミッション（クエスト）作成ツール。キャラクター選択画面よりこのツールを使用したミッション（クエスト）作成モードに入れる。NPCやマップ、スクリプト等を設定し作成したミッション（クエスト）は一般公開することが可能で、他のプレイヤーは公開されたミッション（クエスト）を自由にプレイし、評価（5段階、コメント添付も可能）を付けることが出来る。またこのシステムの実装に伴い、自分で作成したミッション（クエスト）のテストプレイ専用として新規キャラクタースロットが4つ追加された。なお完成度の高いものは運営によって公式にフォローされる事がある。2019年4月19日をもって廃止された。

## 歴史
作品名の記載が無い項は、本作オリジナルの出来事。

### ゲーム開始までの歴史
- 紀元前20万年頃 アイコニア帝国が滅亡（『新スタートレック』）。
- 紀元元年頃　ドミニオンがハークとファーストコンタクト。
- 14世紀頃　ハークがクリンゴンの母星クロノスを襲撃。
- 1992年-1996年 優生戦争（『宇宙大作戦』）。
- 2026年-2053年 第三次世界大戦（『スタートレック ファーストコンタクト』）。数百年後の未来からこの時代の地球を偵察しに来たナクール人の宇宙船が想定を遥かに上回る超高性能な地球の対宇宙防衛兵器により軌道上で撃ち落され、クルーはフィリップ・グリーン大佐が率いるエコテロリスト軍の捕虜になる[129]。
- 2151年-2161年 『スタートレック:エンタープライズ』
- 2256年-　『スタートレック:ディスカバリー』
- 2256年　クリンゴン・モカイ家が使用したマイセリウム胞子兵器の影響で、未来で未観測だった大規模な時空異常が発生する。
- 2264年-2269年 『宇宙大作戦』
- 2270年初頭 U.S.S.エンタープライズ（スポック船長）がブヴァット・コロニーの軌道上でタイムトンネルから出現したクリンゴン・ラプターに襲撃されるが、続いて現れた未知の宇宙船（25世紀の宇宙艦隊船）と共闘して撃退に成功。ケイレブ4号星の戦い[130]でクリンゴン帝国防衛軍が初めて遮蔽装置を実戦使用。また同戦いでクリンゴン艦隊の攻撃から僚船を庇い犠牲になるはずだった惑星連邦宇宙艦隊のコンスティテューション級U.S.S.オセアニック（NCC-1421）[131]が、ダニエルスによる2409年へのタイムトラベルで撃沈を免れ、クルーは時間エージェントとなる。
- 2332年 ネクサス・リボンを調査中だった惑星連邦宇宙艦隊のヤマグチ級[132]U.S.S.フォレスタルが消息を絶つ。
- 2363年-2371年 『新スタートレック』
- 2369年-2375年 『スタートレック:ディープ・スペース・ナイン』
- 2371年-2377年 『スタートレック:ヴォイジャー』
- 2379年 『ネメシス/S.T.X』
- 2380年 惑星連邦が量子スリップストリームドライブを完成（『Star Trek: Destiny　"Gods of Night"』）。マキに参加していた元宇宙艦隊士官ロー・ラレンが逮捕される。惑星連邦の植物学者ケイコ・オブライエンとカーデシア政府顧問エリム・ガラックの尽力により、カーデシアの食料危機問題を解決するための「アンダック計画」が成功。
- 2381年 ロミュラン帝国内戦（ロミュラン人対レムス人）が激化。惑星連邦領域内でのボーグの活動が活発化し、ジャン＝リュック・ピカードがボーグ対策チームの責任者に任命され、セブン・オブ・ナインも彼のチームに加わる。ロー・ラレンが刑期を終えてベイジョー軍に出仕し、ディープ・スペース・ナインの保安部長に就任。
- 2382年 クリンゴン帝国がロミュラン帝国へ侵攻。200年以上に渡る異種族間交配により純粋なアンドリア人の出生率が危機的に減少している事実が明らかとなり、種の保存のためアンドリア帝国が惑星連邦から脱退（『Star Trek Deep Space Nine: Andor "Paradigm"』）。
- 2383年 惑星キトマーの管轄権を巡って惑星連邦・クリンゴン帝国・ロミュラン帝国の間で外交危機が発生、クリンゴン帝国が軍事力を行使し惑星の支配権をもぎ取る。
- 2384年 コラリス3号星のオドーがラーズを「偉大なる繋がり」に誘うが拒絶される。
- 2385年 ジャン＝リュック・ピカードが宇宙艦隊を退役、駐バルカン惑星連邦大使に就任（『Star Trek: Countdown』）。医学的な問題の解決によりアンドリア帝国が惑星連邦に再加盟するが、原加盟国としての地位は失墜する（『Star Trek: Typhon Pact "Paths of Disharmony"』）。ビバリー・クラッシャーがU.S.S.パスツールの艦長に就任。ウォーフが宇宙艦隊を退役、クリンゴン帝国大使に就任。
- 2386年 データが大規模近代化改修を終えたU.S.S.エンタープライズEの艦長に就任（『Star Trek: Countdown』）。オドーがアルファ宇宙域でジェムハダーを率いるレマタクランにガンマ宇宙域への帰還を促すが拒絶される。
- 2387年 惑星ロミュラスが近隣星系の恒星ホバスの超新星化の影響を受け消滅（『Star Trek: Countdown』）。ロミュラン帝国のドナトラ総督が乗船していたI.R.W.ヴァルドアが行方不明になる（後にボーグに襲われ同化されていた事が判明）。オリオン・シンジケートのメンバーである不滅のハッサンが組織の首領レイマスを暗殺し、代わってエメラルドの女帝ことメラニ・ディアンがシンジケートを牛耳る。
- 2388年 連邦ニュースネットワークが前年の惑星ロミュラス・レムス崩壊について、バルカン政府が事前に恒星ホバスの超新星化の脅威を認識していたにも関わらずロミュラン帝国の滅亡を期待して意図的に事態を放置していた事実を暴露、バルカン政府は各方面から糾弾され、連邦加盟国の一部はバルカン星から自国大使を召還。
- 2390年 アルファ宇宙域にウンディーネ（生命体8472）が侵入していると思しき痕跡がU.S.S.エンタープライズE（データ艦長）により発見される。
- 2394年 オリオン・シンジケートが正式な属国扱いでクリンゴン帝国の傘下に入る。
- 2395年 ウンディーネ（生命体8472）がクリンゴン帝国への浸透工作を開始。
- 2399年 生命体8472の侵略に対する対応を巡って惑星連邦とクリンゴン帝国との意見対立が決定的なものとなり、惑星連邦・クリンゴン帝国間の平和条約「キトマー協定」が破棄され冷戦状態となる。惑星連邦初のトランスワープ・ハブが開通。
- 2400年代初頭 冷戦中ながら惑星連邦とクリンゴン帝国は協力してボーグに対抗する事で合意、宇宙船と人員を拠出し合い対ボーグ特殊部隊「バトルグループ・オメガ」を設立。
- 2402年 クリンゴン帝国がゴーン同盟を征服。
- 2405年 クリンゴン帝国が惑星連邦内のフロミ星雲コルヴァット・コロニーに艦隊を派遣して占拠し連邦市民居住者の強制退去措置を開始したため、惑星連邦も同コロニーに宇宙艦隊を派遣してクリンゴン艦隊と交戦、惑星連邦・クリンゴン帝国戦争が勃発。
- 2406年 チャコティ提督が宇宙艦隊情報局長に就任。
- 2407年 ロミュラン帝国のシーラ総督が女帝を称して戴冠式を決行。
- 2408年 連絡の途絶えた第236宇宙基地の調査に向かったU.S.S.エンタープライズEが待ち伏せていたウンディーネ（生命体8472）艦隊の奇襲を受け撃沈されるも、データ艦長以下クルーの大多数は生還。

### ゲーム開始後の歴史
- 2409年 1月、惑星連邦領ヴェガ星系にボーグ艦隊が来襲、住民の救出作戦が実行されるが多くの住民が取り残されたまま星系はボーグに征服される。デワ3号星にロミュラン共和国政府が樹立。U.S.S.エンタープライズF就航、同名の宇宙船としては史上初めてアンドリア人が艦長に任命される[133]。2256年からクリンゴン・モカイ家の一部がタイムトラベルして来る。
- 2410年 オペレーション・デルタライジング始動、デルタ宇宙域を再探査。ウンディーネ（生命体8472）の大艦隊が地球およびクロノスへ侵攻、惑星連邦・クリンゴン帝国間の戦争が終結しキトマー協定が復活。8月、アンドロメダ銀河に潜伏していたアイコニア人が天の川銀河に対し侵攻を開始しアイコニア戦争が勃発するが、同年の内に講和が成立。時間冷戦の表面化。ルカリ初の深宇宙探査船L.S.S.レスカヴァが就航。ゼンケシ連合が周辺惑星の「浄化（生息する生命体の殲滅）」を開始し、アルファ宇宙域同盟およびケンタリ連合と戦争状態に突入。アルファ宇宙域ロタネヴ星系にネクサス・リボンが出現。復活したハークの大群がベイジョー星を襲撃、惑星軌道上で防衛に当たったDS9が破壊される。
- 2423年 ジェイク・シスコが24世紀末から25世紀初頭にのかけての戦争を扱った戦史レポート「The Needs of the Many」（スピンオフ小説『Star Trek Online: The Needs of the Many』として現実に出版されている[134]）を発表。
- 26世紀前半頃 クリンゴン帝国が惑星連邦に加盟。（『スタートレック:エンタープライズ』）
- 2555年 プロシオン5号星の戦いで、惑星連邦を中心としたアルファ・ベータ宇宙域連合軍が異次元から現れた球体創造者（テューテリア人）の侵略軍を破る。（『スタートレック:エンタープライズ』）
- 28世紀前半頃 天の川銀河においてアイコニア滅亡後の20万年間で最大の恒星間組織となる「銀河連合」が発足。
- 2769年 タイムライン保護とタイムトラベル規制を謳った恒星間条約「時間協定」が締結される。（『スタートレック:エンタープライズ』）

## プロローグ

### 惑星連邦宇宙艦隊編（改訂前）
地球暦2387年の惑星ロミュラス崩壊以降、アルファ・ベータ宇宙域の情勢は極めて不安定となり、地球暦2399年には惑星連邦・クリンゴン帝国間の和平協定であるキトマー協定が破棄され、戦争に突入する。宇宙域中の種族を巻き込んで戦乱が激化する中、地球暦2409年に惑星連邦領ヴェガ星系にボーグの大艦隊が来襲する。現地駐留の艦隊に勤務していた新米少尉であるプレイヤーは、大破した友軍艦の生存者救助・逃げ遅れたコロニー住民の救出・残存ボーグ船の掃討などの功績をクイン元帥に認められる。2階級特進して大尉となった上に軽巡洋艦の艦長を任される事になり、指揮官として戦争と宇宙探査に臨んでいく……。

### 惑星連邦宇宙艦隊編（改訂後）
2409年、宇宙艦隊アカデミーの卒業を迎えたプレイヤーは友人たちと喜びを分かち合い、Masc Taggart大佐の指揮するミランダ級軽巡洋艦（艦名はプレイヤーが決定する）での訓練航行に出発する。Taggart艦長によって副長に任じられ意気揚々と任務に励むプレイヤーであったが、貨物船ブレイク・イーヴン号のクワーク船長からの救難信号を受けた事から事態は急転する。救助のため現地に向かったプレイヤーらを待ち受けていたのは、私掠のため罠を張っていたクリンゴンのネグヴァー級戦艦I.K.S.Chotであった。プレイヤーらの宇宙船は奇襲を受けてたちまち防御シールドがダウン、転送でクリンゴン戦士が続々と乗り込んで来て、船内で激しい白兵戦が繰り広げられる。迎撃の指揮を執ったプレイヤーはからくもクリンゴン戦士らを撃退するが、ブリッジに侵入して来た敵によってTaggart艦長が拉致され捕虜となってしまう。遮蔽した船から通信を送り、部下に降伏を命じるようTaggart艦長を脅す様子をプレイヤーらに見せ付けるクリンゴンのKadek艦長。しかしTaggart艦長は脅迫に屈せず、プレイヤーを自分に代わる艦長に任命し、自分のコミュニケーター信号をロックして光子魚雷を撃つよう命じたため、Kadek艦長に刺し殺されてしまう。崩れ落ちるTaggart艦長の姿を見たプレイヤーはElisa Flores上級戦術士官に光子魚雷の発射を命じ、放たれた魚雷はTaggart艦長のコミュニケーター信号を追跡して遮蔽中のI.K.S.Chotを直撃、甚大な被害を受けたI.K.S.Chotは逃走を開始する。プレイヤーらは救難信号を受けて駆けつけて来たノーグ艦長のキメラ級重駆逐艦U.S.S.キメラと共にこれを追って撃沈し、Taggart艦長の敵を討ったのであった（この展開は、地上での探索行動、艦内での白兵戦、そして宇宙戦闘のチュートリアルを兼ねている）。
ノーグ艦長の指示により一旦地球へ帰還する事になったプレイヤーらであったが、地球への帰路でJay Yim艦長のノーブル級巡洋戦艦U.S.S.キトマーから緊急の支援要請を受け、U.S.S.キメラと共にU.S.S.キトマーと合流すべくPollux星系へ向かう。惑星の衛星軌道上で空間異常の調査を行った3隻は、なんとボーグのトランスワープコンジットを発見してしまう。驚きも冷めやらぬ内に、コンジットから続々とボーグ艦隊が姿を現し、その一部はベガ星系に向かって飛び去っていった。プレイヤーらはU.S.S.キメラとU.S.S.キトマーに殿を任せ、ベガ星系にボーグの侵略を知らせるため急ぎその場を離れる。
幸運にもボーグ艦隊に先んじてベガ星系に到着したプレイヤーらは現地の行政府に避難命令を発するが、途中で妨害により通信が途絶えてしまう。ボーグ艦隊が星系に到着したのだ。惑星の住民を救うべく、ボーグの先遣隊を掻い潜り何とか地上に転送上陸したプレイヤーらであったが、時既に遅く、続々と空から降下してくるボーグの同化船、そしてボーグドローンとなり襲い掛かってくるかつての住民たち。ドローン達を倒し、無事な住民を転送収容しながら市街地を進むプレイヤーらは、地上に留まって避難誘導を続けていたWilla Post行政長官らを救助する（プレイヤーがEngineeringの場合、惑星に上陸・戦闘をすることなく宇宙空間にとどまったままで通信を復旧させることが可能）。
その後、プレイヤーらはボーグの転送妨害装置を破壊し可能な限り住民の救助活動を行うが、ボーグ本隊のワープサインが星系に迫り、撤退せざるを得なくなってしまう。船に戻ったプレイヤーらは星系からの脱出を図るが、星系にはスフィアやキューブなどボーグの主力艦が次々に姿を現し始めていた。孤立無援で苦戦を強いられるプレイヤーらであったが、U.S.S.キメラにU.S.S.キトマー、James Kurland艦長のU.S.S.ディファイアントなどが駆けつけ、彼らと共にボーグの包囲網を突破する事に成功した。プレイヤーらは「君達は出来る限りの事をした」というノーグ艦長の言葉を胸に、ボーグ艦に囲まれ惑星ごと同化されつつあるベガ星系を後にするのだった。
ようやく地球に帰還を果たしたプレイヤーは、スターベース1の司令官Jorel Quinn元帥に迎えられる。Quinn元帥はプレイヤーの類稀な指揮能力を賞賛し、プレイヤーに対して正式に大尉の階級とTaggart艦長が遺したミランダ級宇宙船の艦長職を与える。こうしてプレイヤーは、宇宙艦隊の艦長として波乱万丈のキャリアをスタートさせた。

### クリンゴン帝国防衛軍編
2409年、プレイヤーはJurek艦長率いるB'rel級Bird-of-Prey（艦名はプレイヤーが決定）の第二副長を勤めていた。ホロデッキでの地上戦訓練を終えたその夜、艦は連邦の捕虜（セクション31の工作員）を護送する任務を受けた。
しかし、その捕虜引渡しの場を連邦艦USSムサシが、そして連邦の突入隊が襲う。白兵戦で突入隊を返り討ちにしたプレイヤーが拾った連邦のメッセージには、Jurek艦長自らが連邦艦を手引きする内容が記されていた。その報を受けたDoran副長はプレイヤーに捕虜の尋問を命じ、その返答しだいではクリンゴンの「名誉の掟」に基づいて艦長に果し合いを申し込むことを決める。その捕虜の返答は「艦長との取引が自分のビジネス」という、連邦らしい名誉のかけらもないものであった。そしてプレイヤーは、艦長に返り討ちにされたDoran副長の敵討ちをもかねて、連邦の強大さに恐れをなしてクルーと帝国を裏切った艦長を討ち果たし、増援艦隊と共にムサシをも撃沈し、新艦長の座でクリンゴン戦士らしく仁王立ちを決めるのであった。
しかし、その捕虜Franklin Drakeとのくされ縁によって、プレイヤーは帝国の存亡にかかわる陰謀へと巻き込まれていく。

### ロミュラン共和国編
2409年1月（惑星連邦編プロローグの二週間前）。ロミュラン人（もしくはレムス人）難民であるプレイヤーは、他の惑星社会から孤立したVirinat星のコロニーで警備員として働き、平和に暮らしていた。しかしコロニー建設十周年を祝う祭の夜、突如としてロミュラン帝国秘密情報機関タルシアーと未知の種族"エラチ"の連合艦隊がコロニーを襲う。友人のTovanと協力して住民をシャトルで避難させ、何とか軌道上のTOS時代のバード・オブ・プレイ（T'liss Light Warbird）まで辿り着いたプレイヤーだったが、非武装のコロニー船を救助している最中、タルシアーのデイダリデックス級戦艦に捕捉されてしまう。まさに撃沈されようとしたその時、コロニーからの救難信号を傍受した「ロミュラン共和国」を名乗るTemer司令官率いる小戦隊が駆けつけ、彼らの支援によりからくもタルシアー艦隊を退却させるが、コロニーは破壊され廃墟と化す。事情を知ったTemer司令官の厚意で生き残ったコロニー住民はロミュラン共和国に受け入れてもらえることになり、共和国艦隊と合流。そこで帝国の支配から離れ、自由なロミュラン人社会を築くべく戦う人々の存在を知り、プレイヤーはTovanと共に共和国軍に志願するのだった。

### 惑星連邦時間局編
宇宙歴6147.4（西暦2270年）、宇宙艦隊中尉であるプレイヤーが乗務するパイオニア級宇宙船は、遭難した科学調査船の捜索中、タウラス3号星に墜落している科学調査船の残骸を発見する。Isaac Garrett船長の命により、Tarsi少尉やMears少尉ら上陸班を率いて惑星に降り生存者の捜索にあたったプレイヤーは、現地の未開文明種族タウラス人の襲撃をかわしながら数人の科学者を救助するが、思いがけずクリンゴン人にも襲われる。生存者達をシャトルで母船に連れ戻ったプレイヤーらを待っていたのは、コールが率いるクリンゴン小艦隊の攻撃だった。科学調査船が遭難・墜落したのは、クリンゴン艦隊の待ち伏せ攻撃を受けたためだったのだ。パイオニア級宇宙船はクリンゴン小艦隊の波状攻撃を突破する途中、D9級戦艦と交戦しているジェームズ・T・カーク船長のコンスティテューション級U.S.S.エンタープライズと遭遇、協力して戦いD9級戦艦を撃退した。パイオニア級宇宙船とU.S.S.エンタープライズは共に地球軌道基地に帰還し、二隻のクルー達は基地のバーラウンジで勝利の酒を酌み交わした。Garrett船長に呼び出されたプレイヤーは、彼が提督に昇進して船を降り基地勤務になった事、彼の後任に自分が指名された事を知らされる。こうして大尉に昇進したプレイヤーは、Garrett提督から託されたパイオニア級宇宙船の船長となった。そしてその船のクルーの中に、ハンター少尉と名乗る31世紀の時間エージェント・ダニエルスの姿があった。
ダニエルスによって時間冷戦の存在を知らされたプレイヤーは、彼の導きによりクリンゴン人やロミュラン人を操りU.S.S.エンタープライズの破壊とカーク船長の殺害を目論む未来人（テューテリア人）の企みを次々と阻止していく。やがてコール率いるクリンゴン艦隊が惑星連邦領のケイレブ星系に侵攻、プレイヤーはGarrett提督のコンスティテューション級U.S.S.ヨークタウンを旗艦とする艦隊に加わりケイレブ星系に向かい、ケイレブ4号星の軌道上で両軍が激突。当初は宇宙艦隊が優勢だったが、後退するクリンゴン艦隊を追撃して星系から完全に追い出そうとしたところ、遮蔽を解除して現れた多数のクリンゴン艦に取り囲まれ袋の鼠となり、全船がトラクタービームで鹵獲されてしまう。プレイヤーは起死回生の策として自身のパイオニア級宇宙船を捕らえているコール船長のD7級I.K.S.コロサスに転送で侵入し、コールが未来人と名誉について口論している隙をついて破壊工作に成功、自由になったプレイヤーのパイオアニア級宇宙船は他のクリンゴン艦のトラクタービームエミッターを破壊し、僚船を救出していく。しかし多勢に無勢である事に変わりなく、Garrett提督は艦隊に撤退を命じ、殿を買って出たプレイヤーのパイオニア級宇宙戦はクリンゴン艦隊から集中砲撃を浴びる。僚船がワープで撤退を始め、最後にGarrett提督の旗艦が「我々は貴船の犠牲を決して忘れない」というメッセージを残して去って行った後、プレイヤーのパイオニア級宇宙船は遂に撃沈され、宇宙の藻屑となった。と思われた瞬間、プレイヤーはダニエルスと共に奇妙な部屋（タイムライン観測室）にいた。ダニエルスはこれまでタイムラインの保護に尽力してきたプレイヤーの素質を認めてその死を惜しみ、プレイヤーとそのクルーの命を助けてこれからは時間エージェントとして共に働いてもらいたいと言う。ダニエルスの申し出を受け未来の歴史についてレクチャーを受けたプレイヤーは、気が付くと地球軌道上のスターベース1の中に立っていた。近くにいた宇宙艦隊士官がプレイヤーの服装を珍しがり、ホロノベルでも楽しんでいたのかと問う。そこはプレイヤーが戦死するはずだった時から139年後、西暦2409年の未来世界だった。

### ドミニオン編
2410年、ハークの脅威がガンマ宇宙域を席巻する中、ジェムハダーであるプレイヤーは長老ドゥカンレックスによる能力試験で優秀な成績を修め、創設者オドーが率いる艦隊の一翼を担うファーストに任命される。直ちにワームホールを通過してベイジョー星系へ向かい、ハークに襲われているゼンケシ・スターベースからアーン・ゼン・タラーク提督（正体は女性創設者）の救出に成功。ドミニオンとアルファ宇宙域同盟との協調路線を整えるため、プレイヤーは創設者オドーの命令により惑星連邦もしくはクリンゴン帝国へと派遣され、「勝利こそ我が命」のモットーを胸にハークとの戦いに赴いていく。

### 惑星連邦宇宙艦隊編（ディスカバリー）
2256年、連星系における外交的失敗により、第一次惑星連邦・クリンゴン帝国戦争が勃発、初戦でブレット・アンダーソン提督率いる宇宙艦隊は大敗を喫する。その数週間後、宇宙艦隊アカデミー四年生のプレイヤーは、イヴリン・サヴェアなどの同級生達や一学年後輩のシルビア・ティリーと共に、アントン・シェイファー大佐が指揮するマラコウスキー級軽巡洋艦に乗務しての訓練航海に出発、副長に任じられる。バルカンへ向かう途中、民間輸送船S.S.フォーチュナのシラノ・ジョーンズから救難信号を受信、救助に向かう。しかしこれはクリンゴン・モカイ家の罠で、プレイヤーらの船は奇襲を受けクリンゴン兵の侵入を許してしまう。保安部を率いて船内のクリンゴン兵の排除に成功するプレイヤーがブリッジに戻ったのも束の間、ブリッジにまで乗り込んできたクリンゴン兵にシェイファー船長が連れ去られる。遮蔽装置の使用により見えない船から映像通信を送り、シェイファー船長に降伏を命じるよう迫るモカイ家の女当主ジュラだったが、自分のコミュニケーター信号をロックして光子魚雷を撃つよう命じたため、激高したジュラに刺し殺されてしまう。崩れ落ちるシェイファー船長の姿を見たプレイヤーはサヴェアに光子魚雷の発射を命じ、放たれた魚雷はシェイファー船長のコミュニケーター信号を追跡して遮蔽中のクゥグ級I.K.S.ルカラを直撃、甚大な被害を受けたI.K.S.ルカラは逃走を開始する。プレイヤーらは救難信号を受けて駆けつけて来たシカー・シュラン船長のシェパード級U.S.S.セブロヴァと共にこれを追い詰めるも、あと一歩のところで取り逃がす。
U.S.S.セブロヴァは連絡の途絶えたジャネット・デュラント船長のニミッツ級U.S.S.タイコンデロガを捜索中であり、プレイヤーは地球に帰還する前にシュラン船長の指揮下に入り協力する事になる。セレス星系のアルカニス・アームでU.S.S.タイコンデロガを発見したプレイヤーらは、空間異常の調査を支援中、遮蔽したクリンゴン船を発見してしまう。続々とクリンゴン艦隊が姿を現し、その一部はコルヴァン星系に向かって飛び去っていった。プレイヤーらはシュラン船長の命を受け、U.S.S.セブロヴァとU.S.S.タイコンデロガに殿を任せ、コルヴァン星系にクリンゴンの侵略を知らせるため急ぎその場を離れる。プレイヤーらは、クリンゴンの先遣隊に襲撃されているコルヴァン2号星コロニーからスマイス長官の協力を得て住民を退避させるが、クリンゴンの本体が到着し、行く手を阻まれる。しかし間一髪のところへ救援に駆け付けたデブ・アンダーウッド船長のクロスフィールド級U.S.S.グレン、U.S.S.セブロヴァ、U.S.S.タイコンデロガ、マラコウスキー級U.S.S.ミヤモトと協力してウリンゴン艦隊の撃破に成功する。一時的ではあるもののコルヴァン星系を確保したプレイヤーらは地球へ帰還。ケンジントン提督はプレイヤーの類稀な指揮能力を賞賛し、プレイヤーに対して正式に大尉の階級とシェイファー船長が遺したマラコウスキー級宇宙船の船長職を与える。こうしてプレイヤーは、宇宙艦隊の船長としてクリンゴンとの戦争に身を投じていく。
その後、プレイヤーらはシュラン船長やデュラント船長と共にケンジントン提督の下でスターベース1防衛戦に参加。序盤の戦いを乗り切るものの、尽きる事の無いクリンゴン・モカイ家の攻勢の前にスターベース1の放棄が決定される。基地クルーの退避中、突如現れたモカイ家の旗艦I.K.S.ルカラが現れ謎の兵器を使用、プレイヤーらは強烈な閃光に包まれる。気付くと、プレイヤーは奇妙な部屋（タイムライン観測室）に倒れており、ダニエルスと名乗る男性に助け起こされる。ダニエルスによると、I.K.S.ルカラが使用したマイセリウム胞子兵器の影響により大規模な時空分裂が生じ、その影響範囲にいたプレイヤーとそのクルーやモカイ家の者達は25世紀に飛ばされてしまったのだという。マイセリウム胞子兵器はタイムラインにとって極めて危険な存在であり、この危機を解決するためダニエルスから協力を要請されるプレイヤー。公式にはスターベース1の戦いで戦死したと記録されているプレイヤーは、惑星連邦時間調査局が用意した新たな身分で25世紀の世界に潜入し、モカイ家のジュラを追う。

## プレイヤーが参加可能な勢力とプレイ可能な種族

### 惑星連邦宇宙艦隊
本拠地はバルカン・セクターの地球。
初期に選択可能なプリセット種族は、地球人、バルカン人、アンドリア人、ボリア人、トリル人、ベタゾイド、ベンザイト人、ベイジョー人。
この他にキャラクタークリエイトによってプレイヤーが全く新しい種族を作成する事も可能。またC-Storeで別途料金を支払う事によって、クリンゴン人、フェレンギ人、テラライト人、パクレド人、カイティア人、ライジェル人・カーデシア人を作成出来るようになる。
なお各種特典の一部として、ソーリア人と解放ボーグ（集合体から切り離され自我を取り戻したボーグドローン）を作成可能になるというものがあった。解放ボーグはC-Storeで別途料金を支払う事によってブリッジクルー（NPC）としてのみ使用可能。
すべての宇宙艦隊船は船体表面に惑星連邦の国章を大きくペイントするようになっている。
- 原作シリーズとの違いとしては、組織が完全に軍隊化され事実上の惑星連邦宇宙軍となっており、艦船の種別も軍艦のものに変わっている（「探査船」だったアキラ級が「護衛艦」になっている等）。またそれに伴い艦隊の基本方針が変更され、鹵獲や捕縛など任務上必要な場合以外には敵船は撃沈し敵兵も殺害する。このため、個人携行武器はデフォルトで「殺傷」設定になっている。なお宇宙艦隊に随行する陸戦隊として、MACOが存在する（原作シリーズでも宇宙艦隊とは別に惑星連邦の地上部隊が存在していたが、本作ではこれが地球連合時代から存続しているMACOであるとされている）。

- ただし、MMORPGの常として、上官から命じられる任務（ミッション）には従うことなく拒否・あるいは無期限保留することができ、また任務に成功して功績を挙げて昇進する（プレイヤーレベルが上昇する）ことはあっても、失敗して処罰・降格されることはない。また、制服や武器、果てはDutyOfficerや艦船まであらゆるアイテムを私費購入して上官の許可なく装備することができるなど、別な意味で軍隊色は薄い。

### クリンゴン帝国防衛軍
本拠地はクロノス・セクターのクロノス。
初期に選択可能なプリセット種族はクリンゴン人の他、クリンゴン帝国の勢力下にあるゴーン人、オリオン人、ノーシカン人。この他にキャラクタークリエイトによってプレイヤーが全く新しい種族を作成する事も可能。またC-Storeで別途料金を支払う事によって、トリル人・カーデシア人を作成出来るようになる。なお、ゴーン人とノーシカン人には女性キャラクターが存在しない。
なお各種特典の一部として、レシア人と解放ボーグ（集合体から切り離され自我を取り戻したボーグドローン）を作成可能になるというものがあった。解放ボーグはC-Storeで別途料金を支払う事によってブリッジクルー（NPC）としてのみ使用可能。
- 元々軍隊なので原作シリーズとの大きな差異はないが、一部の艦船が脱出ポッドを搭載するようになっている。

### ロミュラン共和国軍
本拠地はニムバス・セクターのニューロミュラス（旧デワ3号星）。
初期に選択可能なプリセット種族は、ロミュラン人とレムス人。この他にキャラクタークリエイトによってプレイヤーが全く新しい種族を作成する事も可能。
- 2013年5月21日実装の「Legacy of Romulus」で追加された新勢力。略称は「RRF」。他の二勢力とは異なりプレイヤーキャラクターは初め軍人ではなく勢力とは無関係な一般市民であり、チュートリアルを兼ねたプロローグを終えた後で共和国軍に志願、大尉待遇で採用されるという流れになる。キャラクターの兵科は他勢力と同様にタクティカル・エンジニアリング・サイエンスに分かれているが、船の種類はウォーバードのみであり、各階級毎に選べる船も基本1種＋有料バリエーション1種のみとなっている。独自のフリートシステムが用意されておらず、ストーリーの進行によって惑星連邦かクリンゴン帝国のどちらかと同盟を結ぶ（保護下に入る）ことによって、選択した勢力に依存したフリートシステムを利用可能になる。他の二勢力よりもストーリー性が重視されており、初期に配属される数人のブリッジ・オフィサー達にはバックストーリーが設定されている。プロローグの内容の関係上、惑星連邦編やクリンゴン帝国編とは若干ゲーム中での時系列が異なる。なお船名の前に付く接頭詞は帝国で使用されている「I.R.W」ではなく、「R.R.W.」である。

### アルファ宇宙域同盟
ボーグや生命体8472などデルタ宇宙域からの侵略に備え、2409年に惑星連邦・クリンゴン帝国・ロミュラン共和国・カーデシア連合が中心となって結成した軍事同盟。ジェノーラン・ダイソン球に置かれた同盟司令部が統括し、その下にアルファ宇宙域同盟軍を有する。結成当初は加盟国それぞれの思惑もあり一枚岩とはいかなかったが、アイコニア人による天の川銀河全体に対する軍事侵攻を受けて目的通り機能し始めた。なおこの同盟はアイコニア戦争終結後も維持されており、同盟国間で領域や資源を巡るトラブルが発生した場合は対話によって解決を図る努力がなされている。また28世紀に成立した恒星間共同体「銀河連合」の母体にもなった。
- ストーリーの進行で惑星連邦対クリンゴン帝国という当初の枠組み[135]が解消され全勢力共通の敵となる大きな勢力が登場した事により、シーズン8からプレイヤーは上述のいずれの勢力に所属していたとしてもこの同盟の一員として行動していく事になる。

### 時間艦隊
タイムラインを守るため、時間冷戦に関わりタイムトラベル技術を持つ23世紀から31世紀までの様々な種族が参加して時代を超え結成した特殊部隊。28世紀のニューキトマー星（位置はガンマ宇宙域）を囲むリング型宇宙ステーション内に置かれた時間作戦司令部が統括する。各時代へ派遣されタイムラインの保護・修正を行う事が任務。複数のナンバリング艦隊から構成されており、例えばU.S.S.ディファイアントC（後述）は第5時間艦隊に所属している。なお時間艦隊総旗艦は26世紀のU.S.S.エンタープライズJ（後述）である。
- ストーリーの進行で時間冷戦がテーマとなり様々な時代を旅するエピソードが主流となった事で、シーズン11からプレイヤーは上述のいずれの勢力に所属していたとしてもこの艦隊の一員として行動していく事になる。

### 惑星連邦時間局
31世紀における惑星連邦の機関。29世紀の時間統合委員会が拡大したもの。時間冷戦（時間戦争）を戦う当事者組織の一つで、タイムラインの保護を目的として様々な時代へ時間エージェントを派遣している。29世紀頃までのタイムシップはウェルズ級のようなあくまでもタイムランの調査を目的とする船が主流だったが、時間冷戦が本格的な戦争に発展した事を受け、31世紀の時間局では他勢力のタイムシップと渡り合えるだけの十分な戦闘能力を持ったタイムシップ（クロノス級・エターナル級・ウロボロス級など）を多数保有している。
- 2016年7月6日実装の「Agents of Yesterday」で追加された新勢力。23世紀の惑星連邦宇宙艦隊の船長がダニエルスによって時間エージェントにスカウトされ時間冷戦（時間戦争）を戦っていくというストーリーであるため、新規に専用キャラクターを作成する必要があり、選択可能な種族も23世紀で惑星連邦の主流だった地球人・バルカン人・アンドリア人・テラライト人に限られる。

### ドミニオン（オドー艦隊）
本拠地はガンマ宇宙域のエンプレサ星（位置の詳細は不明）。
初期に選択可能なプリセット種族は、ジェムハダー。またC-Storeで別途料金を支払う事によって、ジェムハダーヴァンガード（後述）を作成出来るようになる。
- 2018年6月5日実装の「Victory is Life」で追加された新勢力。ロミュラン共和国軍と同様、専用の初期エピソード終了後に惑星連邦（25世紀）かクリンゴン帝国かを選択し、以降はその勢力への派遣要員として活動していく。ストーリーの関係上、初期レベルが60に設定されている。

### 惑星連邦宇宙艦隊（ディスカバリー）
2250年代の惑星連邦の組織。本来の任務は宇宙探査だが、クリンゴン帝国との戦争勃発により多くの構成員が戦場へ送られ、散っている。遮蔽装置を搭載した宇宙船を持つクリンゴン帝国に劣勢を強いられ、防戦一方となっている。
- 2018年10月9日実装の「Age of Discovery」で追加された新勢力。『スタートレック:ディスカバリー』時代（2250年代）の惑星連邦宇宙艦隊の船長となり、スターベース1撤退戦やモカイ家によって引き起こされた時空分裂危機などドラマの舞台裏で起きていた出来事を体験していく内容となっている。この勢力でプレイするためには専用キャラクターを作成する必要があり、選択可能なプリセット種族は地球人・バルカン人に限られるが、この他にキャラクタークリエイトによってプレイヤーが全く新しい種族を作成する事も可能。なお2250年代のストーリーミッションについては、25世紀およびTOSの惑星連邦キャラクターでも「歴史シミュレーション」という体裁でプレイする事が出来る。

## その他の勢力

### 旧ロミュラン諸勢力
スポックらの失策で防げなかった2387年の惑星ロミュラス消滅により、バルカン人との再統一実現どころかロミュラン人としての統一も失われてしまい、いくつかのグループに分裂した。中には惑星連邦と友好関係を築くグループもあり、ジロック大使を筆頭に引き続きバルカンとの平和的再統一を諦めていない者も多い。

#### ロミュラン帝国
レイター3号星に拠点を移し存続したロミュラン帝国。指導者は惑星ロミュラスの消滅を惑星連邦の責任と考え復讐を果たそうとする女帝シーラ（ナターシャ・ヤーの娘）。情報機関タルシアーが台頭して政府による統制が不可能になっており、アイコニア人と結託して様々な策謀をめぐらせている。レムス・惑星連邦との戦いに敗れタルシアーが壊滅した事、ロミュラン共和国から戦犯として手配されていた女帝シーラがアイコニア戦争後に共和国に出頭した事などから、国家として著しいダメージを受けたにも関わらず、評議員達がシーラの後釜を狙って権力争いを始めたため多くの軍人・国民が愛想を尽かしてロミュラン共和国に流出し始めている。帝国海軍では全将兵の約65％が既に共和国に亡命しており、帝国は瓦解しつつある。

#### レムス
ロミュラス崩壊とともに双子星のレムスも崩壊し、その後はハーコナ星系を拠点にロミュランからの独立戦争を続けていた。戦況は不利だったが、惑星連邦の援助を受けて2409年に独立を達成。その後はロミュラン共和国に合流し、主に軍事面で貢献している。また宇宙艦隊に入隊する者も現れている。

### ウンディーネ（生命体8472）
アイコニア人に征服され、その復讐の先駆けとしてアルファ宇宙域への本格的な侵略を開始し、その変身能力を活かして既に何人かの惑星連邦やクリンゴン帝国の有力者と入れ替わっている。また領域内に地球を模倣した前哨基地（テラドーム）を建造済み。

### ボーグ
トランスワープ・ハブにおけるU.S.S.ヴォイジャーとの攻防以降およそ30年間沈黙していたが、惑星連邦への侵略を再開。ボーグ・クイーンとは別に、「マーナス」という個人名を持つ女性ドローンを現地司令官に据えている。

### ドミニオン
ガンマ宇宙域のドミニオンとアルファ宇宙域の種族とは表立って敵対関係にはない。しかし固形種を敵視するラーズがジェムハダーの残党を組織し戦争を再開しようとしている。アルファ宇宙域ではオドーと共に派遣された「100人の子供たち」の一部が集まり、オライアス3号星の地表に「新しい繋がり（New Link）」を形成しているが、惑星連邦とは相互不可侵協定を結んでいる。ボルタ人のエローンによると、オドーはガンマ宇宙域のどこかで「偉大なる繋がり（Great Link）」と共にいるらしい。ドミニオン戦争後、惑星連邦とは長く交流が途絶えていたが、2409年にドミニオン戦争当時からタイムスリップしてきたジェムハダー艦隊がDS9を占拠した事件の平和的解決に協力した事から外交関係が復活し、翌年にアイコニア人が太陽系を攻撃した際には艦隊を派遣して地球の防衛に尽力した。その後ハークを巡る騒乱の中で女性創設者グループとオドーグループの間で対立が生じるが、女性創設者がハークによって殺害された事でオドーの単独指導体制となり、その下で惑星連邦への加盟準備を開始した。

#### ジェムハダーヴァンガード
創設者となったオドーの管理の下で製造・育成された特殊なジェムハダーの事。通常のジェムハダーよりも心身共に精強で、最精鋭と看做され多くがオドー艦隊に属し「オドーの先鋒」と呼ばれ有名を馳せている。また通常のジェムハダーと異なり単に盲目的に命令に従うだけでなく、不当な命令を拒否したり、命令を待たず自己の判断で行動するなどの能力を持つ。

### カーデシア
文民指導者ギローラ・ルソルなどの活躍で惑星連邦とは比較的友好的な関係にある。しかし領域内には「真実の道」が跋扈している。カーデシア軍および中央司令部はドミニオン戦争後に解体され、カーデシア防衛隊（通称CDF）に改組されている。2409年時点のカステランはクワークの元恋人、ナティマ・ラング教授。

### 真実の道
元はベイジョーとの和平に反対するカーデシアのテロ組織だったが、ドミニオン戦争後はジェムハダーの残党やドミニオン派のカーデシア人を糾合し、一大軍事勢力になっている。ガロア級などのカーデシア軍艦をジェムハダーが指揮している場合がある。指導者はかつてジャン＝リュック・ピカードを捕らえ拷問にかけたガル・マドレッド。

### ヒロージェン
アルファ宇宙域に進出。24世紀ではひたすら獲物を追い掛け回すだけだったが、人質をエサに救助部隊を誘き寄せたり、人工的に造り出したワームホール内に罠を仕掛けるなど、トリッキーな「狩り」を行うようになっている。ベータ宇宙域では一部のヒロージェンがロミュランの傘下に入っている。

### フェレンギ連盟
グランドネーガス・ロムの指導の下、惑星連邦と同盟関係にある。男女問わず宇宙艦隊に入隊する者も増えている。惑星連邦の領域内ではデコラ級マローダーが行き来しており、行商のような商業活動をしている。

### ブリーン同盟
ドミニオン戦争後も惑星連邦との対立は続いている。デフェリ人の遺産を狙って彼らの領域を侵略したことから再び惑星連邦と交戦状態になる。

### ソリア連合
時空テクノロジーを駆使してタイムラインを無視した歴史改変行動を続けている。2410年のアイコニア戦争終結後には、未来人から奪った超兵器トックス・ウタットを使用しタイムラインに反してナクール人の母星を滅ぼした。その理由は2268年にナクール人がソリア人のコロニー艦隊を襲撃して数千人の子供を虐殺した事に対する報復であったが、この2268年のナクール人による攻撃はそもそも2410年に母星を滅ぼされた事に対する報復であるという、タイムパラドックスであった（後に惑星連邦の時間エージェントの活躍により解消）。数百年間にも渡りタイムトラベルを用いて利己的に多くのタイムライン改変を行ってきた種族であるが、このタイムパラドックスへの直面が原因となり28世紀の中頃にはタイムトラベル規制に賛成の立場をとっている。

### オリオン・シンジケート
ENT・TOSの時代から、奴隷売買で悪名高かった星間犯罪組織。政治的には中立だったが、「エメラルドの女帝」と呼ばれるリーダー、Melani D'ianのもとクリンゴン帝国と交渉、正式な政治勢力として傘下に加わった。なお、オリオン人PCとの直接関係はない。

### デフェリ人
ブリーンと領域を接している種族。調和を何よりも尊び争いを嫌う文化を持った平和的種族で、領域内の古代遺跡を狙ったブリーンの侵略を受け惑星連邦・クリンゴン帝国に援助を求めている。なおこの古代遺跡をデフェリ人の学者はトコン帝国の物ではないかと考えていたが、後にプリザーバー（ヒューマノイド種族の共通祖先）の保存施設である事が判明した。

### デヴィディア人
再び生命エネルギーを狙い、惑星連邦とクリンゴン帝国との中立地帯に出現。23世紀中頃の過去（つまり、TOSの時代）をターゲットとしている。

### エラチ（ヴァーティアン）
「Legacy of Romulus」から登場する新敵対勢力。『スタートレック:エンタープライズ』シーズン1エピソード12「言葉なき遭遇（Silent Enemy）」に登場した、音声言語を持たず、痩せた長身でタコのような頭をしている種族である。母星はガンマ・ヴァーティス4号星。コミュニケーション不可能なため正式な種族名は不明だが、宇宙艦隊は彼らの母星の英語名にならって「ヴァーティアン」、またはロミュラン人は「エラチ」という推定仮称をつけている。異種族ヒューマノイドを自分達に似せて生物学的に改造し兵士として使役するという習性を持ち、宇宙で異種族ヒューマノイドに遭遇すると有無を言わさず襲撃して改造に適合性があるかどうかを綿密なスキャンを行って調査する。改造された者は元の人格を失ってしまうという点ではボーグと似ている。また改造に耐えられなければ死亡する上、改造が完了した者を元に戻す方法は25世紀でも発見されていない。ロミュラン帝国タルシアーと協力関係にありその強大な軍事力を提供、各地のコロニーを襲って住人を誘拐しては人体実験を行っている。一般的な宇宙船の他、『宇宙戦争』に登場したトライポッドに似た地上都市侵攻用の大型機動兵器や、蜘蛛のようなロボット兵器を使用する。後にアイコニア人に仕えている事が判明。なお本作では当初、次項で述べる第三次亜空間生命体と同種という設定になっていたが、『スタートレック:エンタープライズ』シリーズのノベル『Star Trek Enterprise: Rise of the Federation "A Choice of Futures"』において母星などの詳細設定が登場したため、それに合わせて本作での設定も変更されている。

### 第三次亜空間生命体（ソラナエ）
『新スタートレック』シーズン6エピソード5「謎の第3次亜空間（Schisms）」に登場した、カスタネットを鳴らすような音で会話し、フジツボのような目に亀のような嘴を持つ種族。第三次亜空間に生息し体組成はソラノジェン分子で構成されている。コミュニケーション不可能なため正式な種族名は不明だが、宇宙艦隊により「ソラナエ」という推定仮称がつけられており、彼らの生息する亜空間へのゲートウェイが発見されたダイソン球は「ソラナエ・ダイソン球」と呼んでいる。アイコニア人に仕え、亜空間に存在するアイコニア人のゲートウェイ基地（ヘラルド艦隊の待機保管場所でもある）の管理を担当しており、本作ではその一つ「保管施設Z98」が登場する。

### プリザーバー
天の川銀河で最初の知的生命体であり、天の川銀河のヒューマノイド種族の共通祖先。『新スタートレック』ではホログラム映像のみの登場で絶滅が示唆されていたが、本作では少数ながら保存ポッドに入っていた生存者が存在する設定になっている。しかし2410年に復讐に燃えるアイコニア人に保存施設を発見され、わずかに残っていた生存者も皆殺しにされてしまった。

### アイコニア人
プリザーバー（ヒューマノイド種族の共通祖先）が最初に創り出した完璧な知的生命体。プリザーバーが種としての寿命を迎えた後にその後継者として天の川銀河全域を支配していたが、20万年前に突如滅亡を遂げ、惑星連邦の宇宙考古学では宇宙の謎の一つとなっている。24世紀の宇宙考古学では一般に「アイコニア帝国」と呼ばれているがアイコニア人自身はこのような名称を使用した事が無く、彼ら自身は政体を「The Whole」と呼んでいた。時空の位相変異を認識する事が出来ず、また特異な精神構造のためタイムトラベルに耐えられないという弱点がある。
20万年前では
ヒューマノイドで体は全体的に細く長身、肌は青みがかった乳白色をしており体毛は無い。地球人でいうところの頬骨からこめかみの辺りに、切れ長の目が左右それぞれ三つずつ縦に並んでおり、鼻は無く口は非常に小さい。基本的に外見の個体差が無い種族で皆同じ容姿をしているが、M'Taraなどの指導者や各行政分野の責任者は一般市民とは違い目立つ装身具を身に着けている。あらゆる知識と技術を持ちながら高い知性によって平和を重んじる種族で、他の後進種族を教え導く事を種族の存在意義としていた。母星のアイコニア星には多くの後進種族が知識・智恵・技術を授かろうと訪れていたが、アイコニア人はこれらの「ギフト」を悪用する可能性が高いと推定される一部の後進種族には門戸を閉ざしていた。この為に一部の後進種族から反感を買い、大規模な反乱を招く結果となってしまった。アイコニア人は不穏な動きを察知し備えようとしていたが手遅れで、宇宙戦力を持たずわずかな保安員と対空砲しかないアイコニア星は反乱軍艦隊による衛星軌道からの絨毯爆撃と上陸部隊による無差別攻撃で廃墟と化し、長く繁栄を誇ったアイコニア文明は滅亡した。本来はこの大虐殺でアイコニア人は絶滅するはずだったが、異なる時空（未来）からやって来た不思議な旅人（プレイヤー）の親切に助けられ12人のアイコニア人が生き残った。この生き残り達は後にロミュラン共和国の母星となるデワ3号星を経てアンドロメダ銀河に逃れ、20万年をかけて軍備を整え復讐の時を待った。なお作中には女性しか登場しないが、性差が無い種族なのか女性しか存在しない種族なのかは不明である。
25世紀では
復讐の念に囚われたアイコニア人の姿は壮麗さを失い、体は黒く染まり目だけが異様に輝いている。復讐の手始めとして2380年代に流動空間を制圧して生命体8472を支配、彼らを使って惑星連邦とクリンゴン帝国を仲違いさせた。その後もロミュラン帝国（タルシアー）や第三次亜空間生命体、バードワーなどを使って天の川銀河の各領域に紛争の種を撒き、2410年には遂に自ら大軍勢を率いて本格的な天の川銀河の征服に乗り出した。個人個人が専用の旗艦を持っており、それぞれの旗艦のリアクターとリンクする事で不死身の肉体となっているため、この時代のアイコニア人を殺害するにはまず専用旗艦のリアクターを破壊もしくは停止させる必要がある。『Star Trek Magazine』第27号（2010年6月29日号）で初めてその姿が公開された際は四脚の歩行器のような乗り物に乗っていたが、結局これは作中には登場せず代わりに生身で空を飛んで移動している。

#### ヘラルド
アイコニア人に仕えているヒューマノイド種族。元々はアイコニア星固有の原始生物だったが、アイコニア人によって知性化された。アイコニア人とは遺伝的に近い生物であるため外見はよく似ているが彼女達より体格が良く、地球人でいうところの眉間辺りと顔の真ん中にスペード型の呼吸孔があるのが相違点。またアイコニア人と同じく外見上の個体差が無い。一人のアイコニア人が複数のヘラルドを抱えており、主人の執事を務めたりまた仕事のサポートをする事が役目である。基本的にとても礼儀正しく温厚な性格をしている。単なる従者という訳ではなく、アイコニア人とヘラルドは種族としてパートナー同士の関係にあり、強い絆で結ばれている。20万年前のアイコニア星では、事故で負傷してしまった自分のヘラルドを献身的に介抱するアイコニア人の姿が見られる。20万年前のアイコニア滅亡後、アイコニア人の復讐を遂行する兵士となった。体はアイコニア人と同様に黒く変色しており、やはり空を飛ぶ。ただし、生存数が少ないためいわば軍における高級将校の立場で、膨大な数のアンドロイド兵士を指揮して戦う。なお作中には男性しか登場しないが、性差が無い種族なのか男性しか存在しない種族なのかは不明である。

### 時間解放戦線
2769年に惑星連邦の主導で締結されるタイムトラベル規制恒星間条約「時間協定」に反対する勢力が結成した軍事同盟。テラン帝国以外の参加種族は私利私欲ではなく、惑星連邦の独善的な倫理観の押し付けからの解放や自己防衛のため、また宇宙平和を求めて戦っているが、対立している「時間艦隊」側からはテロ組織と認定されている。

#### テューテリア人
後に球体創造者（『スタートレック:エンタープライズ』のシーズン3に登場）として知られるようになる種族。クレニム人と共にアルファ宇宙域同盟に協力しアイコニアと戦ったが、アルファ宇宙域同盟が圧倒的に不利な戦況を打破するために行ったクレニム時空兵器によるタイムライン改変が失敗し、改変後のタイムラインではテューテリア人の母星は過去にボーグに同化されていた事になり、種族としてはほぼ絶滅してしまった。僅かな生存者はクレニム人の協力を得て位相変動空間へ逃れ復讐の機会を伺い、やがてデルフィック領域を生み出す球体創造者となってズィンディを操り地球を攻撃する事になる。

#### クレニム人
『スタートレック:ヴォイジャー』シーズン4「時空侵略戦争（前後編）（Year of Hell, Part I・II）」に登場した時空テクノロジーに優れた種族。デルタ宇宙域で強力な帝国を築いていたが、アイコニア人から技術供与されたバードワーの侵略により2409年時点で既に帝国は崩壊し、生存者達は時空テクノロジーを使って位相変動空間に身を潜めバードワーやアイコニアの追撃をかわしている。アルファ宇宙域同盟と接触して対アイコニア戦争に参加、時空テクノロジーを提供して時空兵器船K.I.S.アノラックスを建造、戦争を勝利に導いた。しかしその後、一部のクレニム人はタイムトラベル規制に関してアルファ宇宙域同盟と意見が対立し、K.I.S.アノラックスを用いた時空侵略を開始する。

#### ナクール人
『スタートレック:エンタープライズ』シーズン4「時間冷戦（前後編）（Storm Front, Part I・II）」に登場した時間冷戦の有力種族。2410年にタイムラインに反してソリア人によって滅ぼされた母星の復活を悲願としているがその手段はタイムトラベルしか有り得ないため、惑星連邦が主導するタイムトラベル規制に反発して時間冷戦の端緒を開いた。時間冷戦におけるナクール人の暗躍の例としていくつかのショートストーリーが公式サイトに掲載されており、17世紀の日本でヒカル・スールーの祖先「すうるう吉太郎」という武士が仲間達と力を合わせて鬼（に間違われたナクール人の時間エージェント）を倒す『Steel and Karma』、19世紀のイギリスで活動した連続殺人鬼「切り裂きジャック」はナクール人の犯罪者であったとする『The Demon of Whitechapel』などがある。なお惑星連邦の時間エージェント（プレイヤー）の活躍によりタイムラインが修正された事で31世紀では母星が復活しており、ナクール人の戦いは終わりを迎えた。

#### ヴォルゴン人
『新スタートレック』シーズン3エピソード19「大いなるホリディ（Captain's Holiday）」に登場した、ライサで休暇中のジャン＝リュック・ピカード大佐に「トックス・ウタット」を求めて接触した種族。惑星連邦が開発した「トックス・ウタット」を大量破壊兵器とみなし、回収・破壊してその脅威から宇宙の平和を守るために戦っている。

#### テラン帝国
鏡像宇宙において「同盟」から独立したテラン人らが結成した勢力。リータ提督やスマイリー（マイルズ・オブライエン）の息子ジェームズ・オブライエンに率いられる。惑星連邦宇宙艦隊のものと同型の宇宙船を多数保有しており、こちら側の宇宙へ艦隊を侵入させ発光体を強奪するなどの活動を行っている。艦隊旗艦はオデッセイ級I.S.S.エンタープライズF（後述）。時間冷戦の存在を知ってからは反時間協定側に加わり、主要宇宙の征服を目論んで他の参加種族を利用している。

### ルカリ
フェレンギ人の母星フェレンギナーに近いルカリ星系を故郷とするヒューマノイド種族。元々は後述のケンタリ人と同種で、惑星ケンターが環境汚染が原因で破滅の危機に陥った際に星から脱出した人々の末裔である。プロトマター（原物質）を平和利用している。初期ワープ文明で、初登場時はワープ2の探査機を建造するのがやっとで星系外へ出る技術は持っていなかった。2410年に恒星が突如として活動を停止してしまい滅亡の危機に瀕したが、アルファ宇宙域同盟とのファーストコンタクトによりこの危機を乗り切った。以降はアルファ宇宙域同盟のアドバイスを受けながら深宇宙探査の実現を目指し、時間冷戦の終結後にクリンゴン帝国から贈られた宇宙船L.S.S.コンコーディウム（元はゴーン同盟の駆逐艦）を用いて星系外へ進出、さらにルカリ初となるハイワープ船ホクーン級を完成し本格的な深宇宙探査へ乗り出す。なお母星系の近傍には、『新スタートレック』のパイロットエピソード「未知への飛翔（前後編）（Encounter at Farpoint, Part I･II）」に登場した巨大なクラゲ型の宇宙生物や、同シーズン4エピソード16「ギャラクシー・チャイルド（Galaxy's Child）」に登場した宇宙生物ゲクリの生息域がある。

#### ケンタリ
ルカリと共通の祖先を持つヒューマノイド種族。数百年前に環境汚染を全く考慮しない行き過ぎた科学技術の発展により惑星ケンターを滅亡に追いやった。絶滅したものと考えられていたが、2411年にルカリの深宇宙探査船L.S.S.レスカヴァによってゴンクラ星雲内のある惑星（ニューケンター）で文明を存続している事が確認された。ゼンケシ連合による大規模な侵略を受け、アルファ宇宙域同盟およびルカリと同盟を結んだ。

### ゼンケシ連合
シーズン12「Reckoning」から登場する新敵対勢力。『スタートレック:ディープ・スペース・ナイン』などで言及されていた、ゼンケシ星系のアブ・ゼンケシ星を故郷とするヒューマノイド種族。厳格な氏族制階級社会で、国家の統治者は専制君主である。サイが直立したような姿で、体型はゴリラのように下半身に対して上半身がかなり大きい。主腕の他に、腹部から一対の小ぶりな副腕が生えているという外見的特徴を持つ。暴力を種族文明の根幹としており、性格は非常に荒々しく好戦的である。しかし科学技術は進んでおり、兵士は高性能なボディアーマーを装備している。ハークの復活を阻止するため、その尖兵であるドランズリを根絶すべくいくつかの惑星を「浄化」（惑星に生きる生命体を全滅させる事）しており、その際にはプロトマター（原物質）を利用した大量殺戮兵器を用いる。惑星連邦とは2312年の外交会談の失敗から断続的に交戦状態となっており、特に2360年代前半の戦争は大規模なものであった。また2320年代にベイジョーを侵略した事で、ベイジョーがカーデシアに援助を求め果ては占領される原因となった。

### ソーナ人
シーズン13.5から登場する新敵対勢力。『スタートレック 叛乱』に登場した、惑星連邦のマシュー・ドワティ提督の協力のもと惑星バクーの不老長寿の力を狙いU.S.S.エンタープライズEと戦った種族。ブライアーパッチ（茨の園）と呼ばれる星雲を拠点としている。本来は地球人と酷似したバクー人と同種であるが、惑星バクーを離れて不老長寿の力を得られなくなったため、外科的な処置で無理矢理に若さを保とうとしており顔の中心付近だけ皺が伸びているなど異様な姿になってしまっている。2410年、ゼンケシ連合やクリンゴンを追放されたトーグ家と同盟を組んでいる事が判明した。

### ハーク
『スタートレック:ディープ・スペース・ナイン』シーズン4エピソード9「カーレスの剣（The Sword of Khaless）」などで言及されていた種族。ガンマ宇宙域のハヴァス・クール星系を起源とする。巨大なカマキリのような昆虫型種族で、体組成はゲルマニウムベース、体色はメタリックな緑色。地球歴14世紀頃にクリンゴン帝国の母星クロノスを襲い破壊と略奪の限りを尽くし、奪った宝物の中にはカーレスの剣も含まれていた。その後宇宙から姿を消したためクリンゴン帝国では絶滅したものと考えられていたが、ジョドコー星系などいくつかの惑星の地下で休眠状態になっていただけであった。2410年に復活し、紙魚のような形状の超高機動小型宇宙船の大群でベイジョー星系を襲撃、圧倒的な物量で惑星連邦のDS9とゼンケシのスターベースを破壊した。本来は温和で知性的な種族だが、その強靭な肉体能力を兵士として利用しようとしたドミニオンに征服され、ジェムハダー同様にテトラセルホワイトが無いと理性を保てないように改造されてしまった。やがてドミニオンによる制御も不可能となり、本能の赴くまま天の川銀河中を荒らしまわるようになった。凄惨な戦いの果てに、オドーのジェムハダーファースト・ドゥカンレックスの自己犠牲により種族全体にテトラセルホワイトが浸透し、理性を取り戻したハークは故郷に帰って行った。

#### ドランズリ
ハークに使役されている巨大なサソリのような姿をした生命体。休眠中のハークの世話をする役目を担っている。

### デルタ宇宙域の諸勢力
タラクシア人
かつての戦争で母星タラックスをハーコニア人に奪われた放浪種族。長らく小惑星内部の基地を拠点としていたが、コバリ星系に近い無人惑星を「ニュータラックス」と名付けて新たな故郷と定め、入植を開始している。
ボーグ協同体
ボーグ集合体から解放され自我を取り戻した元ドローン達が結成した協同体。ボーグへのレジスタンス活動として、いまだ集合体に囚われているドローン達の解放や、ボーグの被害にあっている種族の保護を目的に活動しているが、一部の種族からは新しいボーグ集合体だと誤解されてしまっている。
ヴォス
全長130kmを超える超巨大要塞艦を擁する非常に強力な勢力である。ソーリア人やゴーン人、カーデシア人などと同様のレプティリアンであり、哺乳類を下等とみなしている。ダイソン球やアイコニアの技術を巡り、アルファ宇宙域同盟軍と紛争状態にある。なお同じレプティリアン系の種族であるトゥレイとは同盟関係にあってトゥレイ母星防衛戦線に参加しており、ここで初めてアルファ宇宙域同盟軍と協力してバードワーと戦った。
バードワー
『スタートレック:ヴォイジャー』シーズン6エピソード7「亜空間制圧戦争（Dragon's Teeth）」でU.S.S.ヴォイジャーのクルーによってコールドスリープから目覚めさせられた種族。技術的に900年も遅れた種族であったが、アイコニア人から最先端技術を与えられ非常に強力な軍事力を持つ。2409年時点で既にクレニム帝国を征服し、コバリとトゥレイの母星を陥落寸前にまで追い込んでいる。配備している軍艦はいずれも強力で、亜空間トンネルを出入りする上に、船体側面に多数の艦砲を備え敵艦の後方に炸裂弾を撃ち込み後部シールドに甚大なダメージを与える機能を持つ特殊な砲艦も有している。なお種族の総意としてアイコニア人に仕えている訳ではなく、一部の支配層が秘密裏にアイコニア人からブルーギルを与えられ同胞を扇動している。
コバリ
他種族の死体に遺伝子ウィルスを注入して蘇生させコバリ人に改造するという方法で繁殖を行う珍しい種族。バードワーの攻撃で領域の全てを失い、アルファ宇宙域同盟軍の力を借りて母星の主要都市をかろうじて守っている状況であるが、バードワーの攻撃にはある正当な理由が存在しこれをコバリが隠蔽していたため、アルファ宇宙域同盟軍との間に軋轢が生じている。
トゥレイ
900年前にバードワーの宿敵だった種族。ヴォスの保護を受けている。バードワーの攻撃で領域の全てを失い、不本意ながらアルファ宇宙域同盟軍の力を借りて母星の主要都市をかろうじて守っている状況である。現在の状況はバードワーを目覚めさせた惑星連邦（キャスリン・ジェインウェイ指揮のU.S.S.ヴォイジャー）の責任だと考えている。
オクタンチ
かつてボーグに母星を滅ぼされた放浪種族。ボーグに激しい憎悪を抱き、ボーグを殺すことこそが宇宙平和に繋がる正義の道だと信じている。その信念がもはや狂信的なレベルに達しており、ボーグ集合体への抵抗活動を行っているボーグ協同体までも敵視しウィルス兵器を用いた攻撃を加えている。
ニューラル・パラサイト
『新スタートレック』シーズン1のエピソード25「Conspiracy（恐るべき陰謀）」に登場した、ヒューマノイドの神経系に寄生する知的生命体。母体種はエイリアンを骨格だけにしたような外見で、兵隊種はクワガタに似た形状の頭部を持つ青紫色のダニのような外見をしている。デルタ宇宙域のある種族に寄生して支配を広げている事が分かり、新たな脅威となる。なお『新スタートレック』では伏線が放置されたままでその後のシリーズにも登場しなかったが、『スタートレック:ディープ・スペース・ナイン』関連のノベライズでは「ブルーギル」という種族名でトリル共生体の邪悪な亜種とされており、トリル共生体が宿主の人格と共存するのに対してブルーギルは宿主の人格を完全に乗っ取り支配する。本作ではアイコニア人が配下の種族をコントロールするために用いる生体兵器という設定になっている。

## プレイヤーが搭乗可能な宇宙船
宇宙船はクラスと1～6のTier(等級)で分けられており、Tierの数字が高いものほど基礎ステータスが高く装備やブリッジクルーの枠が多くなる。
Tier1～5の宇宙船は一定レベルごとに1隻支給される。
Tier5や6の中にはロックボックスやプロモーションボックスを開封した時に低確率で出現する(所謂ガチャの当たり)ものもある。
課金アイテム艦は、一度購入すれば全てのキャラクターで利用できる。レベルが低いキャラクターの場合は武器スロットなどがレベルに応じて制限される。

### 惑星連邦宇宙艦隊
ゲームシステム上、プレイヤー艦の登録番号は自由に（NCC-100～999999の範囲内）つけられる為、ゲーム内設定でのネームシップより若いナンバーの同級艦が存在してしまう事がある。C-Storeで別途料金を支払う事によって「NCC」を「NX」に変更する事が出来る。
また、プレイヤーが使用出来ないクラスの艦船と一部のNPC船は、艦隊登録番号が重複しているものがある。
なお、同クラスの艦（課金アイテム艦を除く）はゲーム上の性能は同一で、スターベースのシップヤードでパーツを自由に組み替える、船体全体を別クラスと交換するなどの外見上のカスタマイズが行える。
以前は25世紀初頭より古いクラスの艦(ミランダ級、コンスティテューション級など)も最新型の艦と同じようなディテールが施されていたが、アップデートにより原典に近い姿になった。

#### Cadet（プレイヤーレベル1～5）・Lieutenant（6～10）が搭乗可能な艦
Light Cruiser
軽巡洋艦。
- Miranda class
U.S.S.リライアント、U.S.S.サラトガに代表されるクラス。ゲーム開始時に支給されるタイプ。
- Shi'Kar class
ミランダ級をリニューアルしたデザインのクラス。ネームシップはU.S.S.シカー。
サービス開始以来25世紀の艦としてデザインされていたが、2022年6月のアップデートで24世紀半ばの艦[149]としてデザインし直された[150]。
- Centaur class
U.S.S.ケンタウロスに代表されるクラス。
- Constitution class
U.S.S.エンタープライズ(TV版)に代表されるクラス。GameStopでコレクターズエディションを購入した場合の特典。長らく課金アイテムであったが、アップデートでダイリチウムで入手できるようになった(課金アイテムバンドルにも引き続き含まれる)。

Light Escort
軽護衛艦。
- Federation NX class Starship Replica
C-Storeで別途料金を支払う事によって使用可能になる特殊なクラス。歴史学者ジェフリー・パチェッリの協力を得て、ユートピアプラニシア造船所が企画・建造した地球連合宇宙艦隊NX級のレプリカ。船体外縁部に脱出ポッドを搭載しているなどシステムは最新のものだが、企画スタッフのこだわりにより鹵獲兵器はトラクタービームではなくグラップラーを装備している。また企画の一環として当時使用されていた制服も復刻された。オリジナルは、NX-01エンタープライズ、NX-02コロンビアに代表される。

Light Science Vessel
軽科学船。
- Oberth class
C-Storeで別途料金を支払う事によって使用可能になる特殊なクラス。シールド性能等を一時的に強化出来る特殊なプラズマ・マニフォルドを搭載している。

SmallCraft
シャトル・ランナバウト・宇宙戦闘機など。なお、艦載機（Carrier Pets）としてCarrier・Escort Carrier・Flight-Deck Cruiserに搭載、宇宙戦闘に参加させることも可能な艇もある。
- Type-8
「新スタートレック」以降に搭乗する人員輸送用のシャトル。艦載可能。なお、艦載機として使用できないレアアイテム「Type-8 Starfleet Shuttlecraft」も存在する。
- Danube class
U.S.S.リオグランデに代表されるクラス。艦載可能。
- Captain's Yacht
艦長専用艇。プレイ開始から400日が経過したプレイヤーに対してプレゼントされる。艦載機としての使用は不可。

課金アイテム艇
- Delta class
デルタ・フライヤーを量産化したシャトル。艦載機としての使用は不可（艦載機としてのデルタ・フライヤーが別に存在する）
- Class F
「宇宙大作戦」に登場する旧世代シャトル。艦載機としての使用は不可。
- Tal'Kyr Support Craft
課金アイテム艦「D'Kyr Science Vessel」付属の小型艇。艦載可能。
- Yellowstone Class Runabout
艦載可能。
- Type-10 Shuttlecraft
艦載可能。
- Aeon Timeship
艦載機としての使用は不可。
- Peregrine Attack Fighter

艦載可能。
- Stalker Stealth Fighter
課金アイテム艦「Caitian Atrox Carrier」に搭載される超高性能戦闘機（他のCarrierには搭載不可）。
- Ferengi Na'Far
連邦・クリンゴン・ロミュランで使用可能。
- Voth Heavy Fighter
連邦・クリンゴン・ロミュランで使用可能。

#### Lieutenant Commander（プレイヤーレベル10～19）が搭乗可能な艦
Cruiser
巡洋艦。
- Constitution class （Refit）
U.S.S.エンタープライズA（劇場版）に代表されるクラス。
- Excalibur class
コンスティテューション級（Refit）をリニューアルしたデザインのクラス。ネームシップはU.S.S.エクスカリバー（NCC-94547）。
- Vesper class
エクセルシオール級をリニューアルしたデザインのクラス。ネームシップはU.S.S.ヴェスパー（NCC-92109）。

Escort
護衛艦。
- Saber class
U.S.S.イェーガーに代表されるクラス。
- Rapier class
セイバー級をリニューアルしたデザインのクラス。ネームシップはU.S.S.レイピア（NCC-94004）。
- Ushaan class
セイバー級をリニューアルしたデザインのクラス。ネームシップはU.S.S.ユーシャーン（NX-93771）。

Science Vessel
科学船。
- Nova class
U.S.S.イクワノックス、U.S.S.ロードアイランドに代表されるクラス。
- Aurora class
ノヴァ級をリニューアルしたデザインのクラス。ネームシップはU.S.S.オーロラ（NCC-91270）。
- Quasar class
ノヴァ級をリニューアルしたデザインのクラス。ネームシップはU.S.S.クエーサー（NX-93071）。

#### Commander（プレイヤーレベル20～29）が搭乗可能な艦
Heavy Cruiser
重巡洋艦。
- Cheyenne class
U.S.S.アワニーに代表されるクラス。
- Stargazer class
コンステレーション級をリニューアルしたデザインのクラス。ネームシップはU.S.S.スターゲイザー（NCC-2893）の後継艦、U.S.S.スターゲイザーA（NCC-2893-A）。
- Dakota class
シャイアン級をリニューアルしたデザインのクラス。ネームシップはU.S.S.ダコタ（NX-91211）。

Advanced Heavy Cluiser
上級重巡洋艦。
- Excelsior Class
U.S.S.エクセルシオールに代表されるクラス。

Heavy Cruiser refit
C-STOREで有償購入できる重巡洋艦。
- Constellation Class
U.S.S.スターゲイザーに代表されるクラス（詳細は後述）。

Heavy Escort
重護衛艦。
- Akira class
U.S.S.サンダーチャイルドに代表されるクラス。
- Oslo class
ノルウェー級をリニューアルしたデザインのクラス。ネームシップはU.S.S.オスロ（NCC-79719）。
- Zephyr class
スチームランナー級をリニューアルしたデザインのクラス。ネームシップはU.S.S.ゼファー（NX-92880）。

Research Science Vessel
科学調査船。
- Olympic class
U.S.S.パスツールに代表されるクラス。「オリンピック級」か「ホープ級」かの議論のあったクラスだが、「オリンピック級」が正式な名称とされた。
- Hope class
ネームシップはU.S.S.ホープ（NX-90320）。
- Horizon class
ネームシップはU.S.S.ホライゾン（NX-94441）。

Advanced Research Science Vessel
上級科学調査船。
- Nebula Class
U.S.S.サザーランド、U.S.S.ファラガットに代表されるクラス。

#### Captain（プレイヤーレベル30～39）が搭乗可能な艦
Exploration Cruiser
巡洋探査船。
- Galaxy class
U.S.S.ギャラクシー、U.S.S.エンタープライズDに代表されるクラス。
- Celestial class
ギャラクシー級をリニューアルしたデザインのクラス。ネームシップはU.S.S.セレスティアル（NCC-92247）。
- Envoy class
ギャラクシー級とソヴェリン級の中間のようなデザイン。ネームシップはU.S.S.エンヴォイ（NCC-94002）。

Tactical Escort
戦術護衛艦。
- Defiant class
U.S.S.ディファイアント、U.S.S.ヴァリアントに代表されるクラス。「護衛艦」と呼称されているが、実態は「戦艦」である。
- Vigilant class
ディファイアント級をリニューアルしたデザインのクラス。ディファイアント級の成功を受けて開発された宇宙艦隊初の公式「戦艦」。ネームシップはU.S.S.ヴィジラント（NCC-94794）。
- Gallant class
ディファイアント級をリニューアルしたデザインのクラス。ネームシップはU.S.S.ギャラント（NX-93881）。

Long Range Science Vessel
長距離科学船。
- Intrepid class
U.S.S.ヴォイジャー、U.S.S.ベレロフォンに代表されるクラス。
- Cochrane class
イントレピッド級をリニューアルしたデザインのクラス。ネームシップはU.S.S.コクレーン（NX-95400）。
- Discovery class
イントレピッド級をリニューアルしたデザインのクラス。イントレピッド級の成功を受けて開発された。ネームシップはU.S.S.ディスカバリー（NCC-85527）。

#### Rear Admiral（プレイヤーレベル40～49）が搭乗可能な艦
Assault Cruiser
強襲巡洋艦。
- Sovereign class
U.S.S.エンタープライズEに代表されるクラス。
- Noble class
試作艦NX-91001を経て完成された、ソヴェリン級強化改良型の最初のクラス。ネームシップはU.S.S.ノーブル（NCC-91288）。
- Majestic class
ソヴェリン級をリニューアルしたデザインのクラス。ネームシップはU.S.S.マジェスティック（NX-93500）。
- Imperial class
C-Storeで別途料金を支払う事によって追加されるデザイン。ネームシップはU.S.S.インペリアル（NX-95700）。

Advanced Escort
上級護衛艦。
- Prometheus class
U.S.S.プロメテウスに代表されるクラス。
- Phoenix class
プロメテウス級をリニューアルしたデザインのクラス。ネームシップはU.S.S.フェニックス（NX-95560）。
- Cerberus class
プロメテウス級をリニューアルしたデザインのクラス。ネームシップはU.S.S.ケルベロス（登録番号はグラフィックの表示バグのため不明）。
- Hephaestus class
C-Storeで別途料金を支払う事によって追加されるデザイン。

Reconnaissance Science Vessel
偵察科学船。
- Luna class
U.S.S.タイタンに代表されるクラス。
- Sol class
ルナ級をリニューアルしたデザインのクラス。ネームシップはU.S.S.ソル（NCC-89931）。
- Polaris class
ルナ級をリニューアルしたデザインのクラス。ネームシップはU.S.S.ポラリス（NCC-92515）。
- Comet class
C-Storeで別途料金を支払う事によって追加されるデザイン。ネームシップはU.S.S.コメット（NCC-95524）。

Star Cruiser
宇宙巡洋艦。Exploration Cruiserの上位タイプ。ソヴェリン級より大型で、ソヴェリン級とイントレピッド級を合わせたようなデザイン。
- Avenger class
ネームシップはU.S.S.アヴェンジャー（NCC-95792）。
- Vanguard class
ネームシップはU.S.S.ヴァンガード（NCC-94996）。
- Emissary class
ネームシップはU.S.S.エミッサリー（NCC-96003）。
- Nomad class
C-Storeで別途料金を支払う事によって追加されるデザイン。ネームシップはU.S.S.ノーマッド（NCC-95789）。
- Odyssey Class
正式サービス開始2周年記念イベント内の限定クエスト報酬。ネームシップはU.S.S.オデッセイ（NCC-97000）。

Fleet Escort
高速護衛艦。円盤部は機動戦士ガンダムに登場したアッガイの頭部に似ている。
- Hermes class
ネームシップはU.S.S.ヘルメス（NCC-95208）。
- Gryphon class
ネームシップはU.S.S.グリフォン（NCC-94996）。
- Dervish class
ネームシップはU.S.S.ダーヴィッシュ（NX-98010）。
- Maelstrom class
C-Storeで別途料金を支払う事によって追加されるデザイン。ネームシップはU.S.S.メイルシュトローム（NCC-95812）。

Deep Space Science Vessel
深宇宙科学船。イントレピッド級に似ているが、船体の下部にデフレクター盤を搭載したモジュールがぶら下がっている。
- Trident class
ネームシップはU.S.S.トライデント（NCC-95581）。
- Oracle class
ネームシップはU.S.S.オラクル（NCC-95527）。
- Destiny class
ネームシップはU.S.S.デスティニー（NX-95600）。
- Nimbus class
C-Storeで別途料金を支払う事によって追加されるデザイン。ネームシップはU.S.S.ニンバス（NCC-95777）。

#### Vice Admiral（プレイヤーレベル50～）が搭乗可能な艦
Dreadnought Cruiser
大型巡洋戦艦。
- Galaxy class （Refit）
C-Storeで別途料金を支払う事によって使用可能になる特殊なクラス。「新スタートレック」のラストエピソードに登場した仮想未来のU.S.S.エンタープライズDと同じタイプで、3基のワープナセル・フェイザーランス・フェイザーキャノン・遮蔽装置を装備。巡洋艦系統の宇宙艦隊船の中で唯一、デュアルキャノン系の武装を装備出来る。

Exploration Cruiser Retrofit
改造巡洋探査船。
- Galaxy class
C-Storeで別途料金を支払う事によって使用可能になる特殊なクラス。円盤部分離機構搭載型。なお、ゲーム中で特殊なミッションを繰り返しクリアすることによって蓄積されるポイントと引き換えでも入手可能。

Long Range Science Vessel Retrofit
改造長距離科学船。
- Intrepid class
C-Storeで別途料金を支払う事によって使用可能になる特殊なクラス。アブレイティブ・アーマー（展開式装甲）装備型。なお、ゲーム中で特殊なミッションを繰り返しクリアすることによって蓄積されるポイントと引き換えでも入手可能。

Tactical Escort Retrofit
改造戦術護衛艦。
- Defiant class
C-Storeで別途料金を支払う事によって使用可能になる特殊なクラス。遮蔽装置搭載型。なお、ゲーム中で特殊なミッションを繰り返しクリアすることによって蓄積されるポイントと引き換えでも入手可能。

Advanced Heavy Cluiser Retrofit
改造上級重巡洋艦。
- Excelsior Class （Refit）
C-Storeで別途料金を支払う事によって使用可能になる特殊なクラス。U.S.S.エンタープライズBに代表される。なお、ゲーム中で特殊なミッションを繰り返しクリアすることによって蓄積されるポイントと引き換えでも入手可能。

Advanced Research Science Vessel Retrofit
改造上級科学調査船。
- Nebula Class （Refit）
- Magellan Class
C-Storeで別途料金を支払う事によって使用可能になる特殊なクラス。アクティブ・タキオン・センサー搭載型。単独でタキオン探知グリッドを展開し遮蔽船を発見可能。なお、ゲーム中で特殊なミッションを繰り返しクリアすることによって蓄積されるポイントと引き換えでも入手可能。

Multi-Vector Advanced Escort
多方向上級護衛艦。
- Prometheus class
- Phoenix class
- Cerberus class
- Hephaestus class

C-Storeで別途料金を支払う事によって使用可能になる特殊なクラス。船体が3つのセクションに分離するマルチベクター・アサルトモード（多方向攻撃モード）を搭載。なお、ゲーム中で特殊なミッションを繰り返しクリアすることによって蓄積されるポイントと引き換えでも入手可能。
Heavy Escort Carrier
艦載機運用能力を持つ戦闘に特化した大型艦。
- Armitage class
- Akira class
- Oslo class
- Zephyr class
- Thunderchild class

C-Storeで別途料金を支払う事によって使用可能になる特殊なクラス。なお、ゲーム中で特殊なミッションを繰り返しクリアすることによって蓄積されるポイントと引き換えでも入手可能。
Carrier
宇宙空母。
- Caitian Atrox Carrier

C-Storeで別途料金を支払う事によって使用可能になる宇宙空母。専用の超高性能戦闘機「Stalker Stealth Fighter」を搭載している。なお、ゲーム中で特殊なミッションを繰り返しクリアすることによって蓄積されるポイントと引き換えでも入手可能。

#### その他
Vulcan Ship
バルカン船。
- D'Kyr Science Vessel
C-Storeで別途料金を支払う事によって使用可能になる特殊なクラス。船体およびシールドを修復可能なタルキアー型小型船を搭載している。なお、ゲーム中で特殊なミッションを繰り返しクリアすることによって蓄積されるポイントと引き換えでも入手可能。
- Tal'Kyr Support Craft
ディキーア型の船に搭載されている小型船。

### クリンゴン帝国防衛軍
クリンゴン船はCarrier以外はすべて遮蔽装置を装備している。なお、本ゲームでの遮蔽装置は使用すれば探知されないまま射程内に近づくことが可能だが、あまり近づきすぎると探知されて遮蔽を強制解除され、先制攻撃を受ける。なお、基本的に遮蔽中は攻撃できずシールドも展開できず各種スキルも使えない。また、逆に戦闘中に遮蔽して射程外に逃走することはできない。
Raider （Bird of Prey）
クリンゴンが保有する独自のクラス。宇宙艦隊のEscortよりも機動性に優れる。遮蔽装置を用いた奇襲、一撃離脱戦法に向いている。戦闘中に探知される危険はあるが、自由に遮蔽を行うことができる。
- B'Rel class
ゲーム開始時に支給されるクラス。
- Koloth class
ブレル級の亜種。
- QulDun class
- Norgh class
- Ki'tang class
- Hegh'ta class
24世紀にウォーフの弟カーン (スタートレック)が指揮したバード・オブ・プレイに因んだクラス。
- Haj class
ヘクタ級の亜種。
- B'rel Bird of Prey Retrofit
C-Storeで別途料金を支払う事によって使用可能になる特殊なクラス。遮蔽中に各種スキルを使用可能。

Raptor
宇宙艦隊のEscortに相当するタイプ。バード・オブ・プレイより耐久力に優れている。ラプター級の遮蔽装置は戦闘中に遮蔽を行うことができない。
- Somraw class
22世紀に運用されていたタイプを基にしたクラス。
- Qorgh class
- Pach class
- Qin class
- Birok class
クィン級の亜種。

Battle Cruiser
- K'Tanco class
巡洋戦艦。外見はバード・オブ・プレイに近い。
- K't'inga class
巡洋戦艦。D7級の改良型。
- K't'inga class （Refit）
巡洋戦艦。クティンガ級の改修型。
- Vor'cha class
攻撃巡洋艦。地球暦2360年代にはクリンゴン帝国防衛軍最大のクラスで、主に総裁や将軍が指揮していた。
- Tor'Kaht class
C-Storeで別途料金を支払う事によって追加されるデザイン。ヴォルチャ級の亜種。
- Negh'Var class
戦艦。地球暦2370年代にはクリンゴン帝国防衛軍の旗艦で、総裁やマートク将軍などの防衛軍長官が座乗していた。
- Qu'Daj class
ネグヴァー級の亜種。
- Bortas Class
巡洋戦艦。正式サービス開始2周年記念イベント内の限定クエスト報酬。

Carrier
- Vo'Quv class
攻撃空母。クリンゴン帝国防衛軍最大のクラスで、全長は1200mを超える。多数の戦闘機や陸戦隊を乗せている。
- VoD'leh class
ヴォクゥブ級の亜種。
- Kar'Fi class
戦闘空母。C-Storeで別途料金を支払う事によって使用可能になる特殊なクラス。なお、ゲーム中で特殊なミッションを繰り返しクリアすることによって蓄積されるポイントと引き換えでも入手可能。

Shuttlecraft/
小型船。
- Toron class
短距離用シャトル。
- DujHod Chariot
艦長専用艇。プレイ開始から400日が経過したプレイヤーに対してプレゼントされる。

Battle Cruiser Retrofit
改造巡洋戦艦
- Vor'cha class （Refit）
C-Storeで別途料金を支払う事によって使用可能になる特殊なクラス。純粋に性能を強化したモデル。なお、ゲーム中で特殊なミッションを繰り返しクリアすることによって蓄積されるポイントと引き換えでも入手可能。

Gorn Hegemony Ship
ゴーン船。
- Varanus Fleet Support Vessel
C-Storeで別途料金を支払う事によって使用可能になる特殊なクラス。自動で艦船を修復するプラットフォームを積載している。なお、ゲーム中で特殊なミッションを繰り返しクリアすることによって蓄積されるポイントと引き換えでも入手可能。

The Orion Syndicate Ship
オリオン船。
- Dacoit Flight-Deck Cruiser
- Corsair Flight-Deck Cruiser
- Marauder Flight-Deck Cruiser
- Corsair Flight Deck Cruiser Retrofit
- Fleet Corsair Flight Deck Cruiser Retrofit
C-Storeで別途料金を支払う事によって使用可能になる特殊なクラス。迎撃戦闘機を搭載している。なお、ゲーム中で特殊なミッションを繰り返しクリアすることによって蓄積されるポイントと引き換えでも入手可能。

Nausicaan Ship
ノーシカン船。
- Guramba Siege Destroyer
C-Storeで別途料金を支払う事によって使用可能になる特殊なクラス。敵船のエネルギーを利用して強力な粒子ビームを撃ち出す特殊兵器「ジャベリン」を搭載。なお、ゲーム中で特殊なミッションを繰り返しクリアすることによって蓄積されるポイントと引き換えでも入手可能。

## プレイヤーが搭乗出来ない宇宙船
一部NPC船や敵船として登場するクラスは、プレイヤーが使用出来ない。

### 惑星連邦宇宙艦隊
Assault Cruiser
強襲巡洋艦。
- Typhoon class
Majestic classの亜種で、ワープナセルが4基ある。鏡像世界ではテラン帝国宇宙艦隊の主力戦艦となっている。U.S.S.アテネ、I.S.S.モリーなど。

Dreadnought
大型戦艦。
- Jupiter class
主にNPC艦隊の旗艦として登場するクラス。サービス開始当初、「Jupiter Dreadnought」と表示されておりクラス名が不明だったが、アップデートで「Jupiter class Dreadnought」と修正され、クラス名が確定した。なおシーズン11中に役どころとクラス名を継承したジュピター級キャリアーが実装されたため、ゲーム内からは除去された（後述）。

## 作中に登場するオリジナルの船とクラス
特に設定があるものについて記述する。

### U.S.S.エンタープライズF
『Star Trek Magazine』において2012年5月8日発売号（第40号）より本船とそのクルー達を紹介する記事と同時に、U.S.S.エンタープライズFを舞台とするノベルの連載が開始された。またイギリスのイーグルモス社が刊行している『スタートレック・オフィシャル・スターシップ・コレクション』Bonus Issueにラインナップされた。一般販売はされていないが、本船をあしらったTシャツやチャレンジコインなども製作されている。

#### スペック
- クラス：ヨークタウン級（オデッセイ級第二次改装型の一つ）
- タイプ：スタークルーザー/ドレッドノート
- 艦隊登録番号：NCC-1701-F
- 建造：地球・サンフランシスコ造船所
- 進宙：2409年[155]
- 通常最高速度：ワープ9.996[156]（ヨーヨーダイン社製47B M/ARC ワープコア[157]）
- 通常ワープ以外の推進機関：キーンサー/ペッグ社製ヘビーインパルスエンジン[157]、アドバンスド量子スリップストリームドライブ、トランスワープドライブ
- 武装：マークXIVフェイザーアレイ21基[157]、ヴァリアブル・ペイロード魚雷発射管6門[157]、アクエリアス級デストロイヤーU.S.S.アクエリアス（デュアルフェイザーキャノン2門、量子魚雷発射管4門などを装備）1隻を搭載
- 外寸：全長1041.5メートル（ヨークタウン級））[157] 全幅385.32メートル 全高150.84メートル/全長1060メートル（オデッセイ級）[158]
- 総量：6873200メートルトン[157]
- 乗員：900名（定員）[157] - 2100名（最適環境下最大）[157]/1600名（オデッセイ級定員）

#### 概要
U.S.S.エンタープライズFは38年間の長きに渡る活躍を終えたU.S.S.エンタープライズEの後を継ぎ就航した、宇宙艦隊の最新鋭フラッグシップ。最初のオデッセイ級改装型として進宙後、ディープスペース・ナイン奪還作戦において初陣を飾った。1200m級のクリンゴン大型空母よりも若干全長は短く、空母タイプのアトロックス級・ジュピター級を除いて宇宙艦隊最大である。最も目立つ特徴はこのクラスで初めて採用された、円盤部と紡錘部の左右両端を繋ぐデュアル・ドーサルネックにある。これにより量子スリップストリーム継続安定時間の倍増に成功している。U.S.S.オデッセイなどのプロトタイプと違い円盤部の分離が可能で、船尾にはディファイアント級よりも一回りほど小さい、ワープ機能を備えたアクエリアス級（Aquarius class）デストロイヤーU.S.S.アクエリアスが搭載されている。本艦のブリッジはスタークルーザーの中でも特異なデザインである。ブリッジ後部から一段下がった所に艦長席があるのはギャラクシー級に類似しているが、更に艦長席のあるフロアの船首側床下にはステーションが4つ儲けられた小部屋があり、ブリッジ全体はほぼ3デッキ分の高さになる。一般的な艦隊船では艦長席正面の壁面がメインビューワーになっているが、本艦ブリッジの正面及び側面・天井は舷窓となっており、艦長席と正面壁面の中程に液晶ディスプレイのようなパネル状のメインビューワーが設置されている。ブリッジ内の全ステーションが完全にホログラフィックコンソール化されており、従来の二次元的なコンソールやディスプレイは存在しない。左舷側のドームに作戦室、右舷側のドームにターボリフトがあり、またブリッジ後部には最大7人乗りのパッドを備えた転送機がある。
宇宙暦87506.7、アイコニア戦争の最終決戦となった地球軌道上の戦いにおいて、U.S.S.ロードアイランド・U.S.S.キメラ・R.R.W.リーセット・I.K.S.ボータスキューなど僅かな残存僚艦と共に艦隊特攻を敢行し、1600名の乗員の内700名が死亡、円盤部左舷の大部分・メインデフレクター盤・左舷ワープナセルなどを失い大破した。しかし廃船処分を免れ再建される事となりこの際に機関部長キラヨシ・オブライエン少佐の発案による大規模な近代化改修を実施し、武装・センサー・脱出ポッド・舷窓の追加やレイアウトの変更・塗装の一部変更などがなされ、ヨークタウン級として生まれ変わった。火星のユートピア・プラニシア造船所のドックにおいて宇宙艦隊造船局による最終検査が行われている最中、ハークによる襲撃を受けたDS9からの救難信号を受信して最終検査を切り上げ緊急出港、DS9防衛戦に参加した。
ヨークタウン級は、最先端技術を導入した第六世代型宇宙船。より強力で安定したワープフィールドの生成が可能な新型ワープナセルや、ナノメッシュ・コーティングによる船体装甲の強化などの新技術が取り入れられている。またシステムを大胆に自動化し、オデッセイ級では船の運航に1600名必要だった乗員数を900名にまで削減する事に成功している。なおナセルパイロンの傾斜が後方から前方寄りへ変更されたため、全長が20メートルほど縮まっている。同時期にオデッセイ級の改装バリエーションとして、全体的なシルエットが鋭角的なエンデバー級・円盤部が横長の楕円形をしているソジャーナ級が就役している。

#### 上級士官
Va'Kel Shon（声：Dave Rivas）
艦長、アンドリア人男性、大佐。元ディファイアント級U.S.S.ベルファスト艦長。西暦2363年生まれ。ボーグとの豊富な戦闘経験を持つ人物。ベルファストの修理のためDS9に停泊していたところドミニオン艦隊の襲撃を受け、以降一連のDS9奪還作戦に参加する。しかし第4028拘留施設から女性創設者を拉致しようと試みたジェムハダーファーストのKar'ukanの艦隊と交戦、ベルファストは大破し多くのクルーを失ってしまう。その後、修理不可能と判断され廃船処分となったベルファストに代わり、オデッセイ級U.S.S.エンタープライズFの艦長を拝命した。先代のエンタープライズの艦長であるデータ大佐が現役であることから、当初は彼が新しいエンタープライズの艦長に就くべきと思い辞退する考えであったが、当のデータ大佐の勧めにより引き受けることにしたという経緯がある。また惑星連邦編（25世紀）のプロローグで描かれているボーグによるベガ9号星への攻撃で妻と娘を失っており、一時期かなり自暴自棄になっていたことがあるという過去を持つ。
Samuel Winters
副長、地球人男性、中佐。エンジニアリング系（専門は宇宙船の設計）からコマンド系に転科した人物で、以前はAkira Suluの後任としてスターベース1においてJorel Quinn元帥の副官を務めていた。シャトルパイロットとしての腕前にも定評がある。厳つい面構えでいかにも軍人然とした男だが、生まれて初めてのワームホール通過に思わずはしゃいでしまうような一面もある。
その他のクルー
Savel（医療部長、ヴァルカン人男性、中佐）、Matthias（カウンセラー、地球人女性、中佐）、Tem Inasi（科学部長、ベイジョー人女性、少佐）、Jirelle Kav（OPS、ベタゾイド人女性、大尉）、Kirayoshi O'brien（機関部長、地球人男性、少佐）、Kyona（保安部長、カイティア人女性、大尉）。

#### 同型艦
- U.S.S.オデッセイ（U.S.S.Odyssey NCC-97000）

オデッセイ級一番艦（プロトタイプ）。建造及び試験航行は火星軌道上のユートピアプラニシア造船所で行われた。円盤部は分離出来ず、デストロイヤーも搭載していない。ブリッジの内装はU.S.S.エンタープライズFなどの後続艦とは異なりヴァンガード級などの旧式スタークルーザーのものに近い。なおゲーム中でのオデッセイ級の実装に先立ち、二周年記念イベントとしてプレイヤーが本艦の進宙を指揮するエピソードが配信された。
- U.S.S.ヨークタウン（U.S.S.Yorktown NCC-97005）

U.S.S.エンタープライズFに続いて進宙した船。生命体8472やアイコニア人との戦いにおいて最前線で活躍したが、アイコニア戦争の最終戦となった地球軌道上の戦いで撃沈された。アイコニア戦争終結後、名前を受け継ぐU.S.S.ヨークタウン（NCC-98300）がヨークタウン級（オデッセイ級第二次改装型の一つ）の一番艦として就役。
- U.S.S.デニソン（U.S.S.Dennison）

クリンゴン帝国領のヨヴボット星系を侵略した宇宙艦隊の旗艦。
- U.S.S. ヒューストン（U.S.S.Houston NCC-97284）

艦長はアレキサンダー・ロジェンコの息子、D'Vak提督（ウォーフの孫）。艦隊を率いボーグ・クイーンの存在するユニマトリックスを攻めたが、この戦いで撃沈された。
- I.S.S.エンタープライズF（I.S.S.Enterprise NCC-1701-F）

艦長はベイジョー人のリータ提督。テラン帝国宇宙艦隊旗艦。船体に赤いペイントが施されている。度々宇宙間の侵略を繰り返しており、時間冷戦では反時間協定側に与してニューキトマーの時間指令部を襲撃するなどした。2411年にリータ提督がテラン皇帝に謀反を起こした際、テラン皇帝の勅命を受けたヴァケル・"ヴァル"・ション大佐によって制圧され、その勲功への褒美として彼に与えられた。
- U.S.S.ヴェリティ（U.S.S.Verity NCC-97000）

『スタートレック:ピカード』の前日談『StarTrek: Picard Countdown』に登場。2385年進宙、艦長はジャン＝リュック・ピカード大将。ロミュラン領域に派遣されホバス超新星の影響を受けるコロニーから住民を退避させる任務にあたった。外見はヨークタウン級に改装される直前のU.S.S.エンタープライズFと同じタイプで、ブリッジも同様。

#### 補足
オデッセイ級（エンタープライズF）のデザインは、一般公募されたものの中からプレイヤーによる人気投票で決定されたものに、修正を加えている。コンテストで優勝したデザインはAdam Ihleという人物のもので、彼の名はユートピアプラニシア造船所に勤務するU.S.S.オデッセイの建造責任者としてゲーム中に登場している。このコンテストは本作の開発元であるCryptic Studiosと『スタートレック』シリーズの版権元であるCBSとの公式コラボレーション企画であり、デザインの選定や船・クルーの設定作成にCBSも参加している。シーズン11でのオデッセイ級3Dモデルのディテールアップに伴い、U.S.S.エンタープライズFのキラヨシ・オブライエン少佐がユートピアプラニシア造船所の若いエンジニア達と協力して船の大改装に臨むショートストーリー『Utopia Planitia - One Big Ship』が公式サイトに掲載された。ゲーム中で初めて登場したのは2012年3月配信のエピソード『Boldly They Rode』においてだが、これに先んじF2P制移行に合わせて同年1月に公開されたプロモーションムービーの終盤に一瞬だけ姿を見せている。なおオデッセイ・アクエリアスという組み合わせは、アポロ13号の司令船・着陸船のコールサインである。コンテストやデザインの詳細についてはスチュワート・フォーリーとサミュエル・コッキングスによるSF解説番組『Trekyards』のEP222・224にAdam Ihle本人が出演し詳しく述べている。

### I.K.S.ボータスキュー

#### スペック
- クラス：ボータスキュー[176]級（ボータス級の改装型）
- タイプ：バトルクルーザー/ドレッドノート
- 通常ワープ以外の推進機関：インパルスドライブ、アドバンスド量子スリップストリームドライブ、トランスワープドライブ
- 武装：ディスラプターキャノン、ディスラプタービームアレイ、トランスフェイズ魚雷、船尾バード・オブ・プレイ
- 乗員：約3600名（海兵隊を含む）

#### 概要
I.K.S.ボータスキューはクリンゴン帝国防衛軍の最新鋭フラッグシップ。宇宙艦隊のオデッセイ級よりも大型で、Vo'Quv級大型空母（1272m）とほぼ同じ大きさである。ヴォルチャ級やネグヴァー級を踏襲した外見だが船首部分と両翼の先に接続されたワープナセルが特に大きく、この船首正面に装備した8門もの大口径ディスラプターキャノンによる一斉砲撃は非常に強力である。船尾には両翼を折り畳んだHoH'SuS級中型バード・オブ・プレイが船首を母船に突き刺すようなかたちでドッキングしている。

#### 上級士官
Koren,daughter of Grilka
艦長、クリンゴン人女性、大佐。『スタートレック:ディープ・スペース・ナイン』に登場したグリルカの娘で、母親がウォーフと再婚したため彼の義理の娘となる。アイコニア人が建造したダイソン球の調査のために結成された惑星連邦・クリンゴン帝国・ロミュラン共和国の合同調査隊において、Wolf大使の下でクリンゴン帝国の現場責任者を務める。副長のBo'rothとは士官学校時代からの親友である。
Bo'roth
副長、クリンゴン人男性、中佐。平民出身であるが帝国防衛軍入隊を目指して士官学校に入学し、そこで出会った名門出身のKorenと意気投合し彼女と身分を越えた友情を築いた。
その他のクルー
K'tek（海兵隊長、クリンゴン人男性、中佐）、Halza-Kull（医療部長、オリオン人男性、階級不明）、Hark（戦術部長、クリンゴン人男性、少佐）、Tarol（機関部長、クリンゴン人女性、少佐）、Serassh（科学部長、ゴーン人男性、少佐）、B'Elem（操舵士官、クリンゴン人女性、大尉）

#### 同型艦
- I.K.S. Kal'Ruq

クリンゴン最高評議会総裁J'mpokが指揮する帝国防衛軍艦隊の旗艦。

### R.R.W.リーセット

#### スペック
- クラス：タルワール級（シミター級の近代化バリエーション）
- タイプ：ウォーバード/ドレッドノート
- 通常ワープ以外の推進機関：インパルスドライブ、アドバンスド量子スリップストリームドライブ、トランスワープドライブ
- 武装：プラズマキャノン、プラズマビームアレイ、プラズマ魚雷、セラロン放射線照射兵器、スコーピオン級戦闘機を多数搭載
- 乗員：約3000名

#### 概要
R.R.W.リーセットはロミュラン共和国軍の最新鋭フラッグシップ。タルワール級は、2379年に惑星連邦宇宙艦隊及びロミュラン帝国宇宙海軍と激戦を繰り広げたレムス人のウォーバード・シミターを近代化改修したクラスである。外見上はシミターとほとんど変わらないが、船体は暗緑色で、ワープナセルを保護している装甲や両翼に肉抜きがなされているのが特徴である。強力な兵器群による攻撃力と、シミター級から受け継がれた防御スクリーンの二重構造による高い生存能力を併せ持ち、新しいロミュランの力を象徴するに相応しい性能を誇る。2410年にウンディーネ（生命体8472）の大艦隊が地球とクロノスを襲撃した際には、宇宙艦隊と帝国防衛軍を支援してU.S.S.エンタープライズFやI.K.S.ボータスキューと共闘している。

#### 上級士官
Tiaru Jarok
艦長、ロミュラン人女性、司令官。2366年にロミュラン帝国と惑星連邦との戦争を阻止しようとして機密情報を持ち出し惑星連邦への亡命を試みてU.S.S.エンタープライズDに保護され、ロミュラン上層部の罠にかけられていた事が判明した後に自決したロミュラン宇宙海軍のアリダー・ジャロック提督の一人娘。自身も宇宙海軍に入隊したが、2387年の惑星ロミュラス崩壊後の種族存亡の危機にあっても権力争いに興じている軍部に嫌気がさし、宇宙海軍から離反してロミュラン共和国に参画した。アイコニア人が建造したダイソン球の調査のために結成された惑星連邦・クリンゴン帝国・ロミュラン共和国の合同調査隊において、Kererek提督の下でロミュラン共和国の現場責任者を務める。
Vaur Merol
副長、ロミュラン人男性、副司令官。惑星ロミュラス崩壊以前からロミュラン帝国宇宙海軍に所属していた老齢の熟練士官。惑星ロミュラス崩壊後も生き残ったロミュラン人たちのためを思い軍務に励んでいたが、武力弾圧による人民の支配を推し進めようとするタルシアーと衝突してロミュラン共和国に亡命した。
その他のクルー
Rhian Cratak（医療部長、ロミュラン人女性、階級不明）、Xionel（機関部長、レムス人男性、副司令官）、Gaius Selan（保安部長・情報士官、ロミュラン人男性、大尉）、Jhu Terel（戦術部長、ロミュラン人男性、大尉）、Narrel（科学士官、デフェリ人男性、階級不明）

### U.S.S.ヨークタウン

#### スペック
- クラス：コンスティテューション級（ケルヴィン・タイムライン）
- タイプ：ヘビーコマンドクルーザー
- 艦隊登録番号：NCC-1717
- 武装：デュアルエミッターフェイザーバンク6基、魚雷発射管4門、オーグジリアリー・エジェクトアセンブリー（補助ワープコア排出機構）
- 全長：725メートル

#### 概要
惑星連邦宇宙艦隊所属。デルフィック領域で強力な重力波を放つ謎の球体構造物を調査中、球体創造者（テューテリア人）に従属する種族の攻撃を受け、その戦闘の最中に異なる世界（プライム・タイムライン）の未来からやって来た宇宙船と遭遇、時間冷戦に巻き込まれる。

#### 上級士官
Isaac Garrett（ケルヴィン・タイムライン）（声：ヴィック・ミニョーニャ）
艦長、地球人男性、提督。プライム・タイムラインの23世紀でもパイオニア級宇宙船およびコンスティテューション級U.S.S.ヨークタウンの船長として登場。演じているヴィック・ミニョーニャは、『Star Trek: Continue』などでジェームズ・T・カーク役を演じている。
0718（声：ジョセフ・ガット）
科学士官、男性型アンドロイド、大尉。23世紀（ケルヴィン・タイムライン）でコンスティテューション級に配備されている、船のメインコンピューターがクルーと交流するために用いるアンドロイドユニット。『スター・トレック イントゥ・ダークネス』に登場している。

#### 備考
「ケルヴィン・タイムライン」シリーズの映画で見られる特徴的なパルスタイプのフェイザービームやワープエフェクトなどが再現されている。また円盤部後端のインパルス・スラスター（赤い発光部）の形状は『イントゥ・ダークネス』のエピローグで改装されるより以前のU.S.S.エンタープライズと同じものである。

### U.S.S.セブロヴァ

#### スペック
- クラス：シェパード級
- 艦隊登録番号：NCC-1309
- 全長：505.5メートル

#### 概要
惑星連邦宇宙艦隊所属。元は科学調査船だったが、2256年にクリンゴンとの戦争が勃発すると戦闘艦に改造され、連邦の航路をパトロールする任務に就く。定期連絡が途絶えたニミッツ級U.S.S.タイコンデロガを捜索中、クリンゴンの襲撃を受けている宇宙艦隊アカデミーの訓練船を発見、救助に向かう。

#### 上級士官
Thy’kir Shran（声：ジェフリー・コムズ）
船長、アンドリア人男性、大佐。22世紀の宇宙艦隊提督・惑星連邦評議員シレック・シュランの曾孫にあたる。感情の起伏が激しく直情的なアンドリア人には珍しい物静かで学者肌な科学士官。伝説的英雄である曾祖父を若い頃から人生の師としており、船長の地位に至った現在でも彼の音声記録に学び、宇宙艦隊士官として、またアンドリア人としてどうあるべきか自分に問いかけ続けている。このため連星系の戦いにおいて曾祖父の名を冠したマギー級U.S.S.シュランが撃沈されたとの報には、強いショックを受けていた。アントン・シェイファー大佐とはかつて共にU.S.S.エンデバーに乗務していた事がある。なお演じているジェフリー・コムズは、『スタートレック:エンタープライズ』でシレック・シュランを演じていた俳優である。

### I.K.S.ルカラ

#### スペック
- クラス：クゥグ級
- タイプ：デストロイヤー

#### 概要
クリンゴン・モカイ家の旗艦。船名はカーレスの妻として言い伝えられる伝説の女性戦士ルカラに因む。

#### 上級士官
J'Ula
当主、クリンゴン人女性。"忘れ得ぬ者"トゥクヴマの姉。2256年、宇宙艦隊U.S.S.グレンを襲撃しマイセリウム胞子に関する研究データを強奪、これを利用して開発された兵器を搭載。スターベース1の戦いにおいてこの兵器を使用した事で時空分裂を引き起こし、25世紀にタイムスリップする。

### エクスカリバー級

#### スペック
- タイプ：クルーザー
- 一番艦：U.S.S.エクスカリバー（NCC-94547）
- 通常最高速度：ワープ9.6
- 武装：フェイザーアレイ、フェイザーターレット、魚雷発射管
- 全長：350メートル
- 乗員：約400名

#### 概要
エクスカリバー級は、2391年に就役した宇宙艦隊コンスティテューション級のバリエーションである。25世紀を目前にして宇宙艦隊の新たな時代を切り開く船としてコンスティテューション級をアップグレードする形式で開発された。船体装甲の素材には強化トリタニウム合金が採用されている。なお2410年ではこのクラスは既に旧式となっており、コンスティテューション級の最新バリエーションはエクセター級である。

#### エクスカリバー級の一覧
U.S.S.エクスカリバー（NCC-94547）
エクスカリバー級の一番艦。2391年進宙。2410年でも現役で、艦長はゼネクシア人のマッケンジー・カルフーン大佐。クリンゴン帝国との境界沿いにあるK-7基地の警備にあたっている。
U.S.S.タッカー
一番艦と同じく2391年に進宙。艦長はバルカン人のストラン大佐。2408年にはキャスリン・ジェインウェイ中将の旗艦としてホバス星雲（ロミュラス崩壊の原因となった恒星系の残骸）を調査している。またU.S.S.エンタープライズFのサミュエル・ウィンタース副長はかつてこの船に配属されていた事がある。

### アーミテージ級

#### スペック
- タイプ：ヘビーエスコートキャリアー
- 一番艦：U.S.S.アーミテージ（NCC-97300）
- 建造：アルデバラン・ニューアバディーン造船所
- 武装：パルスフェイザーキャノン6門、フェイザーアレイ4基、魚雷発射管4門、マイクロ光子魚雷ポイントディフェンスシステム、ペレグリン級戦闘機を多数搭載
- 乗員：約200名

#### 概要
アーミテージ級は、攻撃型空母としての機能に特化させた宇宙艦隊アキラ級のバリエーションである。アキラ級よりもわずかに大きい。アキラ級における空母機能は円盤部の先端にカタパルトを装備する副次的なものに過ぎなかったが、アーミテージ級では円盤部下面に格納庫を兼ねた大型の専用フライトセクションを設けており、戦闘機による航空戦能力を強化している。また近接防御用の兵装として、船の全周囲に向けて大量のマイクロ光子魚雷を拡散射出するポイントディフェンスシステムを備えている。これは機能的にはRAM (ミサイル)であり、装備パーツのアイコンに描かれている外見も類似している。

#### アーミテージ級の一覧
U.S.S.アーミテージ（NCC-97300）
アーミテージ級の一番艦。スターベース1の宇宙港に停泊している。なお登場した当初は船体に書かれた登録番号が「NCC-92331」になっていたが現在は修正されている。
U.S.S.アカギA（NCC-62158-A）
ドミニオン戦争中に惑星連邦第9艦隊に所属していたライジェル級U.S.S.アカギの登録番号を引き継いでいる船。2409年にロミュラン共和国の母星ニューロミュラスがエラチ艦隊による大規模な攻撃を受けた際、惑星連邦から援軍として派遣されたバトルグループ・ファイに参加し、ロミュラン共和国軍・クリンゴン帝国防衛軍の艦隊と共にニューロミュラス軌道上の最終防衛線を守り抜いた。また翌2410年、アイコニア戦争の最終戦となった地球軌道上の戦いでは、惑星連邦第99攻撃航空団の一翼を担い獅子奮迅の活躍を見せた。

### リージェント級

#### スペック
- タイプ：アサルトクルーザー
- 一番艦：U.S.S.リージェント（NCC-97310）
- 建造：地球・サンフランシスコ造船所
- 武装：フェイザーアレイ10基、連装魚雷発射管4門、広射角量子魚雷発射管1門、メトリオンガス円筒弾
- 乗員：約800名

#### 概要
リージェント級は、宇宙艦隊ソヴェリン級のバリエーションである。ソヴェリン級よりわずかに大きく、円盤部と紡錘部の一体感が増して平べったい外見になっている。2375年にソーナ船と交戦したU.S.S.エンタープライズEの戦術（揮発性の極めて高いメトリオンガスを収集・敵船に向けて噴射してから着火し爆発させダメージを与える、ライカー副長の考案）に基づいて、メトリオンガスを詰め込んだ円筒弾を搭載している。またプロトタイプではあるが、従来のものより射角が広い新型量子魚雷発射管を装備している。就航以降はソヴェリン級に代わり、アサルトクルーザーのスタンダードモデルとなった。

#### リージェント級の一覧
U.S.S.リージェント（NCC-97310）
リージェント級の一番艦。リニューアル前のスターベース1の宇宙港に停泊していた。
U.S.S.レナウン（NCC-96047）
艦長はバルカン人のVo'Lok大佐。「Victory is Life」以前の惑星連邦編（25世紀）のプロローグに登場する。何故か登録番号が一番艦よりも若い。
U.S.S.レゾリューション（NCC-97325）
スターベース1の宇宙港に停泊している。
U.S.S.リヴァイアサン（NCC-73966）
2410年に地球がウンディーネ（生命体8472）の艦隊による大規模な攻撃を受けた際、スターベース1の防衛に当たった艦隊に属していた。何故か登録番号が一番艦よりも若い。

### キメラ級

#### スペック
- タイプ：ヘビーデストロイヤー
- 一番艦：U.S.S.キメラ（NCC-97400）
- 建造：火星・ユートピアプラニシア造船所
- 武装：パルスフェイザーキャノン4門、フェイザーアレイ8基、大型フェイザーアレイ1基、魚雷発射管4門、ダイナミック・タクティカルシステム
- 乗員：約750名

#### 概要
キメラ級は、宇宙船同士の激しい砲撃戦を想定して設計された宇宙艦隊の重駆逐艦である。4基のワープナセルを持ち、プロメテウス級の第一船体を縦長の卵形にしたような外見をしており、大きさはアヴェンジャー級とほぼ同じ。魚雷戦よりもフェイザーの撃ち合いを重視しており、大きさの割りに多くのフェイザー兵器を装備している。このクラスを特異なものとしている点はタクティカル・モードへの変形機能（ダイナミック・タクティカルシステム）である。これはナセルとパイロンを可動させた上、円盤部が3つのブロックに分かれて外側へ展開し、円盤部の中心核をくるむように格納されている大型フェイザーアレイを露出し攻撃力を増強するものである。この大型フェイザーアレイにより全周囲への一斉射撃（ハスの花が開く様子に似ている事から「フェイザー・ロータス」と呼ばれる）が可能となる。なお25世紀の船としては珍しくワープ航行にもナセルとパイロンの可動が必要となる。バリエーションとしてマンティコア級がある。

#### キメラ級の一覧
U.S.S.キメラ（NCC-97400）
キメラ級の一番艦。艦長はフェレンギ人のノーグ大佐。アイコニア戦争中、地球の防衛などで活躍した。
U.S.S.スフィンクス（NCC-93469）
スターベース1の宇宙港に停泊している。何故か登録番号が一番艦よりも若い。

#### 補足
元々は新しいエンタープライズのデザインを決定するために行われたコンテストの応募作の一つだった。採用はされなかったものの開発スタッフがそのデザインを気に入り、別の船として登場させた。

### アヴェンジャー級

#### スペック
- タイプ：バトルクルーザー
- 一番艦：U.S.S.アヴェンジャー（NCC-97500）
- 建造：火星・ユートピアプラニシア造船所
- 武装：パルスフェイザーキャノン7門、フェイザーアレイ15基、魚雷発射管2門、遮蔽装置（非標準装備のオプション）、ヴァリアブル・オートターゲッティング・アーマメント（可変自動照準兵装）
- 乗員：約500名

#### 概要
アヴェンジャー級は、2400年代初頭に対クリンゴン戦争での運用を主眼に設計された宇宙艦隊の最新型巡洋戦艦である。クリンゴンで主力となっているような高い攻撃力と機動力を併せ持った中型巡洋艦の配備を目的としており、その重武装に比して船体の全長はエクセルシオール級よりも一回りほど小さい程度である。また船体の剛性強化も試みられており、ドーサルネックやワープナセルパイロンが他の多くの宇宙艦隊船に比べて遙かに重厚な造りになっている。円盤部前面にずらりと並んだ7門ものフェイザーキャノン砲塔、オデッセイ級と同様のデュアル・ドーサルネック、長方形のメイン・ディフレクター盤など外見的にも目立つ要素が多いが、このクラスを最も特徴付けるのは搭載しているヴァリアブル・オートターゲッティング・アーマメント（通称「V.A.T.A.」、可変自動照準兵装）である。これは一種の無人攻撃機で、タキオンビームを撃つものやマイクロ・クロニトン魚雷を射出するものなどいくつかの種類があり、設定された条件に従って自動的に標的を選出し攻撃を行い、最終的にはこの兵器本体が標的に体当たりしてダメージを与える（『スター・トレック イントゥ・ダークネス』の劇中において、U.S.S.ヴェンジェンスが月軌道上でU.S.S.エンタープライズを攻撃しているシーンに同様の兵器が登場している）。なお改装型が存在しており、基本性能の向上以外の主な変更点は船体塗装（ホワイトからグレーへ）、ナセルパイロンの角度（上向きから水平へ）などである。

#### アヴェンジャー級の一覧
U.S.S.アヴェンジャー（NCC-97500）
リニューアル前のスターベース1の宇宙港に停泊していた。
U.S.S.ベリポテント（NCC-97508）
スターベース1の宇宙港に停泊している。

### コンステレーション級（Refit）

#### スペック
- タイプ：ヘビークルーザー
- 一番艦：U.S.S.コンステレーションD（NX-1974-D）
- 武装：パルスフェイザーキャノン3門、フェイザーターレット22基、魚雷発射管6門、ワープバースト・キャパシター
- 乗員：約500名

#### 概要
コンステレーション級（refit）は、23世紀後半から就航している宇宙艦隊コンステレーション級の最新改装型である。フェイザーアレイではなくフェイザーターレットを装備している、円盤部下面のセンサードーム郡など、各部のデザインは旧来と同様だが、船体外壁の構造やシステム面が25世紀のスタンダードタイプにアップグレードされている。ピカード・マニューバー（残像を残して瞬間的に短距離ワープし敵のセンサーをくらます戦術）を再現する特殊なシステム（ワープバースト・キャパシター）を搭載している。

### パスファインダー級

#### スペック
- タイプ：ロングレンジサイエンスヴェセル
- 一番艦：U.S.S.パスファインダー（NCC-97600）
- 武装：マークXIIフェイザーアレイ13基[193]、ヴァリアブル・ペイロード魚雷発射管4門[193]、展開式融除装甲（非標準装備のオプション）、タイプ8シャトル4機[193]・タイプ11シャトル1機[193]・エアロシャトル（艦長専用艇）1機を搭載
- 推進機関：ドゥシャラ工業社製クラス12 M/ARCワープコア[193]、ヘリオス社製ハイパーインパルスエンジン[193]、ライジェル研究所製X06量子スリップストリームフィールド発生器[193]、トランスワープドライブ
- 外寸：全長431.42メートル[193] 全幅158.84メートル 全高62.7メートル
- 総量：751910メートルトン[193]
- 乗員：166名（定員）[193]

#### 概要
パスファインダー級は、2409年にデルタ宇宙域での調査活動を目的として設計された宇宙艦隊イントレピッド級の最新バリエーションである。ダイソン球の調査解析で得られたアイコニアの技術を一部試験的に導入している。第一船体の輪郭が変わり菱形に近い形状になり、ナセルパイロンは下方および後方に向かって傾斜している。メインデフレクターはディッシュ状のものとドーントレス級に似たライン状の量子スリップストリームフィールド発生器を組み合わせた独特な形状となっている。またワープナセルはイントレピッド級のものよりほぼ倍の長さがあるため、船の全長はイントレピッド級とかなり差がある。

#### パスファインダー級の一覧
U.S.S.パスファインダー（NCC-97600）
パスファインダー級の一番艦、惑星連邦宇宙艦隊第403測量隊所属。モディフィアス社製テーブルトークRPG『Star Trek Adventures』を用いたイベントでは開発スタッフのトーマス・マローンの船であるとされており、クルー構成やパスファインダー級のマスターシステムディスプレイが公開されている。

### コンコルド級

#### スペック
- タイプ：コマンドバトルクルーザー
- 一番艦：U.S.S.コンコルド（NCC-47401）
- 建造：地球・サンフラシスコ造船所
- 武装：パルスフェイザーキャノン2門、フェイザーアレイ12基、フェイザーターレット4基、魚雷発射管4門、タイプ8シャトルクラフト搭載
- 乗員：750名

#### 概要
コンコルド級は、2409年にデルタ宇宙域での艦隊行動を指揮する目的で設計された旗艦型巡洋戦艦である。アルファ宇宙域同盟やデルタ宇宙域同盟の成立などにより多国間混成艦隊で活動する機会が増してきた宇宙情勢に対応すべく、多国間混成艦隊の旗艦の役割を果たせるよう設計されている。そのため個艦での戦闘能力よりも移動司令部としての艦隊指揮能力を重視しており、ブリッジである第一デッキの外側には通信アンテナ郡が設置されている。また第一船体後部のメイン・インパルススラスターの上部と第二船体の腹部にターンテーブル状の管制塔をもつ。設定資料では、これらは早期警戒機ホークアイが持つレドームのようなものであると説明されている。武装は標準的だが、巡洋戦艦でありながら弩級戦艦であるオデッセイ級に匹敵する船体強度を持ち、また旋回性能も同規模の他クラスの船より優る。本来は非武装であるタイプ8シャトルクラフトに武装を施して戦闘機化したものを搭載しており、ある程度の航空戦能力を持つ。大きさはソヴェリン級と同程度で、基本的な船体構造はオリンピック級や『Star Trek: Legacy』に登場したヨークタウン級などに類似している。卵型の円盤部の後部が延長されており、その延長部から伸びた左右一対のパイロンの端に各1基のワープナセルが接続され、それぞれのワープナセルの下に短いパイロンで各1基のワープナセルが吊るされている。この第一船体セクションの下に、エクセルシオール級のものに似たドーサルネックと第二船体が接続されている。ドーサルネックの横幅は第二船体の横幅とほぼ同一で、後ろは第一船体の延長部分にまで及んでいる剛健なものである。バリエーションとしてジェネバ級とプレシディオ級（全長1023メートル）が存在する。なおこのクラスの就役と同時期にクリンゴン帝国防衛軍ではウォーフ大使の父の名に因んだモーグ級新型巡洋戦艦を就役させている。

#### コンコルド級およびバリエーションの一覧
U.S.S.コンコルド（NCC-47401）
コンコルド級の一番艦。スターベース1に寄航している履歴がある。
U.S.S.ベルン
ジェネバ級。トム・パリス大佐が率いる機動艦隊「デルタ・フライト」に所属、臨時艦長はミラル・パリス少佐。

### アンドロメダ級

#### スペック
- タイプ：エクスプロレーションクルーザー
- 一番艦：U.S.S.アンドロメダ（NCC-47700）
- 建造：火星・ユートピアプラニシア造船所
- 武装：フェイザーアレイ11基、連装魚雷発射管4門、円盤部分離機能（非標準搭載のオプション）、モレキュラー・コヒージョン・ナリフィアー（分子凝集度無力化装置）
- 乗員：1000名

#### 概要
アンドロメダ級は、2410年にアイコニア人との戦争での運用を主眼に設計された宇宙艦隊ギャラクシー級の最新バリエーションである。パスファインダー級で蓄積された経験を踏まえ、アイコニアの技術を本格的に導入しており主に防御性能の強化に成功している。メインデフレクター盤は茶釜のような形状で大型化し、ドーサルネックは第二船体の船尾近くまで延長され剛性が高められている。またワープナセルは角張った形状になり、これも大型化している。搭載しているモレキュラー・コヒージョン・ナリフィアー（分子凝集度無力化装置）は船を中心に特殊なフィールドを展開し、フィールド内に入った敵船の船体強度を徐々に低下させていくと同時にあらゆる種類の攻撃を減衰させる機能がある。

### マーキュリー級

#### スペック
- タイプ：パイロットエスコート
- 一番艦：U.S.S.マーキュリー（NCC-47802）
- 建造：火星・ユートピアプラニシア造船所
- 武装：連装パルスフェイザーキャノン2門、パルスフェイザーキャノン8門、フェイザーアレイ4基、フェイザーターレット4基、連装魚雷発射管4門、マイクロプロジェクトリー・バレージランチャー
- 乗員：45名

#### 概要
マーキュリー級は、2410年に機動性能を追求を目指して設計された新機軸の護衛艦である。ディファイアント級など旧型のエスコートよりも高い機動性を持ち、宇宙船でありながら戦闘機並みの高度な空中戦闘機動が可能となっている。船体はディファイアント級と同様のワープナセル一体型だが、ナセルは船体に完全に埋まっており、船体の左右にはフェイザーキャノンを内蔵した主翼が設けられている。ワープナセルを覆っているスライド式カバーの下にはマイクロプロジェクトリー・バレージランチャー（多連装ミサイルランチャー）が収納されており、一斉射撃により弾幕を張る事が可能である。バリエーションとしてアジャックス級とイカロス級が存在する。

#### マーキュリー級およびバリエーションの一覧
U.S.S.マーキュリー（NCC-47802）
マーキュリー級の一番艦。艦長はトム・パリス大佐で、デルタ・フライトの旗艦。アイコニア戦争中に多くの戦場で活躍した。

### レゾリュート級

#### スペック
- タイプ：アドバンスドヘビークルーザー
- 一番艦：U.S.S.レゾリュート（NCC-47950）
- 武装：フェイザーアレイ14基、デュアルフェイザーエミッターバンク1基、パルスフェイザーキャノン2門、魚雷発射管4門、タクティカル・マニューバリング・マトリックス（戦術機動マトリックス）
- 乗員：750名

#### 概要
レゾリュート級は、2410年にアイコニア人との戦争での運用を主眼に設計された宇宙艦隊エクセルシオール級の最新バリエーションである。コンコルド級のバリエーションの一つであるプレシディオ級の各部をエクセルシオール級と同じ構成に組み替えた様な外見をしている。搭載しているクティカル・マニューバリング・マトリックスを起動する事により、機動力と防御力のブーストが可能。

### アリタ級

#### スペック
- タイプ：ヘビーエスコートキャリアー
- 一番艦：U.S.S.アリタ（NCC-97305）
- 建造：火星・ユートピアプラニシア造船所
- 武装：連装パルスフェイザーキャノン2門、パルスフェイザーキャノン4門、フェイザーアレイ11基、魚雷発射管14門、デスタビライズド・タキオンエミッター、ペレグリン級戦闘機を多数搭載
- 乗員：200名

#### 概要
アリタ級は、2410年にアイコニア人との戦争での運用を主眼に設計された宇宙艦隊アキラ級の最新バリエーションである。基本的にはアーミテージ級の性能を向上させたクラスで、フライトデッキもアキラ級の様に円盤部先端ではなくアーミテージ級と同様に船体腹部に持つ。デスタビライズド・タキオンエミッターは船の周囲にタキオンバーストを発生させ、範囲内の敵船のシールドにダメージを与える事が出来る。

#### 備考
アキラ級の3Dモデルがより原作の設定に近い形状にアップデートされた際に、合わせて実装された。

### ヘスティア級

#### スペック
- タイプ：アドバンスドエスコート
- 一番艦：U.S.S.ヘスティア（NCC-97980）
- 建造：火星・ユートピアプラニシア造船所
- 武装（合体時）：連装パルスフェイザーキャノン3門、フェイザーアレイ10基、魚雷発射管5門、多方向攻撃モード（船体分離機能）、ハイエナジー・プラズマエクスパルサー（高エネルギープラズマ放射器）
- 全長：488メートル[158]
- 乗員：150名

#### 概要
ヘスティア級は、2410年にアイコニア人との戦争での運用を主眼に設計された宇宙艦隊プロメテウス級の最新バリエーションである。基本的にはプロメテウス級の性能を向上させたクラスで、プロメテウス級と同様に船体をアルファ・ベータ・ガンマの三つのセクションに分離する事により、多方向攻撃モードへの移行が可能。ワープナセルの全長がプロメテウス級よりもかなり長くなっている。

#### 備考
プロメテウス級の3Dモデルがより原作の設定に近い形状にアップデートされた際に、合わせて実装された。また本クラスの開発設計に纏わるショートストーリー『Utopia Planitia Report 1』が公式サイトに掲載された。

### ヤマト級

#### スペック
- タイプ：ドレッドノートクルーザー
- 一番艦：U.S.S.ヤマト（NCC-92199）
- 建造：火星・ユートピアプラニシア造船所
- 武装：フェイザーアレイ14基、連装パルスフェイザーキャノン1門、魚雷発射管5門、フェイザースピナルランス1門、サプリメンタル・サブシステム、タイプ8シャトルを搭載
- 乗員：1000名

#### 概要
ヤマト級は、2410年にアイコニア人との戦争での運用を主眼に設計された宇宙艦隊アンドロメダ級の最新バリエーションである。アンドロメダ級をギャラクシードレッドノートと同様の形態にカスタマイズしたクラスで、それぞれの上面にフェイザーアレイを持つ三基のワープナセルや、ブリッジ周辺の連装フェイザーキャノン・増加魚雷発射管、円盤部下面のフェイザーランスなど装備も同等である。サプリメンタル・サブシステムの起動により、敵が使用したエネルギー兵器によって受けたエネルギーの一部を蓄積し、これを利用した電磁パルスを放射し標的の全サブシステム系統をダウンさせる事が出来る。

#### 備考
ギャラクシー級およびギャラクシードレッドノートの3Dモデルがより原作の設定に近い形状にアップデートされた際に、合わせて実装された。また本クラスの開発設計に纏わるショートストーリー『Utopia Planitia Report 2』が公式サイトに掲載された。

### ヴァリアント級

#### スペック
- タイプ：タクティカルエスコート
- 一番艦：U.S.S.ヴァリアント（NCC-60890）
- 建造：火星・ユートピアプラニシア造船所
- 武装：四連装パルスフェイザーキャノン1門、フェイザーアレイ、魚雷発射管2門、量子弾頭モジュール
- 乗員：50名

#### 概要
ヴァリアント級は2410年のアイコニア戦争後に、惑星連邦がアイコニア戦争と同規模の危機に見舞われた場合に備えて設計された宇宙艦隊ディファイアント級の最新バリエーションである。基本的にはディファイアント級の性能を向上させたクラスである。船体左右のワープナセルはディファイアント級より大きく外側へ張り出しており、ロミュランのバード・オブ・プレイのようなフォルムになっている。量子弾頭モジュールの使用により量子魚雷の余剰弾頭を船首に蓄積していき、最大六発を任意に一斉発射する事が出来る。

#### 備考
ディファイアント級の3Dモデルがより原作の設定に近い形状にアップデートされた際に、合わせて実装された。なお外見は、『スタートレック:ディープ・スペース・ナイン』では採用されなかったディファイアント級の初期デザインの一つを流用している。また本クラスの開発設計に纏わるショートストーリー『Utopia Planitia Report 3』が公式サイトに掲載された。

### ジュピター級

#### スペック
- タイプ：キャリアー
- 一番艦：U.S.S.ジュピター（NCC-97740）
- 武装：フェイザーアレイ12基、連装パルスフェイザーキャノン1門、フェイザーターレット4基、魚雷発射管4門、ペレグリン級戦闘機多数・カリスト級軽護衛艦（≒駆逐艦）数隻を搭載、フリートコーディネイション・マトリックス
- 全長：1466メートル[225]
- 乗員：2200名

#### 概要
ジュピター級は2410年のアイコニア戦争後に、艦隊単位での作戦行動の中核となるべく設計された惑星連邦宇宙艦隊の正規空母である。純粋な宇宙艦隊デザインの空母としては初となる（これまで惑星連邦プレイヤーが使える空母は、連邦加盟国の船として登場したカイティア人のアトロックス級のみだった）。全長はオデッセイ級ドレッドノートの約1.4倍もあり、宇宙艦隊では最大。アキラ級などの軽空母よりも戦闘機の運用能力が高い事はもちろん、その巨体に複数隻の軽護衛艦も搭載している。第二船体を持たないデザインで、ホッキョククジラの様な船体の後部上下からそれぞれ斜め左右にナセルパイロンが伸び、その先にソヴェリン級の物に似たワープナセルが計4基接続されている。船体両舷の中ほどが戦闘機用のフライトデッキとなっており（幅は船体全長の3分の1ほど）、船体上面の中ほどにはカリスト級軽護衛艦用のドックがある。どちらも物理的なハッチやシャッターではなく、フォースフィールドによる封鎖で気密を保っている。機動力が低いこの規模のクラスとしては珍しく、パルスフェイザーキャノンを船体先端のメインディフレクター盤の両脇に装備している。フリートコーディネイション・マトリックスの起動により、自軍艦隊に所属する船の能力を強化する事が出来る。

#### 備考
ジュピター級のデザインは、公式サイトで行われたユーザー投票によるトーナメントで8種類の候補の中から勝ち残ったもの。開発コードはOMEGA。サービス開始当初からNPC専用でプレイヤーが使用する事が出来ないままになっていたジュピター級ドレッドノートをリファインしている。

### ワズィール級

#### スペック
- タイプ：コマンドアサルトクルーザー
- 一番艦：U.S.S.ソヴェリンA（NCC-74977-A）
- 武装：フェイザーアレイ12基、広射角連装量子魚雷発射管1門、連装光子魚雷発射管4門、メトリオンガス魚雷発射管1門

#### 概要
ワズィール級は2370年代から就航している宇宙艦隊ソヴェリン級の最新改装型である。船体のペイントやバサードコレクターなどの発光色が従来のソヴェリン級とは異なる他、リージェント級で試験運用されていた広射角量子魚雷発射管が正式に採用されている。

#### 備考
次項のアーコン級と同じく、ソヴェリン級の3Dモデルがより『ネメシス/S.T.X』での設定（第一次改装型）に近い形状にアップデートされた際に、合わせて実装された。アメリカのWizkids社が展開している宇宙船のミニチュア模型を用いたボードゲーム「Star Trek Attack Wing」とのコラボレーション企画でもある。WAVE27（第27弾）にラインナップされたU.S.S.エンタープライズEのリペイントモデルに付属しているコードを所定の手続きで入力する事で使用が可能になる。これまでパッケージ予約やダウンロード販売などの特典として『スタートレック』シリーズに登場した既存の宇宙船が付属してくる事はあったが、コラボレーションで他社デザインのオリジナル船を模したものが実装されたのは初めてである。

### アーコン級

#### スペック
- タイプ：インテルアサルトクルーザー
- 一番艦：U.S.S.アーコン（NCC-97410）
- 武装：フェイザーアレイ12基、広射角量子魚雷発射管1門、連装量子魚雷発射管1門、連装光子魚雷発射管5門、遮蔽装置（非標準装備のオプション）、インクレメンタル・フェイズクローキング・デバイス

#### 概要
アーコン級は2410年に就航した宇宙艦隊ソヴェリン級の最新バリエーション。船全体に占めるメインディフレクター盤とワープナセルの割合が大きく、ケルヴィン・タイムラインのコンスティテューション級に似たプロポーションになっている。効果は短く不完全ながら、位相遮蔽装置を標準搭載した宇宙艦隊で初のクラスである。

### サザーランド級

#### スペック
- タイプ：アドバンスドリサーチヴェセル
- 一番艦：U.S.S.サザーランド（NCC-91800）
- 武装：フェイザーアレイ5基、光子魚雷発射管2門、タキオンパーティクル・フィールドエミッター

#### 概要
サザーランド級は2410年に就航した宇宙艦隊ネビュラ級の最新バリエーション。基本的に上述のアンドロメダ級の各部をネビュラ級と同じ配置に組み替えたデザインだが、ナセルパイロンがネビュラ級よりも外側へ張り出している上にナセル自体が長いため、ケンタウロス級にミッションポッドを背負わせたような外見になっている。

### パラティーン級

#### スペック
- タイプ：マルチミッションエクスプローラー
- 一番艦：U.S.S.パラティーン（NCC-82901）
- 武装：6連装パルスフェイザキャノン2門、フェイザーアレイ6基、連装量子魚雷発射管1基、連装光子魚雷発射管4基、ラジエーション・ボンバードメント・マトリックス（放射線照射マトリックス）、ダニューブ級ランナバウトを搭載

#### 概要
パラティーン級は2410年に就航した宇宙艦隊ヴェスタ級の最新バリエーション。全体的に鋭角的なフォルムになり、船首のサブディフレクターが大型化している。ディフレクターシステムに組み込まれた放射線照射マトリックスの起動により、標的に対し致死レベルの放射線を照射する事が出来る。

### リライアント級

#### スペック
- タイプ：アドバンスドライトクルーザー
- 一番艦：U.S.S.リライアント（NCC-90200）
- 武装：フェイザーアレイ11基、魚雷発射管4門、ポテンシャル・エナジーエンタングラー

#### 概要
リライアント級は2411年に就航した宇宙艦隊ミランダ級の最新バリエーションである。基本的にはミランダ級の性能を向上させたクラスで、アーチは小型化してパルスフェイザーキャノンがオミットされた他、イントレピッド級のようにサブデフレクター盤を持っているという特徴がある。

#### 備考
ミランダ級の3Dモデルがより原作の設定に近い形状にアップデートされた際に、合わせて実装された。また同時にU.S.S.サラトガ（Ncc-31911）タイプへのカスタマイズも可能となった。

### ヨーロッパ級

#### スペック
- タイプ：ヘビーバトルクルーザー
- 一番艦：U.S.S.ヨーロッパ（NCC-97640）
- 建造：火星・ユートピアプラニシア造船所
- 武装：パルスフェイザーキャノン4門、フェイザーアレイ10基、魚雷発射管14門、オーバーロード・SIF・リンケージ

#### 概要
ヨーロッパ級は2410年に就役した宇宙艦隊ニミッツ級の最新バリエーションである。アイコニア戦争などの度重なる連邦への脅威の遭遇により高まった、巡洋戦艦へのニーズに応えるために設計された。この規模の船としては攻撃性能・防御性能ともに抜きん出ており、戦闘の最前線で敵性勢力の戦力を削ぐ役割を持つ。また小艦隊の旗艦としても機能する。新型の構造維持フィールド・ジェネレーターを搭載しており、僚船と構造維持フィールドを共有する事により船体の剛性を高める事が出来る。

#### ヨーロッパ級の一覧
U.S.S.ヨーロッパ（NCC-97640）
ヨーロッパ級の一番艦。宇宙歴87751.8に進宙。2256年に連星系の戦いで自沈したブレット・アンダーソン大将の旗艦、ニミッツ級U.S.S.ヨーロッパの名を受け継いでいる。宇宙艦隊先進宇宙船設計局のS・J・ヘンプヒル中将によって名付けられた。

#### 備考
恒星の異常活動によるバリオン放射に飲み込まれ2259年に緊急放棄された、TL-9139星系の第39造船所に置き去りになった船が回収可能になった事から始まった、一連の23世紀中頃の技術の再評価によって誕生したクラスの一つ。

### ジョージャウ級

#### スペック
- タイプ：バトルシップ/ライトエクスプローラー
- 一番艦：U.S.S.ジョージャウ（NX-2100 → NCC-2100）
- 建造：ドナトゥー・ドロザナ宇宙基地
- 武装：デュアルフェイザービームバンク12基、フェイザーキャノン4門、魚雷発射管10門

#### 概要
ジョージャウ級は、23世紀後半に運用されていた宇宙艦隊ウォーカー級の改装型。クリンゴン帝国との戦争を主眼に、400メートル級の宇宙船にどこまでパワーと兵器を積め込めるか、という命題を追及する設計がなされていたが、当時はキトマー条約によりクリンゴン帝国と和平が成立したため、計画通りには運用されなかった。2410年になって性能が再評価され日の目を見る。

#### ジョージャウ級の一覧
U.S.S.ジョージャウ（NX-2100 → NCC-2100）
ジョージャウ級の一番艦。このクラスの試作艦としてU.S.S.エクセルシオールと同時期に建造されたが、キトマー条約の発効に伴いその武装の規模が条約中の軍縮条項に抵触したため、搭載兵器を大幅に削減し余剰パワーをセンサーシステムに振り分け、「強力なセンサーを持つ軽探査船」という名目で就航した。2293年にMissing In Action|作戦行動中行方不明となっていたが、船体はクリンゴン帝国に鹵獲されており、2410年に友好の証として惑星連邦に譲渡された。

### シュラン級

#### スペック
- タイプ：ライトパイロットエスコート
- 一番艦：U.S.S.シュラン（NX-91413 → NCC-91413）
- 建造：アンドリア・ライカン造船所
- 武装：フェイザーアレイ8基、連装パルスフェイザーキャノン2門、魚雷発射管6門、グラヴィトン・ディスプレイサー

#### 概要
シュラン級は、2410年に就役した宇宙艦隊マギー級の最新バリエーション。TL-9139星系の第39造船所から回収されたマギー級を再評価し、25世紀の技術で改装したクラスである。クリンゴン帝国から提供されたバード・オブ・プレイの操縦システムと標的センサーを搭載しており、同規模の船としては他に並ぶもののない高精度の操縦性と攻撃性を有する。船の前方に強力な重力の歪みを発生させる試作兵器を搭載しており、これによって捕らえた標的に船首周辺に集中配置されたフェイザー・魚雷で総攻撃を加える戦術を得意とする。

#### シュラン級の一覧
U.S.S.シュラン（NX-91413 → NCC-91413）
シュラン級の一番艦。2256年に連星系の戦いで撃沈されたマギー級U.S.S.シュラン（NCC-1413）の名を受け継ぐ。

### ガガーリン級

#### スペック
- タイプ：ミラクルワーカーバトルクルーザー
- 一番艦：U.S.S.ガガーリン（NX-97930 → NCC-97930）
- 建造：地球・サンフランシスコ造船所
- 武装：フェイザーアレイ10基、連装パルスフェイザーキャノン2門、魚雷発射管8門、リフレクティング・エネルギー・シャント

#### 概要
ガガーリン級は、2410年に就役した宇宙艦隊シェパード級の最新バリエーション。TL-9139星系の第39造船所から回収されたシェパード級を再評価し、25世紀の技術で改装したクラスである。船体のモジュール構造や特殊なEPSネットワークなど、クルーの生存性を高める新しいアイデアが多数盛り込まれている。アイコニア戦争で多く失われた巡洋戦艦戦力を補充する役割を果たす。標的に向けて純陽子バーストを放射する試作兵器を搭載しており、標的のEPSネットワークにダメージを与える事が出来る。

#### ガガーリン級の一覧
U.S.S.ガガーリン（NX-97930 → NCC-97930）
ガガーリン級の一番艦。2256年にクリンゴンとの戦闘で撃沈されたシェパード級U.S.S.ガガーリン（NCC-1309）の名を受け継ぐ。

### ブラン級

#### スペック
- タイプ：コマンドドレッドノートクルーザー
- 一番艦：U.S.S.ブラン（NX-96400 → NCC-96400）
- 建造：火星・ユートピアプラニシア造船所
- 武装：フェイザーアレイ13基、魚雷発射管6門、イオン嵐発生器

#### 概要
ブラン級は、2410年に就役した宇宙艦隊カルデナス級の最新バリエーション。TL-9139星系の第39造船所から回収されたカルデナス級を再評価し、25世紀の技術で改装したクラスである。メインディフレクター盤は五重の集束アレイと特殊な機関を持ち、ディフレクターフィールドの形成以外にも人工的に兵器化したイオン嵐を発生させるなど様々な用途に用いる事が出来る。また、これまでの宇宙艦隊船ではイントレピッド級のように非常用のサブ・ワープコアを持つ船はあったが、本級ではメイン・ワープコアを二基持ち四基のワープナセルに強大なプラズマエネルギーを供給しているという特徴がある。

#### ブラン級の一覧
U.S.S.ブラン（NX-96400 → NCC-96400）
ブラン級の一番艦。船長はアンドリア人のTh'pev大佐。2256年にクリンゴンとの戦闘で撃沈されたカルデナス級U.S.S.ブラン（NCC-1422）の名を受け継ぐ。

### エジソン級

#### スペック
- タイプ：テンポーラルウォーシップ
- 一番艦：U.S.S.エジソン（NX-95160 → NCC-95160）
- 武装：フェイザーアレイ11基、魚雷発射管4門、エンタングル・クォンタム・ボンバーメント

#### 概要
エジソン級は、2410年に就役した宇宙艦隊フーヴァー級の最新バリエーションであり、戦闘艦タイプの新型タイムシップ。TL-9139星系の第39造船所から回収されたフーヴァー級を再評価し、25世紀の技術で改装したクラスである。アイコニア戦争後の艦隊再編成に向けて行われた惑星連邦・クリンゴン帝国・ロミュラン共和国・ドミニオンの技術交流で得られた成果を盛り込んで設計されている。ドーサルネックがフーヴァー級よりかなり短いため、ネビュラ級に近い外見になっている。ブラン級と同様にメインディフレクター盤は五重の集束アレイと特殊な機関を持う構造だが、常時フォースフィールドで覆われ防護されているという珍しい特徴がある。

#### エジソン級の一覧
U.S.S.エジソン（NX-95160 → NCC-95160）
エジソン級の一番艦。同プロジェクトで設計されたクリンゴン帝国・ロミュラン共和国・ドミニオンの新型タイムシップと共に艦隊を組んで通常ワープ速度で作戦行動をとったり、タイムトラベルのテスト中に2769年のニューキトマー星に現れた事が確認されている。2256年に連星系の戦いで撃沈されたフーヴァー級U.S.S.エジソン（NCC-1683）の名を受け継ぐ。

### サマーヴィル級

#### スペック
- タイプ：インテルサイエンスヴェセル
- 一番艦：U.S.S.サマーヴィル（NX-93200 → NCC-93200）
- 武装：フェイザーアレイ16基、魚雷発射管4門、マイセリウム胞子バースト

#### 概要
サマーヴィル級は、2410年に就役した宇宙艦隊ヘルナンデス級の最新バリエーション。TL-9139星系の第39造船所から回収されたヘルナンデス級を再評価し、25世紀の技術で改装したクラスである。クロスフィールド級に似たリング状の船体の両舷に、カヌーの様な形状のワープナセルがナセルパイロン無しで直接接続されている。宇宙艦隊船としては23世紀半ばのクロスフィールド級以来、約150年ぶりにマイセリウム胞子テクノロジーが組み込まれている。

#### サマーヴィル級の一覧
U.S.S.サマーヴィル（NX-93200 → NCC-93200）
サマーヴィル級の一番艦、艦長は地球人のエッサー大佐。宇宙歴87724.4の進宙式では、U.S.S.エンタープライズFのヴァケル・ション艦長が招かれスピーチを行った。2252年に惑星連邦で初めてマイセリウム胞子を発見したヘルナンデス級U.S.S.サマーヴィル（NCC-1322）の名を受け継ぐ四隻目の船。
U.S.S.カーター（NCC-93202）
2410年、ケブレット提督が指揮するアンドロメダ級U.S.S.バーミンガム（NCC-92100）旗下の艦隊に参加し、キンジャー星系のマイセリウム胞子生息地をクリンゴン・モカイ家の攻撃から守った。
U.S.S.ホフマン（NCC-93206）
艦長はアンドリア人のシュマロイス大佐。2410年、クリンゴン・モカイ家による攻撃を受けたアンドリア星系を、アンドリア帝国防衛軍艦隊と共に守った。

### スティクス級

#### スペック
- タイプ：ドレッドノート
- 一番艦：I.S.S.スティクス
- 全長：2281メートル[266]
- 武装：フェイザーアレイ、魚雷発射管、マグネットハイドロダイナミック・フュージョン・エクスパルション、マギー級フリゲートを多数搭載

#### 概要
スティクス級は、23世紀に運用されていたテラン帝国宇宙艦隊の弩級戦艦。全体的には宮殿船I.S.S.カロンのデザインを戦闘用にアレンジしサイズダウンしたクラスで、エネルギー源として背面主船体の中央にI.S.S.カロンと同様の小型恒星を持つ。

#### スティクス級の一覧
I.S.S.スティクス
スティクス級の一番艦。

### クロスフィールド級（鏡像）

#### スペック
- タイプ：サイエンスデストロイヤー
- 一番艦：I.S.S.クロスフィールド（NCC-1029）
- 建造：地球・サンフランシスコ造船所
- 武装：フェイザーアレイ、魚雷発射管、ヘリカル・トーション兵器、アガナイズド・サブアトミック・ディスインテグレーター

#### 概要
クロスフィールド級は、23世紀に運用されていたテラン帝国宇宙艦隊の戦艦。一番艦は塗装が惑星連邦宇宙艦隊のクロスフィールド級と異なる他、ワープナセルが太く短いという相違がある。まマイセリウム胞子ドライブの代わりに、マイセリウム胞子の多次元共鳴特性を利用して超次元変動を引き起こす対艦戦術兵器を搭載しており、この兵器の起動に必要なエネルギーの練成と次元の歪みからクルーを保護するために円盤部が回転する。またクルーの任務配置に「戦術配置」と「科学配置（通常時）」があり、戦術配置の発令により一部の科学調査機能のオミットと引き換えに攻撃力や機動力が向上し、試作ディスラプター砲の使用が可能になる。この兵器は標的の宇宙船に継続的な物理損傷を与える事が出来、船体構造が悲鳴を上げる事から「アガナイズド（苦悶の）」と冠されている。

#### クロスフィールド級（鏡像）の一覧
U.S.S.クロスフィールド（NCC-1029）
クロスフィールド級（鏡像）の一番艦。I.S.S.ディスカバリーなどの後続の姉妹船とはワープナセルの形状が異なり、ジャンプも出来ない。

### パラディン級

#### スペック
- タイプ：タイムシップ/バトルクルーザー
- 一番艦：U.S.S.パラディン（NCV-98000）
- 武装：フェイザーアレイ、デュアルフェイザービームバンク、光子魚雷発射管、ヘビーフェイザー・アサルトプラットホーム

#### 概要
パラディン級は26世紀で運用されている宇宙艦隊の巡洋戦艦。円盤部の後部が延長された双胴体とポッドで連結されたナセルに一対のパイロンと、基本構成は22世紀のNX級を踏襲している。26世紀の宇宙艦隊船の中では操縦が非常に難しく、パイロットには熟練の技術が求められる。無人フェイザー砲台を搭載しており、投下して戦闘に加える事が出来る。

#### 備考
一番艦は登録番号がNCVである事から、通常の宇宙艦隊船ではなく時間調査委員会所属のタイムシップであると分かる。ただし、プレイヤーがこのクラスを使用する場合には、NCVの登録番号は設定する事は出来ない。

### クロノス級

#### スペック
- タイプ：タイムシップ/ドレッドノートクルーザー
- 武装：反陽子ビームアレイ、クロニトン魚雷発射管、クロノタキオン・キャパシター、エポック級戦闘機を搭載

#### 概要
クロノス級は31世紀で運用されている時間艦隊のドレッドノート。29世紀のウェルズ級を巨大化したような外見で、大きさは1000m級。時間冷戦における数々の戦場で時間艦隊の主力艦として活躍した。船体の表面に船名・登録番号の表示が無いという特徴がある。クロノタキオン・キャパシターの起動により、船体に当たった敵のエネルギービームを吸収し船体強度とシールド強度を回復する事が出来る。

### パイオニア級

#### スペック
- タイプ：ユーティリティークルーザー/フリゲート
- 一番艦：U.S.S.パイオニア（NCC-1500）
- 武装：デュアルエミッターフェイザーバンク、光子魚雷発射管

#### 概要
パイオニア級は23世紀中頃に運用されていた宇宙艦隊のフリゲート。コンスティテューション級重巡洋艦よりも小型で、主に短距離の宇宙探査や僚船の支援任務などに用いられる。延長された円盤部の後部から左右斜め上方にパイロンが伸びその先に一対のワープナセルが接続されている。円盤部の下には短いドーサルネックと魚雷ポッドを挟んでコンスティテューション級のものの半分ほどの長さの紡錘部が接続されており、前方にパラボラアンテナ状のデフレクター盤が、後方にアンテナ状のセンサーアレイが取り付けられている。

### レンジャー級

#### スペック
- タイプ：バトルクルーザー
- 一番艦：U.S.S.レンジャー（NCC-1750）
- 武装：デュアルフェイザーキャノン、フェイザーアレイ、光子魚雷発射管、フォトニック・デコイビーコン

#### 概要
レンジャー級は23世紀中頃に運用されていた宇宙艦隊の巡洋戦艦。双胴体・魚雷ポッドで繋がれたナセルパイロン・ワープナセルという構成で22世紀のNX級に似た円盤部の下に、コンスティテューション級と同タイプの紡錘部がドーサルネック無しで接続されている。当時の宇宙艦隊における軍事力の中核を成すクラスであり、クンリンゴン帝国やロミュラン帝国との戦いにおいて最前線で活躍した。フォトニック・デコイビーコンの起動によって敵船のターゲットスキャナーを撹乱する事が出来る。

### アトラス級

#### スペック
- タイプ：プロトタイプドレッドノートクルーザー
- 一番艦：U.S.S.アトラス（NCC-1900）
- 武装：連装パルスフェイザーキャノン、デュアルフェイザービームバンク、デュアルエミッターフェイザーバンク、光子魚雷発射管、タイプFシャトルを搭載、ダイナミック・パワーレジストリビューター・モジュール

#### 概要
アトラス級は23世紀中頃に運用されていた宇宙艦隊のドレッドノート。船体の基本構成は上述の25世紀のコンコルド級と同じで、いわば祖先とも呼べるデザインとなっている。戦闘機を搭載し航空戦能力を備えた初の宇宙艦隊船である。ダイナミック・パワーレジストリビューター・モジュールの起動により、船体構造維持フィールドを強化する事が出来る。

## 既存作品にも登場した船

### U.S.S.エンタープライズ

#### スペック
- クラス：コンスティテューション級
- 艦隊登録番号：NCC-1701

#### 概要
『宇宙大作戦』の主役船。2268年のいくつかの時点で時間冷戦に巻き込まれ、惑星連邦プレイヤー（25世紀および23世紀のどちらでのプレイでも）と遭遇する。

#### 上級士官
Spock（声：レナード・ニモイ）
バルカン人と地球人の混血男性。惑星連邦大使で、かつてはU.S.S.エンタープライズでジェームズ・T・カーク艦長の副長を務めていた。惑星連邦編のオープニングムービーでStar Trek:Countdownやゲームの舞台となる2409年の情勢について語る他、プレイヤーが23世紀にタイムトラベルするミッションにも当時の姿で登場する。またレナード・ニモイは、プレイヤーが惑星連邦内で新しいセクターブロックに入った際にその界隈についての概略を説明する音声ガイダンスも担当している。
Pavel Andreievich Chekov（声：ウォルター・ケーニッヒ）
地球人の男性。惑星連邦宇宙艦隊の士官で、2260～2280年代にかけてコンスティテューション級U.S.S.エンタープライズの航海士（少尉）や保安部長（大尉～中佐）を務め、2370年代のドミニオン戦争中には宇宙艦隊最高司令官（元帥）の職にあった。大佐時代にダニエルスにスカウトされ時間エージェントとなる。2555年のプロシオン5号星の戦いでは、U.S.S.エンタープライズJから「時間艦隊」の指揮を執った。
Montgomery Scott（声：クリストファー・ドゥーアン）
地球人の男性。惑星連邦宇宙艦隊の士官で、2260～2280年代にかけてコンスティテューション級U.S.S.エンタープライズの機関士（中尉）や機関部長（中佐）を務め、2370年代にはソヴェリン級U.S.S.エンタープライズE（モーガン・ベイトソン大佐の指揮による処女航海）の機関部長（大佐）、次いでベイトソン大佐が指揮したソヴェリン級U.S.S.ボーズマンAの機関部長（大佐）も勤めた。更に2380年代にはギャラクシー級U.S.S.チャレンジャーの艦長職（大佐）にあった。U.S.S.エンタープライズの機関部長時代、未来から来たプレイヤーとチェコフと遭遇し彼らの任務に協力する。この際、チェコフが落としていった時間ビーコンを拾って起動してみたところ、なんとプロシオン5号星の戦いの真っ最中のU.S.S.エンタープライズJの船内に時間転送されてしまい、再びプレイヤーとチェコフに協力した。なお演じているクリストファー・ドゥーアンはオリジナルキャストである故ジェームズ・ドゥーアンの実子（双子の兄弟はモンゴメリー・ドゥーアン）で、『Star Trek: Continue』でもスコット役を演じている他、2009年の『スター・トレック』（エキストラ）や2013年の『スター・トレック イントゥ・ダークネス』（転送士官役）にもゲスト出演している。

#### 備考
上記の他にも、ジェームズ・T・カーク、レナード・マッコイ、ウフーラ、ヒカル・スールーが登場するが、いずれもわずかなシーンのみで音声は『宇宙大作戦』放送時のセリフを一部トリミングしたものが使用されている。カークに至っては気絶して床に倒れている1シーンの登場だけでセリフ自体が無い。

### U.S.S.ディファイアント（TOS・ENT）

#### スペック
- クラス：コンスティテューション級
- 艦隊登録番号：NCC-1764

#### 概要
『宇宙大作戦』シーズン3エピソード9「異次元空間に入ったカーク船長の危機（The Tholian Web）」および『スタートレック:エンタープライズ』シーズン4エピソード18・19「暗黒の地球帝国・前後編（In The Mirror Darkly, Part I・II）」に登場した船。時空の狭間にはまり込んでいたところを鏡像宇宙のソリア人に鹵獲され、後にテラン帝国女帝ホシ・サトウの旗艦となった。2268年に未来からやって来たナクール艦隊がソリア人のコロニー艦隊を襲いソリア市民を虐殺している最中、ソリア人からの救難信号を受信して救助に駆け付けた。後から現れたパイオニア級宇宙船（プレイヤー船）と共に（本来のタイムラインでは単独で）ソリア人市民を守るためナクール艦隊と戦うが、壊滅的打撃を受けたソリア旗艦がナクール旗艦に体当たりしてこれを巻き添えに自爆した際、エンジンの損傷が原因で十分なスピードが出せず爆発に巻き込まれて時空渦に囚われてしまい、Gil Morrison船長以下クルー400人はその後鏡像宇宙への転移の際に全員死亡した。U.S.S.ディファイアントの犠牲はタイムラインにおいて重要なポイントであったため、救助すべきでないとするダニエルスの意見に従ってパイオニア級宇宙船（プレイヤー）が去った後、しばらくして捜索にやって来たジェームズ・T・カーク船長のコンスティテューション級U.S.S.エンタープライズが鏡像宇宙に転移する直前のU.S.S.ディファイアントを発見する事になる。

#### 上級士官
Gil Morrison
船長、地球人男性、大佐。豊かな髭をたくわえた豪胆な性格の初老の男性で、センサーレンジ内に存在していなかったにも関わらず突如出現したパイオニア級宇宙船（プレイヤー船）を初めは訝しむも、「まずは協力してソリア人を助けるべきで、話は後だ」というその船長（プレイヤー）をすんなり信じて共闘した。

### U.S.S.ディファイアント（DS9）

#### スペック
- クラス：ディファイアント級
- 艦隊登録番号：NX-74205(II)

#### 概要
『スタートレック:ディープ・スペース・ナイン』の主役船（U.S.S.サンパウロから船名と登録番号を更新された二代目のU.S.S.ディファイアント）。ディープスペース・ナインに配備されているが、度々遠方の任務にも派遣されており、惑星連邦編のプロローグで描かれるヴェガ9号星の戦いにも参加している。なお未来では艦隊登録番号を受け継いだナハトヘキセン級巡洋戦艦U.S.S.ディファイアントCがプロシオン5号星の戦いに参加しており、ナクールの艦隊旗艦N.V.ジェネラル・ヴォスクを撃沈した船として恐れられている。

#### 上級士官
James Kurland
艦長、地球人男性、大佐。DS9の司令官を兼ねる。Karen Andrews副長とは個人的にも親しい友人であり、ポーカー仲間である。
Karen Andrews
副長、地球人女性、中佐。ディープスペース・ナインの副司令官を兼ねる。DS9が過去から来たドミニオン艦隊に襲撃された際、指令室から防衛と市民の避難の指揮を執ったが、侵入して来たジェムハダーファーストKar'ukanによって殺害されてしまった。

### U.S.S.ヴォイジャー

#### スペック
- クラス：イントレピッド級
- 艦隊登録番号：NCC-74656

#### 概要
『スタートレック:ヴォイジャー』の主役船。「オペレーション・デルタライジング」で中心的役割を果たす。またスターベース1が生命体8472艦隊の襲撃を受けた際に奮戦した。

#### 上級士官
Tuvok（声：ティム・ラス）
艦長、バルカン人男性、准将。2370年代頃は同艦の保安部長であった。アイコニア人が建造したダイソン球の調査のために結成された惑星連邦・クリンゴン帝国・ロミュラン共和国の合同調査隊において、Jiro Sugihara連邦大使の下で惑星連邦の現場責任者を務める。
The Doctor（声：ロバート・ピカード）
医療部長、男性型ホログラム、少佐（ECH起動時は大佐）。『Path to 2409』では2395年に正式に宇宙艦隊少佐の階級を与えられているが、ゲーム中では階級章は何もつけていない。なお緊急用司令ホログラム起動時は勝手に大佐の階級章がついた艦長専用制服を着ている。
VanZyl
情報士官、トリル人女性、少佐。

### U.S.S.エンタープライズJ

#### スペック
- クラス：ユニバース級
- タイプ：ヘビードレッドノートクルーザー
- 艦隊登録番号：NCC-1701-J
- 全長3210メートル
- 武装：フェイザーアレイ、量子魚雷発射管、トックス・ウタット、セスタス級[294]フリゲートを搭載

#### 概要
『スタートレック:エンタープライズ』シーズン3エピソード18「爬虫類族の攻撃（Azati Prime）」でダニエルスがNX級エンタープライズのジョナサン・アーチャー船長に見せたプロシオン5号星の戦いに登場した、「時間艦隊」の旗艦。25～31世紀の惑星連邦艦隊に護衛されてプロシオン5号星の球体創造者（テューテリア人）領域の中枢部に突入、艦載型に改造した超兵器「トックス・ウタット」を用いて指令球体の破壊に成功した。

#### 上級士官
Dax
艦長、トリル人女性、大佐。特にストーリーには絡んで来ず、「衝撃に備えろ！」と艦内放送で叫ぶのが唯一の登場シーンである。

#### 備考
CGモデルの制作にあたり、オリジナルデザインを担当したダグ・ドレックスラーから設定資料の提供を受けている。また当初ユニバース級はこのU.S.S.エンタープライズJ（NPC船）専用のクラスであったが、2017年3月9日のアップデートからプレイヤーもこのクラスの船を使用出来るようになった。

### U.S.S.チャレンジャー

#### スペック
- クラス：ギャラクシー級
- 艦隊登録番号：NCC-71099

#### 概要
『スタートレック:ヴォイジャー』シーズン5エピソード6「過去を救いに来た男（Timeless）」で、U.S.S.ヴォイジャーが量子スリップストリームドライブ航行に失敗し地球に帰還出来なかったタイムラインの未来に登場した船。本作ではプライム・タイムラインでの存在が確定している。登録番号からも分かる通りかなり古い船で本作での登場時点では進宙から40年が経っており、艦内設備も2370年代のままでアップデートされていない。2410年、ロタネヴ星系に出現したネクサス・リボンの近くから2332年に行方不明になったU.S.S.フォレスタルの救難信号が発信されU.S.S.マディソンが救助に向かったが、両船とも音信が途絶えたためプレイヤー船と共に調査のため派遣された。

#### 上級士官
Geordi La Forge（声：レヴァー・バートン）
艦長、地球人男性、大佐。2397年より前任のモンゴメリー・スコット大佐の後を引き継ぎ艦長を務める。なお妻のミカエラも宇宙艦隊士官であり、同船の機関部長を務めている。

### U.S.S.グレン

#### スペック
- クラス：クロスフィールド級
- 艦隊登録番号：NCC-1030
- 全長：750.5メートル

#### 概要
惑星連邦宇宙艦隊所属。U.S.S.ディスカバリーの姉妹船。2256年、デルタ・ヴォラニス星雲の観測基地がクリンゴンの襲撃を受けた際に救援に駆け付けるが、その戦いの最中にジュラ率いるモカイ家の戦士達に侵入されマイセリウム胞子に関する研究データを奪われる。その後、『スタートレック:ディスカバリー』シーズン1エピソード3「支配する者（Context Is for Kings）」でマイセリウム胞子ドライブに巨大クマムシ型宇宙生物を組み込む実験に失敗しクルーは全員死亡、船体は機密保持のためU.S.S.ディスカバリーによって破壊された。

#### 上級士官
Deb Underwood
船長、地球人人女性、大佐。「機密事項」という言葉が嫌いだが、マイセリウム胞子ドライブの開発という機密任務に就いている事に皮肉を感じている。
Justin Straal
科学士官、地球人男性。U.S.S.ディスカバリーのポール・スタメッツ大尉と共にマイセリウム胞子の研究を行っている。開発中のマイセリウム胞子ドライブによる超超光速推進システムに巨大クマムシ型宇宙生物を組み込む事を考案。

### I.S.S.ディスカバリー

#### スペック
- クラス：クロスフィールド級
- 艦隊登録番号：NCC-1031
- 全長：750.5メートル

#### 概要
テラン帝国宇宙艦隊所属。鏡像宇宙へジャンプしたU.S.S.ディスカバリーと入れ替わりで主要宇宙に現れた。クリンゴンの大艦隊に襲撃され、退却のために行ったジャンプの事故でクリンゴン艦隊もろとも2409年にタイムトラベルしてしまう。時空の異常を調査しに来たプレイヤーの協力を得て大破しながらも元の時代に戻るが、クリンゴン艦隊もジャンプに巻き込んだため、ジャンプアウト後に2256年の主要宇宙で撃沈された。

#### 上級士官
Sylvia Tilly（声：メアリー・ワイズマン）
船長、地球人人女性、大佐。「Killy（殺し屋）」の異名を持つ残虐な性格。テラン帝国を手中におさめるという野心に溢れており、ジャンプ事故に乗じてパーヴォのクリスタルを兵器転用しようと試みるが、プレイヤーに阻止されパーヴォのクリスタルをトランスワープ転送機に転用していずこかへ逃走した。なお鏡像宇宙のプレイヤー（ディスカバリー）は、彼女にスプーンで目を突き刺されて殺されている。

### U.S.S.ブラン

#### スペック
- クラス：カルデナス級
- 艦隊登録番号：NCC-1422
- 全長：441メートル

#### 概要
惑星連邦宇宙艦隊所属。2256年6月、クリンゴンとの戦争における最初の反攻作戦となった「オペレーション・リポスト」の旗艦を務め、作戦成功後はプライオアーズ・ワールド星系の確保に当たっていた。しかし再び星系の占領を狙うクリンゴン艦隊との戦闘中に鹵獲されそうになったところ、何者かが起動した自爆システムによって自沈、かろうじてシャトルで脱出したガブリエル・ロルカ船長、捕虜の護送のため船を離れていたエレン・ランドリー副長と三名の保安部員の合わせて五名を除き、クルーは全員死亡した。

#### 上級士官
Gabriel Lorca（声：ジェイソン・アイザックス）船長、地球人男性、大佐。優秀な戦略家であり、また人情味のある士官として同僚や部下からの信頼が厚い。「オペレーション・リポスト」での戦闘を指揮し作戦を成功に導いた。その後、再び来襲したクリンゴン艦隊の攻撃をかわすためU.S.S.ブランをイオン嵐に突入させた際、鏡像宇宙においてイオン嵐の中で転送を行ったI.S.S.ブランのロルカ船長と入れ替わってしまう。ロルカ（鏡像）は正体を隠すためにU.S.S.ブランを自爆させて自分一人だけ脱出して生き残り、U.S.S.ディスカバリーの船長の座におさまった後は婚約者を失ったランドリーの復讐心を利用して彼女を手駒とし、策謀を巡らせていく。なお、本物のロルカは鏡像宇宙でテラン帝国の捕虜となっている。
Ellen Landry（声：レッカ・シャルマ）
副長、地球人女性、中佐。部下のパテルは婚約者でもある。パテルと共に三名の保安部員を伴ってクリンゴン捕虜移送の任務で僚船（プレイヤー船）に移乗していたためU.S.S.ブランの悲劇を免れるが、シャトルで衛星に墜落したロルカ船長を救出すべく地上に降下、追跡してきたクリンゴンとの戦闘で保安部員三名に加え最愛のパテルまでも失ってしまう。その後は性格が豹変し、クリンゴンへの復讐のためロルカ（鏡像）に利用されているとも知らず盲目的に彼に協力していく。
Amna Patel
保安主任、地球人女性、少佐。ランドリーの婚約者。ランドリーと共に三名の部下を伴ってクリンゴン捕虜移送の任務で僚船（プレイヤー船）に移乗していたためU.S.S.ブランの悲劇を免れるが、シャトルで衛星に墜落したロルカ船長を救出すべく地上に降下、追跡してきたクリンゴンとの戦いで三名と部下と共に死亡した。なお鏡像宇宙のパテルは、”殺し屋”ティリー船長の下でI.S.S.ディスカバリーの保安主任を務めている。

## 主な登場人物

### 惑星連邦
Elisa Flores
地球人の女性。プレイヤーとは宇宙艦隊アカデミーの同期で友人。Taggart艦長指揮下の訓練航行で上級戦術士官を務める。ヴェスタ級の艦長になる事が将来の目標。プレイヤーとは特に親しい仲であるらしく、時折プレイヤーの事を「相棒」と呼んでいる。Taggart艦長の死亡後は、艦長となったプレイヤーの副長を務めた。チュートリアルの進行中にブリッジ要員として使用出来るようになる。なおチュートリアルのリニューアル以前にゲームを開始している場合でも、後から配布を受けることが出来る。
Zarva
ボリア人の女性。プレイヤーとは宇宙艦隊アカデミーの同期で友人。Taggart艦長指揮下の訓練航行で上級技術士官を務める。チュートリアルの進行中にブリッジ要員として使用出来るようになる。
T'vrell
バルカン人の女性。プレイヤーとは宇宙艦隊アカデミーの同期で友人。Taggart艦長指揮下の訓練航行で上級通信士官を務める。チュートリアルの進行中にブリッジ要員として使用出来るようになる。
Masc Taggart
デノビュラ人の男性。宇宙艦隊の大佐で艦隊アカデミーの教官。惑星連邦編のチュートリアルに登場。アカデミー2409年クラス最後の訓練航行に使用されるミランダ級宇宙船の艦長を務め、成績優秀なプレイヤーを副長に指名した。貨物船の救助中に船がクリンゴンのKadek艦長が指揮するネグヴァー級I.K.S.Chotに襲撃された折、ブリッジに侵入してきたクリンゴン兵によって拉致され捕虜になってしまう。脅しに屈せず徹底抗戦を指示したため、Kadekによって刺し殺された。若い頃に仕えた事がある某艦長の真似をして、副長の事を「ナンバーワン」と呼び、またワープ開始を命じる際には「エンゲージ」と掛け声を発する。ジャン＝リュック・ピカードと同様の癖を持っているが、彼が真似ている人物がピカードなのかは不明。
Vo'Lok
バルカン人の男性。宇宙艦隊の大佐でリージェント級U.S.S.レナウンの艦長。惑星連邦編のチュートリアルに登場。クリンゴンの襲撃を受けたプレイヤーらの救難信号に応じ、駆け付けた。その後、ベガ9号星軌道上でのボーグとの戦いまでプレイヤーと行動を共にする。
Jay Yim
地球人の男性。宇宙艦隊の大佐でノーブル級U.S.S.キトマーの艦長。惑星連邦編のチュートリアルに登場。普段はスターベース1内のバー「クラブ47」にいる。
Khitomer EMH（声：ザッカリー・クイント）
U.S.S.キトマーに配備されている緊急用医療ホログラムのドクター。バージョンはMk6で、Mk1やMk2とは異なる地球人青年男性の姿をしている。なお音声を担当しているザッカリー・クイントは、2009年公開の映画『スタートレック』で若いスポックを演じている。
Willa Post
地球人の女性。ベガ9号星コロニーの行政長官。惑星連邦編のチュートリアルに登場。コロニーがボーグの襲撃を受けた際、一人でも多くの市民を助けようと地上に留まり避難の指揮を執り続けた。
Kolez
ソーリア人の男性。生まれ故郷のベガ9号星コロニーで研修中の艦隊アカデミー訓練生。コロニーがボーグの襲撃を受けた際、同化された友人知人が襲い掛かってくる中でPost長官を守り勇敢に戦った。チュートリアルの進行中にブリッジ要員として使用出来るようになる。
Jorel Quinn
トリル人の男性。宇宙艦隊の元帥で地球軌道上にあるスターベース1司令官。プレイヤーの才能を見出し異例の抜擢をした人物。
Jiro Sugihara
地球人の男性。惑星連邦大使。惑星連邦とロミュラン共和国との同盟協議や、アイコニア人が建造したダイソン球の調査のために結成された惑星連邦・クリンゴン帝国・ロミュラン共和国の合同調査隊などにおいて、惑星連邦の代表を務める。他種族からも尊敬されている有能な外交官であるが、話が無駄に長く喋り始めるとなかなか止まらない。
Harry Kim（声：ギャレット・ウォン）
地球人の男性。宇宙艦隊の大佐でロードアイランド級U.S.S.ロードアイランドの艦長。当初デルタ宇宙域への再進出には反対だったが、トヴォックに説得されて派遣艦隊に加わった。彼と彼のクルーはコバリ星の前線に配属されている。なおU.S.S.ロードアイランドは2555年のプロシオン5号星の戦いにも参加している。
Seven of Nine（声：ジェリ・ライアン）
地球人（元ボーグドローン）の女性。ボーグ関連のスペシャリストとして活躍している。かつて不用意に蘇らせてしまったバードワー人がデルタ宇宙域の脅威となり多くの犠牲が出ている事に責任を感じている。
Tom Paris（声：ロバート・ダンカン・マクニール）
地球人の男性。宇宙艦隊の大佐でマーキュリー級U.S.S.マーキュリーの艦長。アイコニア帝国との開戦に際して編成された機動艦隊「デルタ・フライト」の司令官も務める。2370年代頃はイントレピッド級U.S.S.ヴォイジャーの主任操舵士官だった。
Miral Paris（声：リサ・ロシセーロ）
地球人とクリンゴン人の混血女性。惑星連邦宇宙艦隊の大尉で、U.S.S.カークの保安部長。地球暦2378年にテラ星系への帰還を果たした直後のU.S.S.ヴォイジャーで生まれた、トム・パリスとベラナ・トレスの娘。2410年に少佐に昇進しジェネバ級U.S.S.ベルンの臨時艦長に就任、父パリス大佐が率いる艦隊に配属された。
Nog（声：アーロン・アイゼンバーグ）
フェレンギ人の男性。宇宙艦隊の大佐でキメラ級U.S.S.キメラの艦長。フェレンギ連盟の盟主であるグランドネーガス・ロムの息子。アイコニア戦争中、豊富なエンジニアリングの知識を生かしてクレニム人と協力し時空兵器の完成に貢献した。「Victory is Life」以降では、惑星連邦編（25世紀）のプロローグでタガート艦長を失ったプレイヤー達をガイドする役どころを振り替えられている。
Kira Nerys（声：ナナ・ヴィジター）
ベイジョー人の女性。宇宙艦隊の大佐でディファイアント級U.S.S.ディファイアントの代理艦長。長らくベイジョーのカイ（宗教指導者）として預言者に仕えていたが、カイ・オパカが救出されベイジョー星に帰還した事によりその地位を辞し、宇宙艦隊の大佐として復職した。ベイジョー星系防衛任務のためDS9を離れられないジェームズ・カーランド司令官に代わりU.S.S.ディファイアントを指揮し、ガンマ宇宙域でハークの調査を行う。
Julian Bashir（声：アレクサンダー・シディグ）
地球人の男性。宇宙艦隊の少佐。一時期は宇宙艦隊を休職しトリル星で家庭を築いていたが復職。ハークの生態を解明した。
Kal Dano
シルナ人の男性。地球人・バルカン人・ルカリ人など多くの種族の混血であるが、出身はルカリ星である。31世紀の惑星連邦の科学者で、24世紀頃に伝説の超兵器「トックス・ウタット」として知られていた量子位相反応抑制機の発明者。2410年にタイムラインに反して故郷のルカリ星がソリア人に滅ぼされたため、これを阻止するためタイムトラベルしてくる。なお彼と彼が乗っているタイムシップは、『スタートレック:エンタープライズ』シーズン2エピソード16「沈黙の漂流船（Future Tense）」に登場（既に焼死体になってしまっているが）している。恒星ナクールをトックス・ウタットで攻撃しているソリア人を阻止しようと戦ったがタイムシップが大きな損傷を受けて暴走し、22世紀に飛ばされたあげく炎上した船内で焼死してしまった。彼の人柄を知る事が出来るショートストーリー『A Single Step』が公式サイトに掲載されており、これによると社交に長けたデノビュラ人の同僚がうんざりするほど爽やかな人物である。
Benjamin Walker
地球人の男性。29世紀の宇宙艦隊の大佐で時間統合委員会に所属するウェルズ級U.S.S.パスタクの艦長。主にソリア人が絡むタイムトラベル関係のエピソードでプレイヤーの窮地を救う援軍として登場する。『スタートレック:エンタープライズ』シーズン2エピソード16「沈黙の漂流船（Future Tense）」でNX-01エンタープライズの機関主任チャールズ・タッカー三世中佐が起動させた救難ビーコンの信号を受信して、謎のタイムシップとパイロットの遺体を時空転送で回収した人物である。
Philip Crey
地球人の男性。惑星連邦時間調査局のエージェントで、宇宙艦隊少尉でもある。元は『新スタートレック』シーズン5エピソード18「恐怖の宇宙時間連続体（Cause and Effect）」に登場したソユーズ級U.S.S.ボズマンのクルー。
Akira Sulu
地球人の男性。ヒカル・スールーの曾孫。宇宙艦隊の中佐でスターベース1副司令官だったが、後に大佐に昇進しU.S.S.ポセイドンの艦長に就任、ディープスペースミッションに出る。
Naomi Wildman
地球人とクタリア人の混血女性。惑星連邦宇宙艦隊の中佐で、ディープスペースK7の司令官。地球暦2372年にU.S.S.ヴォイジャーで生まれた、サマンサ・ワイルドマンの娘。
Franklin Drake
地球人の男性。惑星連邦宇宙艦隊の大佐で、セクション31の工作員。惑星連邦プレイヤーには一目置いている。なおクリンゴン帝国編のチュートリアルにも登場している。
D'Vak
クリンゴン人と地球人の混血男性。父親はクリンゴン帝国の外交官アレキサンダー・ロジェンコである。惑星連邦宇宙艦隊の提督で、ドレッドノートタイプのギャラクシー級U.S.S.ヴィクトリーの艦長。惑星連邦宇宙艦隊とクリンゴン帝国防衛軍が共同で設立した対ボーグ特殊部隊、「バトルグループ・オメガ」の宇宙艦隊側指揮官。
Daniels（声：マット・ウィンストン）
地球人（異星人の血も混じっているがほぼ地球人）の男性。『スタートレック:エンタープライズ』に登場した31世紀の時間エージェント。「Agents of Yesterday」プレイヤーを時間エージェントにスカウトし、時間冷戦における戦いをサポートしていく。『スタートレック:エンタープライズ』のいくつかのエピソードで詳細が描かれなかった背景（顔や体が異様に捻じれた状態でNX-01エンタープライズに現れた理由など）も本作で語られている。なお『Star Trek: Department of Temporal Investigations』シリーズでは、本名は「ティモット・ダンレン」で「ダニエルス」というのは時間エージェントとして潜入活動を行う際の偽名であり、役職は惑星連邦時間局の局長補佐官であるとされている。
Isaac Garrett（プライム・タイムライン）（声：ヴィック・ミニョーニャ）
地球人の男性。惑星連邦宇宙艦隊の大佐で、プレイヤーが乗務しているパイオニア級宇宙船の船長。後に提督に昇進した。温厚かつ気さくな人物で、部下であるプレイヤーの事を「友」と呼んでいる。惑星連邦時間局編の23世紀エピソードに登場。
Tarsi
アンドリア人の女性。惑星連邦宇宙艦隊の少尉で、プレイヤーが乗務しているパイオニア級宇宙船の保安部員。クリンゴン帝国艦隊が用いている暗号の解析にかけては自信がある。タウラス2号星への上陸任務後も提督に昇進したIsaac Garrett船長と交代で船長となったプレイヤーの下で勤務し、副長を務めた。ケイレブ4号星の戦いの後でプレイヤーと共に25世紀へタイムトラベルし時間エージェントとなる。
Mears
地球人の女性。惑星連邦宇宙艦隊の少尉で、プレイヤーが乗務しているパイオニア級宇宙船の機関部員。2267年頃はコンスティテューション級U.S.S.エンタープライズに乗務しており、ムラサキ現象を調べるためにシャトル・ガリレオ7号でタウラス2号星に降下したメンバーの一人だった。現地の未開文明種族タウラス人に襲われ同僚二人が犠牲になった事がトラウマとなっており、プレイヤーの上陸班に加えられ再びタウラス2号星へ降りなければならない状況で不安に苛まれていたが、プレイヤーに励まされて一念発起し無事に任務を果たした。任務を遂行出来ると信じてくれたプレイヤーに感謝と信頼の念を抱き、直後にパイオニア級宇宙船内で発生したクリンゴン人との白兵戦では自ら進んでフェイザーライフルを手にとって戦いプレイヤーをサポートした。地球帰還後、地球軌道基地へ異動になった。『宇宙大作戦』シーズン1エピソード14「ゴリラの惑星（The Galileo Seven）」では故フィリス・ダグラスが演じていた。
Sylvia Tilly（声：メアリー・ワイズマン）
地球人の女性。宇宙艦隊アカデミーの三年生。2256年、三年生でありながら四年生に混じってアントン・シェイファー大佐が指揮する訓練航海への参加が認められた上、機関主任に抜擢される。モカイ家の襲撃による恩師シェイファーの死を乗り越え、コルヴァン2号星の戦いでは大きな貢献を果たした。地球に帰還しプレイヤーと別れた後は、訓練航海での活躍が高く評価され憧れていた最新鋭のクロスフィールド級U.S.S.ディスカバリーに訓練乗務、さらにクリンゴンとの停戦成立後には正式に少尉の階級を与えられる。
Evelyn Savea
地球人の女性。宇宙艦隊アカデミーの四年生。2256年、アントン・シェイファー大佐が指揮する訓練航海で戦術主任を担当。シェイファー船長が殺害された後はプレイヤーの副長を務め、共に25世紀へタイムスリップする。
Anton Schaefer
地球人の男性。宇宙艦隊の大佐で艦隊アカデミーの教官。2256年初め頃、連星系の戦いの翌日にクリンゴンとの戦争勃発を知らされ、宇宙探検を夢見て訓練に励んできた教え子達が戦場へ送られる事に暗澹とするも、底抜けに前向きなシルヴィア・ティリーのような若者に希望を見出していた。アカデミー2256年クラス最後の訓練航行に使用されるマラコウスキー級宇宙船の船長を務め、成績優秀なプレイヤーを副長に指名。貨物船S.S.フォーチュナの救助中にクリンゴン・モカイ家の女当主ジュラが指揮するクゥグ級I.K.S.ルカラに襲撃された折、ブリッジに侵入してきたクリンゴン兵によって拉致され捕虜になってしまう。脅しに屈せず徹底抗戦を指示したため、ジュラによって「まるでクリンゴンのような話しぶりだ」と評されながら刺し殺された。シカー・シュラン大佐とはかつて共にU.S.S.エンデバーに乗務していた事がある。
Kensington
地球人の女性。宇宙艦隊の提督で地球軌道上にあるスターベース1の司令官。シェイファー大佐の死後、プレイヤーに大尉の階級を与えマラコウスキー級宇宙船の指揮を引き継がせた。2256年、スターベース1がモカイ家の襲撃を受けた際に防衛の指揮を執るが、圧倒的戦力差に撤退を決意。総員退避の指示を出した後にコンソールの爆発に巻き込まれたところまでは確認されているが、生死は不明。
Paul Stamets （声：アンソニー・ラップ）
23世紀の宇宙艦隊士官ポール・スタメッツ少佐の人格を再現したホログラム生命体。2410年、マイセリウム胞子ネットワークをクリンゴン・モカイ家の攻撃から守る必要が生じたが、惑星連邦ではマイセリウム胞子に関する技術データは最上級機密であり実務専門家が存在しないため、宇宙艦隊の歴史上最後の専門家であったクロスフィールド級U.S.S.ディスカバリーのポール・スタメッツ少佐をモデルに急遽製作された。プレイヤーらと共にマイセリウム胞子ネットワークを訪れた際、マイセリウム胞子内にバックアップされていたポール・スタメッツの人格を取り込み、「本物のポール・スタメッツ」として覚醒した。

### クリンゴン帝国
Kadek
クリンゴン人の男性。帝国防衛軍の大佐でネグヴァー級I.K.S.Chotの艦長。惑星連邦編のチュートリアルに登場。連邦領域内で罠を仕掛け、付近を航行する船を襲い略奪を行っている。訓練航行中のミランダ級宇宙船を襲いTaggart艦長を殺害するが、プレイヤーが指揮したミランダ級宇宙船と救援に駆け付けたU.S.S.レナウンによって船を撃沈され、戦死。
Jurek
クリンゴン人の男性。クリンゴン帝国防衛軍の大佐で、プレイヤーが第二副長として勤務するブレル級バード・オブ・プレイの艦長。クリンゴ帝国編のチュートリアルに登場。捕虜護送中に宇宙艦隊の攻撃を受けた際に戦いを避ける判断をとったために臆病者とみなされ、Doran副長の挑戦を受けこれを返り討ちにするが、続いて挑戦してきたプレイヤーに敗れ殺害された。
Doran
クリンゴン人の女性。クリンゴン帝国防衛軍の中佐で、プレイヤーが第二副長として勤務するブレル級バード・オブ・プレイの副長。クリンゴン帝国編のチュートリアルに登場。捕虜護送中に宇宙艦隊の攻撃を受けた際に戦いを避ける判断をとったJurek艦長を臆病者となみし挑戦するが、返り討ちにされてしまった。
K'Gan
クリンゴン人の男性。クリンゴン帝国防衛軍の大尉で、プレイヤーの忠実な部下。クリンゴン帝国編のチュートリアルに登場。Jurek大佐を殺し艦長となったプレイヤーに忠誠を誓い、副長に任命された。チュートリアルの進行中にブリッジ要員として使用出来るようになる。
Ch'gren
クリンゴン人の男性。ファーストシティで勤務しているクリンゴン帝国防衛軍のエンジニアで、Doran中佐の夫。クリンゴン帝国編のチュートリアルに登場。プレイヤーが妻の仇を討ってくれたことを知り、プレイヤーの部下となる。初期に使用出来るようになるブリッジ要員の一人。
Worf, Son of Mogh（声：マイケル・ドーン）
クリンゴン人の男性。モーグの息子、ウォーフ。クリンゴン帝国の大使で、宇宙艦隊士官を経て連邦大使やクリンゴン帝国防衛軍の将軍などを歴任している。ニューロミュラスで発見されたアイコニアン・ゲートウェイの調査中、不慮の事故により思いがけずかつてエンタープライズDに勤務していた頃に遭遇した第3次亜空間に住む知的生命体（"エラチ"）と再び見えることになった。普段は惑星クロノス首都のマップ上で最高評議会議事堂前の広場に佇んでおり、話しかけると自己紹介を聞く事が出来る。なおクリンゴン帝国編のチュートリアルにも登場する。
Alexander Rozhenko, Son of Worf
クリンゴン人と地球人の混血男性。ウォーフの息子、アレキサンダー・ロジェンコ。クリンゴン帝国の外交官だったが惑星連邦との戦争に反対して逮捕され、極寒の流刑惑星ルラペンテに収監されている。
Kagran
クリンゴン人の男性。クリンゴン帝国防衛軍の大佐で、アルファ宇宙域同盟軍の司令官。アイコニア戦争の趨勢が敗北必至となった段階で、クレニム人の時空兵器を用いて20万年前のアイコニア星にタイムスリップし、反乱軍の攻撃から逃れた12人のアイコニア人を抹殺してタイムラインを改変しアイコニア戦争の勃発を無かった事にするというイレギュラーな作戦を強行した。しかし柔和で知的な20万年前のアイコニア人と実際に接すると彼らの崇高な生き様に感銘を受けて翻意し、当初の作戦を中止して反乱軍の攻撃から彼らを守る行動をとった。「クリンゴン戦士はただの人殺しとは違う」というポリシーを持っており、戦う力を持たない者や殺さなければならない理由が無い者を手にかける行いはクリンゴン戦士としての名誉に反すると考えている。戦後、将軍に昇進した。
Woldan
クリンゴン人の男性。クリンゴン最高評議会評議員。ロミュラン共和国との同盟協議に派遣された責任者。当初クリンゴン帝国はロミュラン共和国との同盟に否定的でWoldan自身も同様であったが、協議会場でロミュラン帝国のタルシアーに暗殺されそうになったところを自らを犠牲にしたロミュラン共和国のTemmer司令官に救われ、彼の名誉の死を讃えて本国を説得し同盟を実現させた。
J'mpok
クリンゴン人の男性。クリンゴン帝国最高評議会総裁。2393年にマートク総裁（当時）に挑戦して勝利し、総裁の座を得た。戦士としての意識が高く惑星連邦との戦争を始めた人物であるが、柔軟の思考の持ち主でもあり対立案件（生命体8472への対応について）が解決した後はすんなり講和に合意した。アイコニア戦争で受けたダメージが大きく防衛軍艦隊の再編もままならない状況を考慮し、帝国を存続させるため不名誉を承知でハークとの戦いを避ける決断を下す。
Kahless the Unforgettable
クリンゴン人の男性、永記帝カーレス。長くボレス修道院に篭り外界の事柄には関知せずにいたが、アイコニア戦争の勃発に伴い自身の親衛隊「House Pegh」を率いて戦列に加わる。2410年にディナシア星系での戦いでプレイヤーの特殊任務遂行を支援するため自ら囮となってアイコニア人の戦士T'Ketに一騎討ちを挑み、壮絶な討ち死にを遂げた。
Rodek, Son of Noggra（声：トニー・トッド）
クリンゴン人の男性。クリンゴン帝国防衛軍の将軍で、クラック級巡洋戦艦I.K.S.コールの艦長も務める。軍事アドバイザーとしてルカリ政府へ派遣されている。その正体は、『スタートレック:ディープ・スペース・ナイン』シーズン4エピソード15「モーグの息子たち（Sons of Mogh）」で記憶消去手術を受けてモーグ家と親しいノグラ家に引き取られた、ウォーフの実弟カーンである。マートクとの再会後、ジュリアン・ベシアにより記憶再生手術を受け全てを思い出し、カーンとしての人生を取り戻した。
Martok, son of Urthog（声：J・G・ハーツラー）
クリンゴン人の男性。クリンゴン最高評議会の前総裁、クリンゴン帝国防衛軍の将軍。2393年にジムポック評議員（当時）の挑戦を受け敗れ名誉の死を遂げたものと思われていたが、敵対していたトーグ評議員によって蘇生させられ（クリンゴン人にとっては不名誉）ソーナの基地に17年間も監禁されていた事が確認された。アルファ宇宙域同盟の協力のもと、ロデック将軍（カーン）やウォーフ将軍などの助成も受けて救出され、帝国に帰還を果たした。ハークへの徹底抗戦を主張し、ジムポック総裁と意見が対立している。
Torg, son of Kormog
クリンゴン人の男性。クリンゴン最高評議会の元評議員。トーグ家はジムポック総裁と同盟を結び隆盛したが、2409年にロミュラン帝国の情報機関タルシアーと内通している事実を惑星連邦の協力を得たマートクの未亡人シレラによって暴かれ、評議員の地位と領地を失い帝国から追放された。タルシアーがレムス独立戦争やアイコニア戦争で瓦解した後は、ゼンケシやソーナと同盟していた。2410年、ソーナの基地に監禁していたマートクが脱獄した際に一騎討ちを挑まれ応じるが、敗れて死亡した。
Ja'rod, son of Torg
クリンゴン人の男性。クリンゴン帝国防衛軍の大佐、ネグヴァー級戦艦I.K.S.カーンの艦長。生母はデュラス家のルーサだが、2371年にルーサがアマゴサ星系におけるネクサスを巡るU.S.S.エンタープライズDとの戦いで死亡すると、親交のあったトーグ家の養子となり育てられ、2392年には帝国防衛軍に入隊した。後に生命体8472と生身で戦い勝利するなど、精強な戦士として勇名を馳せるようになる。敬愛していた養父が帝国から追放される原因となったマートク家を恨んでいる。

### ロミュラン帝国・ロミュラン共和国
Tovan Khev
ロミュラン人の男性。Virinatコロニーの警備員で、プレイヤーの同僚であり親友。コロニー壊滅後にプレイヤーと共にロミュラン共和国軍に入隊し、プレイヤーの副長を務める。コロニー襲撃時に行方不明になった妹Rinnaを探している。
Satra
ロミュラン人の女性。平和的なスリバン人グループに保護されていた難民のリーダー。滞留していたスリバンの螺旋艦がタルシアーの攻撃を受けたため、ロミュラン共和国に保護された。その後、プレイヤー艦のクルーに志願。
Veril
レムス人の女性。craterisコロニーのリーダーZdenの娘。コロニーがタルシアーの襲撃によって壊滅した後、プレイヤー艦のクルーに志願。コロニー脱出時に"エラチ"に拉致され行方不明になった父親を探している。
Hiven
ロミュラン人の男性。Gaskoステーションの住人だったが、ステーションがタルシアーに制圧された際に服従を拒否して独房に監禁されていた。プレイヤーに助け出され、プレイヤー艦のクルーに志願。ステーション脱出時に兄Lhaesがタルシアーに殺されてしまった。衣装はエンジニア用の作業服を着ているが、何故か所属部署はサイエンス系である。
D'tan
ロミュラン人の男性。ロミュラン共和国の政治指導者、地位は総督。少年の頃にロミュラスで地下活動をしていたスポックから直々に教えを受けている。将来的なバルカンとの平和的再統合を模索。
Temer
ロミュラン人の男性。ロミュラン共和国軍の司令官で、Dheran級ウォーバードR.R.W.D'serekの艦長。ロミュラン共和国編のチュートリアルに登場。共和国艦隊旗艦のHa'apax級戦艦内にオフィスを持つ。プレイヤーらVirinatコロニー生存者の命の恩人。知的で有能な士官であったが、連邦・クリンゴン・ロミュランの三者会談の席上、タルシアーによって暗殺されそうになったクリンゴンのWoldan評議員を庇い命を落とした。
Nadel
ロミュラン人の女性。ロミュラン共和国軍の副司令官で、Temer司令官の補佐官。Temer司令官の殉職後は彼の職責を引き継いだ。
Kererek
ロミュラン人の男性。ロミュラン共和国軍の提督。普段はニューロミュラス総司令部のオフィスで執務にあたっている。
Obisek（声：エリック・ニューサム）
レムス人の男性。レムス人の独立を目指すレムス・レジスタンスのリーダー。「自分はタルシアーを憎み戦っているが、憎いのはレムス人を迫害しているタルシアーだけであって無関係のロミュラン人までも敵とは思っていない」と述べるなど、知性的な人物である。タルシアーとの戦いに勝利した後は同胞たちと共にロミュラン共和国に合流、自分は戦士であるとしてD'tanから要請された共和国の政治指導者としての地位を辞退している。
Sela（声：デニーズ・クロスビー）
ロミュラン人と地球人の混血女性。ロミュラン帝国の女帝。地球暦2345年に元U.S.S.エンタープライズDのクルーナターシャ・ヤーとロミュラン帝国海兵隊のヴォルスキアー将軍の間に生まれた。タルシアーを率いて分裂後のロミュラン帝国を支配、ロミュラス崩壊の責任があると考える惑星連邦への復讐劇を繰り返していく。しかしレムス・惑星連邦の連合艦隊に破れ帝国が瓦解するとタルシアーから見捨てられて地位を追われ、彼女の父ヴォルスキアーに恩義のある海兵隊の一部のみを従えて放浪の人となる。自分がアイコニア人に服従したタルシアー幹部によって祭り上げられた傀儡に過ぎなかった事に気付き、来るべきアイコニア人との戦いに備えて孤独な戦いを開始。やがてアイコニア人の脅威に気付いたアルファ宇宙域同盟と協力関係を築くが、ロミュラス崩壊がアイコニア人の企てであった事を知り憎悪を募らせ、タイムライン改変によってアイコニア人を全滅させる最終作戦においては一貫して当初の作戦の完遂を主張した。しかし例え自分達が戦争に敗れて殺戮されようとも無抵抗の者に救いの手を差し伸べるというプレイヤーの行いによって、これまで対話を拒否し続けていたアイコニア人が歩み寄りを見せるのを目の当たりにし、憎しみに囚われる事を止め「より良い人間」になるための努力を試み始める。なおデニーズ・クロスビーは一部のタイムトラベルが絡むミッションでナターシャ・ヤー役としても出演している。
Hakeev
ロミュラン人の男性。ロミュラン帝国軍の大佐で、情報機関タルシアーの長官。かつてボーグに同化されていた事があり、ボーグ・テクノロジーの研究に異常なまでの執着を抱いている。女帝Selaの側近として仕えているが実はアイコニア人に忠誠を誓っており、密かに彼らのために帝国の人的・物的リソースを提供していた。

### ガンマ宇宙域
Female Changeling（声：サロメ・ジェンス）
創設者の女性。『スタートレック:ディープ・スペース・ナイン』で「女性創設者」と呼称されていた固体である。2370年代のドミニオン戦争後、惑星連邦の捕虜となり戦犯として30年間も第4028拘留施設に未決勾留されていた。DS9が過去からやってきたドミニオン艦隊に占拠されたと聞かされ、釈放を条件に彼らの説得に協力する事になった。Kar'ukanらが現れなかったために戦争に負けたと考えており、惑星連邦よりむしろ彼らに対して悪感情を抱いている。また長い拘留生活で思うところがあったらしく、以前よりも固形種に対する敵意は薄れている。問題の解決後、ガンマ宇宙域へ帰って行った。2410年、アーン・ゼン・タラーク提督に化けてゼンケシ軍に潜入し、ハークの殲滅作戦を強行。しかしハークが統制を離れたドミニオンの一員である事実をオドーらに暴かれ対立する。
Eraun 8
ボルタ族の男性。ガンマ宇宙域で活動しているドミニオンの戦隊指揮官。女性創設者の釈放を条件に、DS9奪還作戦への協力を承諾した。創設者に対する忠誠心が非常に高い。なお先代のEraun 7は「真実の道」に参加して惑星連邦の船を襲ったところ反撃にあって死亡しているが、8はこれを愚かな7の自業自得と考えており、8自身は惑星連邦に対して友好的な人物である。
Loriss 3
ボルタ族の女性。DS9を占拠したドミニオンの艦隊司令官。当初はタイムスリップを信じずJames Kurlandらの説得にも全く耳を貸さなかったが、女性創設者の命令に従って投降。しかし部下のKar'ukanに武装解除命令を拒否されてしまい驚愕する。問題の解決後、女性創設者らと共にガンマ宇宙域へ帰ったが、生きて自分達の領域に帰れることに大変な感謝を示し、ドミニオン内における惑星連邦の友人の一人となる。
Loriss 4
3の後任。オドーに直接仕えている事もあり、他の創設者よりも彼への忠誠心が強い。なお何故代替わりしたのかは不明である。
Kar'ukan
ジェムハダー。DS9を占拠したドミニオン艦隊のジェムハダー・ファースト。第4028拘留施設から女性創設者を拉致して自分達の神に迎えようとしていたが、ドミニオン戦争の敗戦の責任はKar'ukanらにあると考える彼女に強く拒絶されたことで言動に異常を来たし始め、ボルタ族のLorissはおろか創設者の命令をも拒否して無意味な戦いを遂行していく。最後はDS9を巡る惑星連邦・クリンゴン帝国の連合艦隊との戦いに敗れ死亡した。
Odo（声：ルネ・オーベルジョノワ）
創設者の男性。ドミニオンの指導者、大使、艦隊司令官。元DS9の保安主任。正確な消息は長い間不明だったが、2410年に復活したハークの襲撃からベイジョーを守るためドミニオン艦隊を率いて現れた。
Dukan'Rex（声：バンパー・ロビンソン）
『スタートレック:ディープ・スペース・ナイン』シーズン3エピソード6「捨て子の秘密（The Abandoned）」に登場したジェムハダー。当時は子供だった。ドミニオンに引き渡された後は強靭な戦士に成長し、ある任務で「偉大なる繋がり」に帰還し創設者となっていたオドーと再会、彼のファーストに任じられる。平均寿命が短いジェムハダーにあって40歳近い長老であり、皆から尊敬を集めている。育ての親であるオドーへの忠誠心は非常に強い。ハーク危機の最中、ハークにテトラセルホワイトを浸透させて理性を取り戻させるため、彼らの生態系システムの中枢に自らの意思で身を投げ死亡した。
Weyoun 10（声：ジェフリー・コムズ）
ボルタ族の男性。女性創設者に仕えている。ハークに関する女性創設者の意図を知らされており、暗躍する。

### デルタ宇宙域
Neelix（声：イーサン・フィリップス）
タラクシア人の男性。タラクシア人難民のリーダーで、惑星連邦大使でもある。現在はニュータラックスへの入植計画を主導中。
Hugh
ボーグ協同体のリーダー。『新スタートレック』に何度か登場している、自我を取り戻したボーグ・ドローン。なお『新スタートレック』の日本語版では「ブルー」という名前になっていた。
Gaul（声：リアム・オブライエン）
バードワー人の男性。『スタートレック:ヴォイジャー』シーズン6エピソード7「亜空間制圧戦争（Dragon's Teeth）」でU.S.S.ヴォイジャーのクルーによって900年の眠りから呼び覚まされたバードワー軍の大隊長。2409年ではアイコニア人の尖兵となってデルタ宇宙域の征服を目論む新生バードワーのリーダーであり、旗艦V.S.W.Vozrozの艦長も務める。アイコニア人からブルーギルを与えられ肉体が強化されており、ディスラプターで撃たれても死なない。なお『スタートレック:ヴォイジャー』ではロバート・ネッパーが演じていた。
Q'Nel
コバリ人の男性。コバリ軍の将軍で、首都防衛司令官。ハリー・キム大佐と協力して、バードワーの侵攻を防いでいる。
Jetanian
コバリ人の男性。コバリ軍の大佐で、旗艦K.D.C.Samsarの艦長。Q'Nel将軍の息子だが、元になった死体が老人のものだったため外見的には父親よりもかなり年上に見える。
Sessen
ケイゾン人とカーデシア人の混血男性。ケイゾン・ニストリムのファーストマージ（族長）。地球暦2372年にU.S.S.ヴォイジャーに潜入していたカーデシアの工作員セスカとケイゾン・ニストリムのジャー・カラの間に生まれた。母の敵を討つべく、デルタ宇宙域に再び現れた宇宙艦隊と対峙する。

### その他
Holo-Leeta（声：チェイス・マスターソン）
ベイジョー人女性のホログラム。フェレンギ同盟のグランドネーガス・ロムの夫人であるベイジョー人女性リータを元に、「クワーク・エンタープライズ社」が開発した。なおマスターソンの本作への出演は、ファンからの熱烈な要望にマスターソンと開発チームが応えたことによって実現した。またマスターソンはシーズン11からテラン帝国宇宙艦隊のオデッセイ級I.S.S.エンタープライズの艦長、リータ提督として再出演している。この縁で、『Star Trek Online』はマスターソンが主催している反いじめ運動「Pop Culture Hero Coalition」にスポンサーとして参加、2015年11月のチャリティーイベントでは35000ドルを提供した。
M'Tara
アイコニア人の女性。20万年前から現在に至るまでアイコニア人の指導者的立場にある。かつては聡明な指導者だったが、アイコニアの滅亡と共に憎悪と復讐心に取り付かれ、目的の邪魔になった創造主であるプリザーバーの生き残りを皆殺しにするなど残虐な性格に変貌してしまっている。アイコニア戦争の終盤、アイコニア星系の自身の旗艦内での戦いで戦死した。
L'Miren
アイコニア人の女性。20万年前は、ワールドハートという全てのアイコニア人の記憶を保存しているシステムの管理を担当していた。25世紀においては天の川銀河の征服を目指す同胞の計画には消極的で、自身の眷属ヘラルドを戦闘に参加させないなど、アイコニア人の中では比較的に理性を保っている人物である。M'Taraが戦死すると主戦派に転じ彼女に代わって指導者的立場になるが、最終的には失われていたワールドハートの返還でかつての穏やかな心を取り戻した事により、アルファ宇宙域同盟との停戦に応じて軍を撤退させた。
T'Ket
アイコニア人の女性。20万年前はアイコニア星の保安を担当しており、当時では珍しい戦闘タイプのアイコニア人だった。絶対的な兵力の差からアイコニア星と同胞達を守れなかった事から、アイコニア人の中でも天の川銀河の種族に対する憎悪が特に強い。ディナシア星系の前哨基地の戦いでクリンゴン帝国の永記帝カーレスと一騎討ちとなり、片腕を切り落とされながら彼を討ち果たした。L'Mirenがアルファ宇宙域同盟との停戦に応じた際は、これに強硬に反対して同胞から離反しどこかへ姿を消している。
Noye
クレニム人の男性。アイコニア戦争中、アルファ宇宙域同盟に協力して時空兵器船K.I.S.アノラックスを完成させ、太陽系の戦いではその船長も務めた。しかし戦後に時空シールドによってタイムライン改変の影響から保護されていたK.I.S.アノラックスのデータアーカイブ中から自分の妻だという異星人女性の遺書を発見、アルファ宇宙域同盟が行ったタイムライン改変の失敗でテューテリア人の妻が母星と共に過去に遡ってボーグに同化されてしまっていた事を知る。テューテリア人の犠牲を省みないアルファ宇宙域同盟の者達（実際には彼らはタイムラインと共に記憶も改変されているためテューテリア人が犠牲になった事実を知らない、またこのためにNoyeはアルファ宇宙域同盟の人々から狂人扱いされてしまっている）に憤慨しK.I.S.アノラックスを強奪、テューテリア人・ナクール人と共に時間冷戦を引き起こす。後に謎の未来人「Envoy」として暗躍、多くの種族を裏から操り時間冷戦を時間戦争に発展させた。
Cerin Teresa
カーデシア人の女性。ガル・デュカットの娘で、父親の後を継ぎパー・レイス教団を率いている。
Kuumaarke（声：キプレイ・ブラウン）
ルカリ人の女性。ルカリの行政長官。惑星連邦やクリンゴン帝国との接触により未知の宇宙に強い憧れを抱き、種族初の深宇宙探査船L.S.S.レスカヴァが建造された際は、行政長官の職を辞して艦長に志願し宇宙探検の旅に出た。
Vosk
29世紀のナクール人の男性。ナクールの指導者であり将軍、ナクールの総旗艦であるアケロス級戦艦N.V.ディスティニーの艦長も務める。ナクールの復活を目指して密かに宇宙ステーション型タイムマシンを建造、艦隊を率いてタイムトラベルを試みるが、寸前にプレイヤー率いる「時間艦隊」の襲撃を受け、多くの隷下艦船による捨て身の支援により何とかタイムトラベルに入ったものの、直後にタイムマシンが破壊されてしまったために共に行動していた部下達と20世紀中頃の地球に取り残されてしまう。その後の消息は『スタートレック:エンタープライズ』シーズン4「時間冷戦（前後編）（Storm Front, Part I・II）」で描かれており、20世紀中頃の地球に介入、未来技術の提供でナチスドイツを第二次世界大戦の戦勝国に変えていたが、NX-01エンタープライズのクルー達とオーダー・オブ・オメガの指令を受けたスリバン人シリックの共闘によってタイムラインは修正された。『スタートレック:エンタープライズ』ではジャック・グワルトニーが演じていた。
Boratus
ヴォルゴン人の男性。ヴォルゴン政府の時間エージェント。Ajurの相棒。『新スタートレック』シーズン3エピソード19「大いなるホリディ（Captain's Holiday）」に登場。職務に忠実な真面目な男で、宇宙平和のために惑星連邦が発明した大量破壊兵器「トックス・ウタット」を回収し廃棄処分にするという重要な任務についている。当初は目的が異なるとして謎の未来人「Envoy（Noye）」からの誘いを断っていたが、Ajurが「トックス・ウタット」の引き渡しを拒否し抵抗してきたプレイヤーらに殺害されると、復讐に燃えて「Envoy」の誘いを受け、時間解放戦線に加わる。
Ajur
ヴォルゴン人の女性。ヴォルゴン政府の時間エージェント。Boratusの相棒。『新スタートレック』シーズン3エピソード19「大いなるホリディ（Captain's Holiday）」に登場。2375年、ドミニオン戦争の最中にブリーン艦隊の攻撃を受け地球が混乱している隙に乗じ、Boratusと共に宇宙艦隊基地に潜入するが、追跡して来たプレイヤーらとの争い命を落とした。
Aarn Tzen-Tarrak
ゼンケシ人の男性。ゼンケシ軍の艦隊司令官。艦隊を率いてジョドコー星系を併合し、そこに生息するドランズリを他の生命体ごと全滅（彼らの言うところの「浄化」）させようとした。ドランズリを抹殺せよという専制君主からの命令に盲目的で、任務遂行のためなら部下の犠牲も厭わない。思考も物言いも非常に暴力的だが、貴族階級のゼンケシ人らしく戦闘を始める前に敵に撤退を勧告する知性はある。
Neth Parr
ゼンケシ人の女性。Aarn Tzen-Tarrakに仕えている。ドランズリ根絶のために惑星上の他の生命体を無差別に巻き添えにする上層部のやり方に疑問を抱いており、何度もAarn Tzen-Tarrakにプロトマター（原物質）兵器の使用を控えるよう意見具申したが聞き入れられず、ゼンケシ艦隊がベイジョーへ侵攻した際には遂に反乱を起こしてAarn Tzen-Tarrakを倒し艦隊の指揮を執り、アルファ宇宙域同盟と協力して復活したハークと戦った。その後ゼンケシ軍を離れてアルファ宇宙域同盟に亡命、ゼンケシの専制君主を倒すため情報提供を行う。
Tuulemaan
ケンタリ人の女性。ケンタリ政府の首相。当初はアルファ宇宙域同盟やルカリからの使節を警戒していたが、侵略してきたゼンケシ艦隊への対応を見て信頼を置くようになり、協力態勢の構築に尽力した。
Pentaaro
ケンタリ人の男性。ケンタリ政府の国防大臣。艦隊旗艦K.D.W.ファクトリアの艦長も務める。思い込みと猜疑心が非常に強く、アルファ宇宙域同盟やルカリからの使節を侵略者と断じTuulemaan首相の意向を無視して彼らを襲撃したため、身柄を拘束された。
Khaj'Buur
青白いオーラの中に浮かぶ黒いヒューマノイドのシルエットという姿をした未知の知的生命体。ネクサスの住人だったが、掟を破って投獄されていたという。精神感応能力に優れており、U.S.S.フォレスタルとU.S.S.マディソンのクルーを操って遭難を装わせ、救助に来たプレイヤー船を襲撃した。
Quark（声：アーミン・シマーマン）
フェレンギ人の男性。DS9のバーを部下に任せ念願叶って手に入れた月で暮らしていたが、ハーク襲撃後DS9に帰還。悪巧みの才能は健在である。「Victory is Life」以降では、惑星連邦編（25世紀）のプロローグでクリンゴンに脅されてプレイヤー達を罠にかける企みに協力させられているフェレンギ人の役どころを振り替えられている。
Rom（声：マックス・グローデンチック）
フェレンギ人の男性。フェレンギ連盟のグランドネーガス、クワークの弟、宇宙艦隊のノーグ大佐の父。
Elim Garak（声：アンドリュー・ロビンソン）
カーデシア人の男性。カーデシア政府顧問官であり艦隊司令官、ゲモール級航空巡洋艦C.U.V.テインの艦長も務める。ハーク危機に際し、かつての諜報員としての腕前を遺憾なく発揮し、アルファ宇宙域同盟によるハークに関する調査任務を主導する。

## 実用化されたテクノロジー
トランスワープ・ドライブ
人工ワームホールを作り出し、その中へ突入通過することで瞬時に特定の空域（いくつか選択肢がある）へと移動するテクノロジー。（いわゆる一般的なワープ航法に近い）。
原作シリーズではボーグやヴォス人などごく限られた種族のみが持つ技術だったが、25世紀には惑星連邦宇宙艦隊およびクリンゴン帝国防衛軍の全艦船に標準装備されている。
ただし、起動に大量のエネルギーを要するため、一度使用すると一定期間再使用が不能になる。
アブレイティブ・アーマー
原作シリーズでは「スタートレック:ヴォイジャー」のラストエピソードにおいて、未来からやって来たキャスリン・ジェインウェイ提督によってもたらされた展開式装甲（融除船体装甲基板）。
設定上はヴィジラント級などに装備されているが、ゲームとしては「アブレイティブ・アーマーを制御するコンソール」という艦船装備品として再現されている。
トランスフェイズ魚雷
原作シリーズでは「スタートレック:ヴォイジャー」のラストエピソードにおいて、未来からやって来たキャスリン・ジェインウェイ提督によってもたらされた兵器。
防御シールドへの浸透率が非常に高く、24世紀ではボーグ・キューブを1発で撃沈出来る威力があった。弾頭は光子魚雷などと同様にタブレット状で、ケースの色は金色。
パーソナル・シールド
ボーグドローンが内装している物に似た機能を持つ、個人携行用の再生式防御スクリーン。ジェネレーター内蔵型ではあるが、外部ジェネレーターを使用したエネルギーの遠隔供給も可能。小型なのでシールド強度は低く、ライフルやガンのような粒子ビームを数発防げる程度のものである。
ボディ・アーマー
ボーグドローンの外骨格に類似した形状の戦闘装甲服。白兵戦時にパーソナル・シールドがダウンした後はこの装甲服の持つ防御力のみが頼りになる。通常は頭部以外を覆う構造だが、宇宙艦隊のオメガフォースなど一部部隊の構成員が装備している物はフルフェイスのヘルメット状の装甲で頭部も保護されている。
なお、ボディ・アーマーとパーソナル・シールドはキャラクターの外見には反映されず、外見上は制服姿のままである。
ジャンプ
アイコニア人が用いる超光速移動技術。ダイソン球クラスの超巨大構造物を異なる銀河間で丸ごと瞬間移動させる事が出来る。
ボーグ散弾魚雷
ロミュランのネロがボーグテクノロジーを取り入れて採掘船ナラーダを超巨大戦艦に改造した際に、合わせて開発した特殊な魚雷。元は採掘用の爆雷である。船から母機を射出した後、母機から多数の小型弾頭が飛び出し標的を襲う。弾頭数が多い上に防御シールドへの浸透率が極めて高いため、標的は防御も回避も困難となり甚大なダメージを負う。ナラーダがブラックホールに落ちた後は幻の兵器となっていたが、2409年にロミュラン帝国タルシアーがこの兵器を搭載した船を量産配備している事が確認された。
トックス・ウタット
31世紀の惑星連邦の科学者カル・デノが発明した装置。元は核融合を停止してしまった恒星を再点火するための「量子位相反応抑制機」だが、容易にプラネット・キラー（惑星破壊兵器）として転用出来てしまう構造であった事から争奪戦が巻き起こってしまい、時間冷戦の需要なファクターの一つとなった。ソリア人は小型の船に搭載しプラネット・キラーとして運用しているが、惑星連邦の宇宙船で同様の運用をするにはユニバース級（U.S.S.エンタープライズJ）クラスのパワーレベルが必要となる。なおオリジナルの「トックス・ウタット」は2410年にダニエルスと時間エージェント（プレイヤー）が確保し22世紀のライサに隠匿したのを2366年にジャン＝リュック・ピカード大佐が発見、破壊している。
ネクサス防御スクリーン
アルファ宇宙域同盟の全宇宙船に装備されている特殊な防御シールド。ネクサスからの影響をシャットアウトし、船およびクルーを防護する事が出来る。ネクサス・リボンに接近する際にはこのシールドの展開が必要不可欠で、さもないと船はネクサスに引き込まれてしまう。

## 登場する宇宙船の模型販売

### GAMEPRINT
2016年9月2日、運営会社Perfect World・開発会社Cryptic Studios、およびスタートレック・シリーズの版権元であるCBSは、主にゲームに登場する人物やメカを3Dプリンターを用いて模型化し販売するサービスを行っているEUCL3D（カリフォルニア大学バークレー校が行っているグループプロジェクトの一つ）と提携し、『Star Trek Online 』に登場する約400種類にものぼる全宇宙船クラスの12インチ（約30センチ）サイズ・フルカラー模型を販売すると発表した。オンラインオーダーメイドによって、ゲーム中で可能な全てのカスタマイズ（船体のテクスチャやペイント、舷窓の形状、プレイヤーオリジナルの船名・登録番号の表示など）に対応し、プレイヤーがゲーム中で実際に使用している宇宙船を忠実に再現する事が可能。なおEUCL3Dはアメリカ国内配送料金に手数料を加えた19USDで海外発送も行っている。しかし収益を度外視した低価格販売を行っていたEUCL3Dが事業を維持出来なくなったため、この企画は頓挫した。
2018年2月20日、同企画をサンフランシスコを拠点に3Dプリント模型を製造販売しているMixed Dimensionsとの提携で新ブランド「GAMEPRINT」を立ち上げ再始動する事を発表。同年3月15日より販売を開始した。EUCL3Dでの企画と同様にサイズは12インチで、ゲーム中で可能な全てのカスタマイズを再現可能なオーダーメイド発注（ゲーム内の宇宙船カスタム画面から船の3D情報をGAMEPRINTのマイページへアップロードする必要がある）だが、ジュピター級やデルタフライヤー、『スタートレック:ディスカバリー』に登場する船などいくつか対象外になっているクラスがある。またU.S.S.エンタープライズFなど一部モデルの通常販売も予定している（後日公開予定）。相違点としては、EUCL3Dでは表面処理無しのフルカラー出力であったが、GAMEPRINTでは単色で出力した後に表面処理を施した上で手作業で塗装を行う。このためEUCL3Dのものよりかなり精巧な出来になっている。価格は仕上げモデルにより、表面処理のみで未塗装のプライマー・モデル（200USD）、表面処理後に全体を金・銀・銅・黒のいずれかの色で塗装したシングルカラー・モデル（225USD）、表面処理後に手作業でフルカラー塗装したコレクティブ・モデル（350USD）の三種類となっている。なお3月15日時点で配送可能な地域は、北米・カナダ・EU・オーストラリア・ブラジルに限られている。

### スタートレックオンライン・オフィシャル・スターシップ・コレクション
2019年8月4日、シリーズに登場する宇宙船の設定マガジン付き完成品模型『スタートレック・オフィシャル・スターシップ・コレクション』を刊行しているイーグルモスと本作のリードアーティストであるトーマス・マローンは、ラスベガスで開催されているスタートレックのコンベンション・イベントにおいて、同誌に『スタートレック:ディスカバリー』に続き『スタートレック・オンライン』の専門ラインを新たに創刊する事を発表。2019年10月25日よりバーミンガムで開催されているスタートレックのコンベンション・イベントにおいてガガーリン級（『ディスカバリー』に登場したシェパード級の25世紀Refitモデル）の試作品を公開した。
ラインナップ第一弾は上述のガガーリン級と、2019年9月21日に亡くなったアーロン・アイゼンバーグに敬意を表し、作中でアイゼンバーグが演じるノーグ大佐が艦長を務めたキメラ級U.S.S.キメラに決定。